# 17世紀

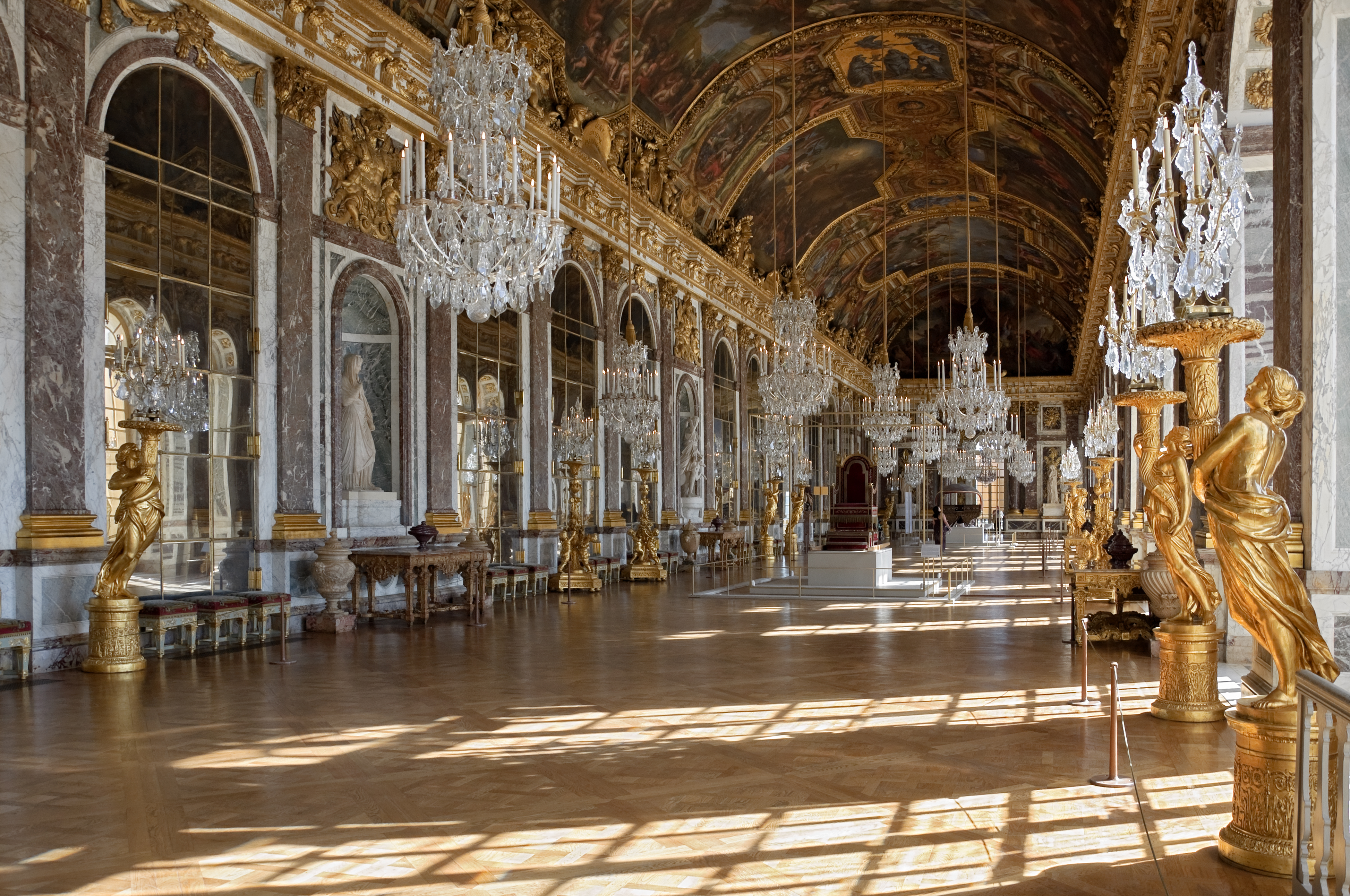
ルイ14世の世紀。フランス語では「偉大なる世紀」を意味するGrand Siècleと呼ぶこの時代に、フランスの権勢と威信を示すために王の命で壮麗なヴェルサイユ宮殿が建てられた。画像は宮殿の「鏡の間」。

スペインの没落。国王フェリペ4世の時代に「スペイン黄金時代」は最盛期を過ぎ国勢は傾いた。画像は国王夫妻とマルガリータ王女を取り巻く宮廷の女官たちを描いたディエゴ・ベラスケスの「ラス・メニーナス」。

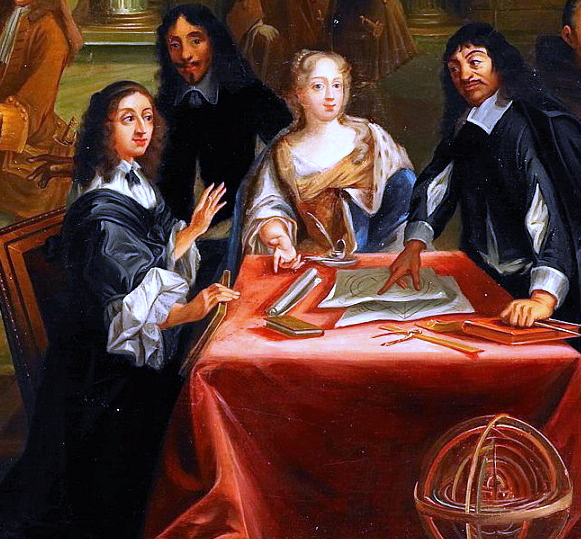
ルネ・デカルト。「我思う故に我あり」で知られる『方法序説』が述べた合理主義哲学は世界の見方を大きく変えた。画像はデカルトとその庇護者であったスウェーデン女王クリスティナ。

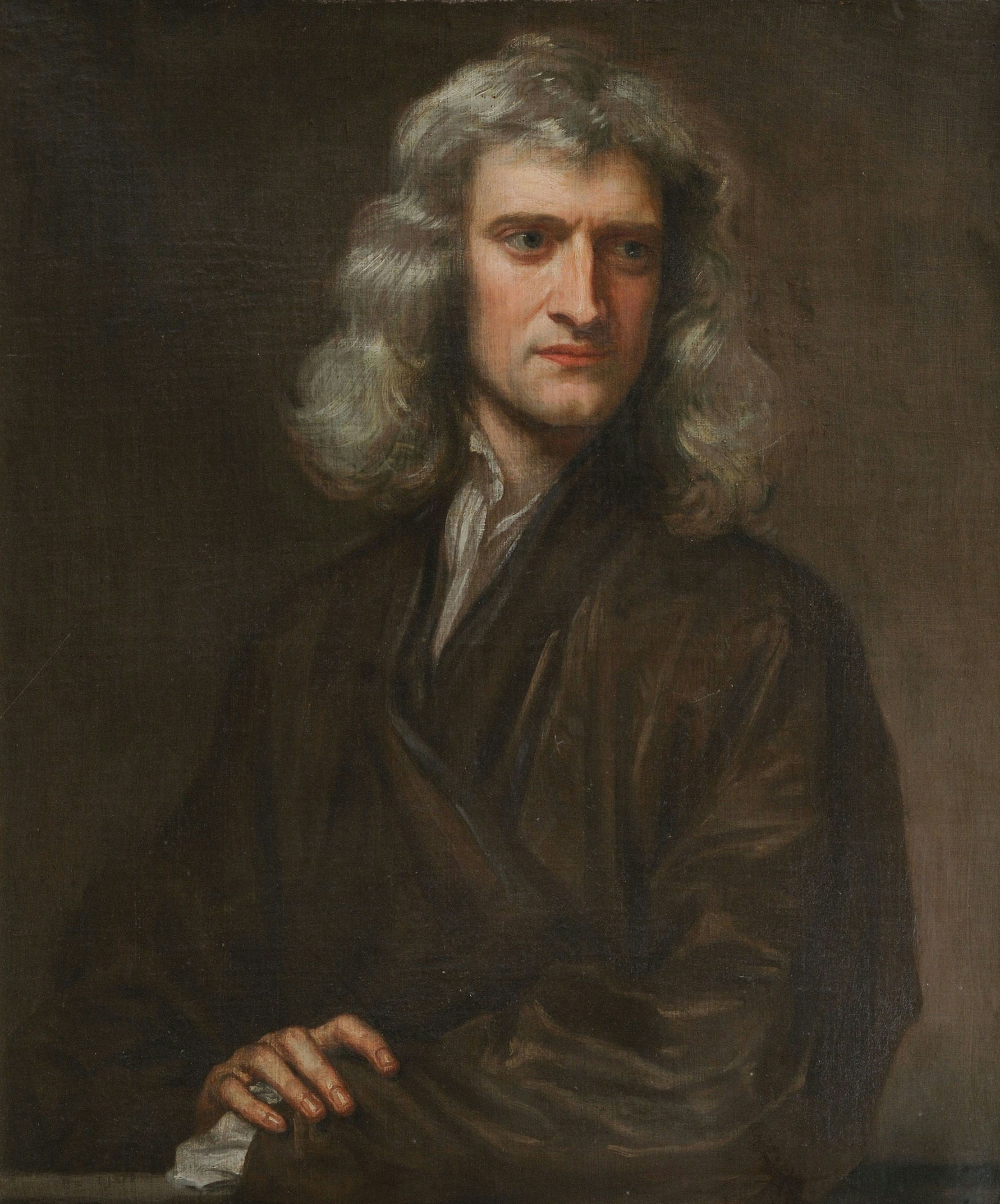
アイザック・ニュートン。主著『プリンキピア』で万有引力と絶対空間・絶対時間を基盤とするニュートン力学を構築した。

レンブラント・ファン・レインの「テュルプ博士の解剖学講義」。この時代はオランダの黄金時代であり数多くの画家を輩出した。またこの絵にみられる実験や観察は医学に大きな発展をもたらした。

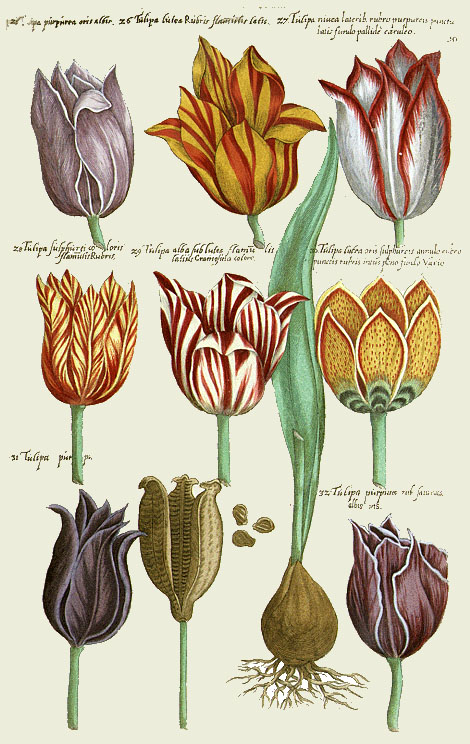
チューリップ・バブル。オスマン帝国からもたらされたチューリップはオランダで愛好され、その商取引はいつしか過熱し世界初のバブル経済を生み出した。画像は画家であり園芸家でもあったエマヌエル・スウェールツ『花譜(初版は1612年刊行)』の挿絵。

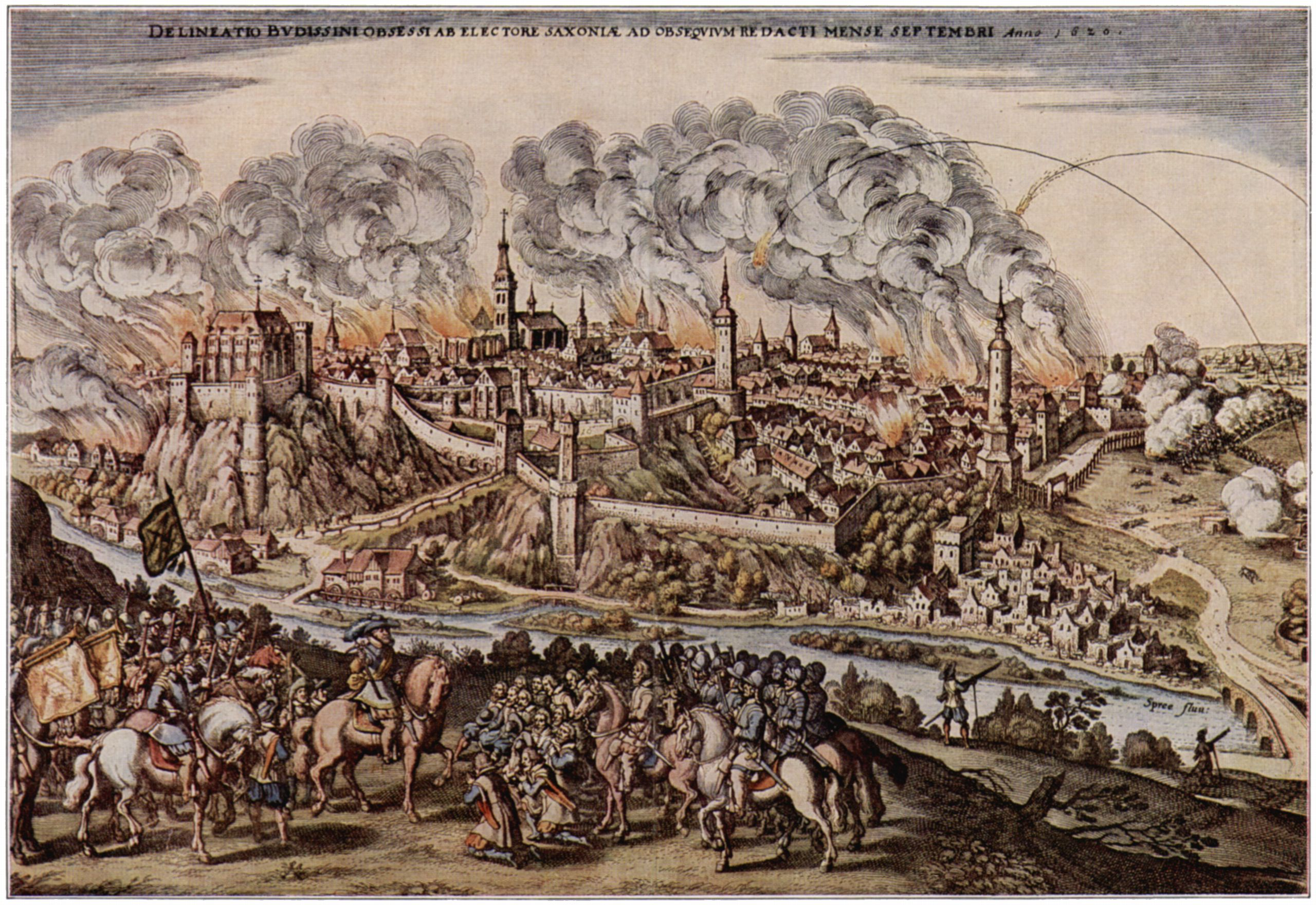
三十年戦争。「17世紀の危機」の中でも全ヨーロッパを巻き込んだ最後の宗教戦争であるこの戦争は、各国を消耗させとりわけ神聖ローマ帝国の解体を促進した。画像はボヘミアの都市バウツェンを包囲するザクセン選帝侯ヨハン・ゲオルク1世。

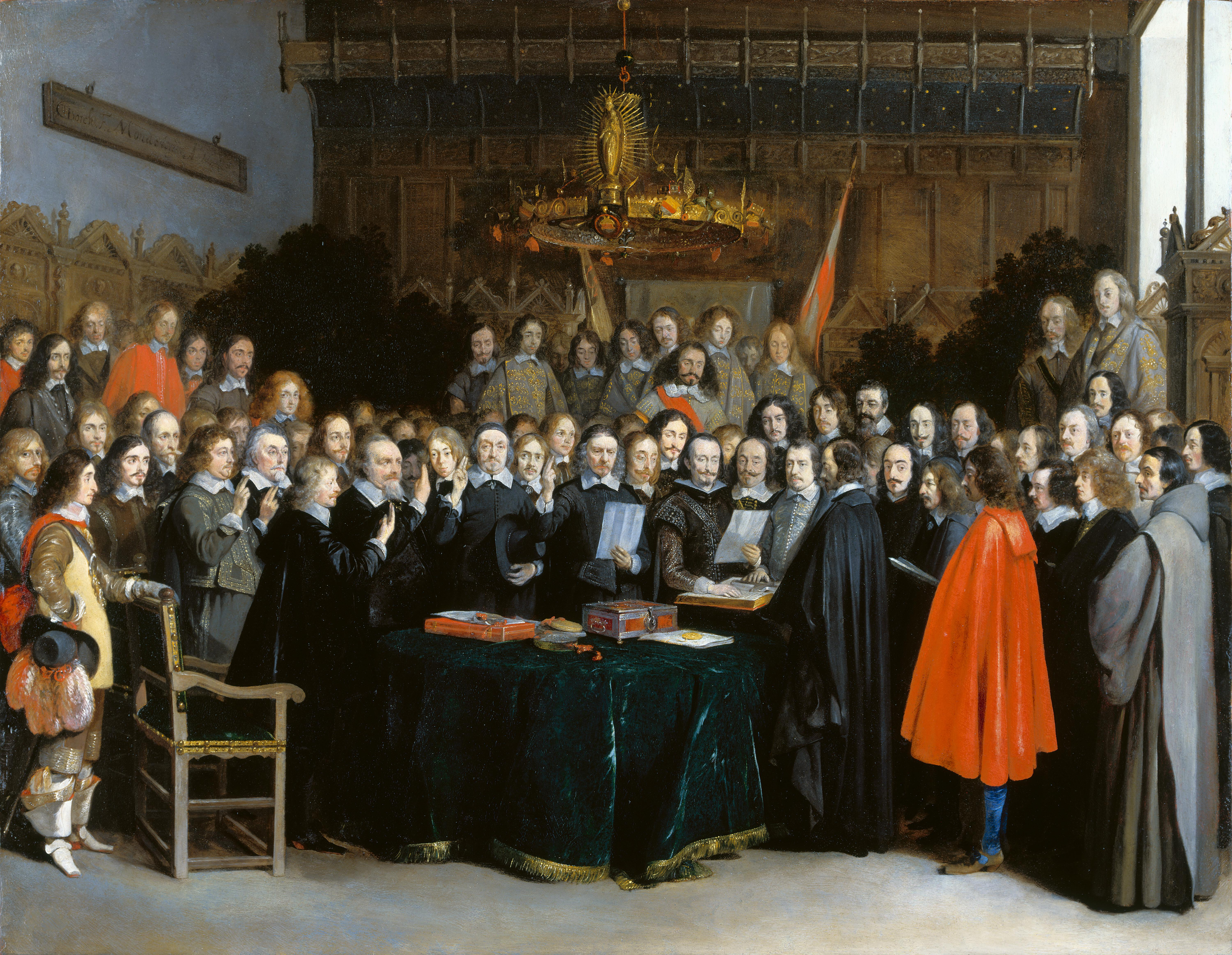
ヴェストファーレン会議。以後ヨーロッパの国際関係はヴェストファーレン体制と呼ばれる主権国家を軸とする体制へと移行する。画像はヘラルト・テル・ボルフの絵画（アムステルダム国立美術館蔵）で、三十年戦争の終結のために開かれたミュンスターでの会議の様子。

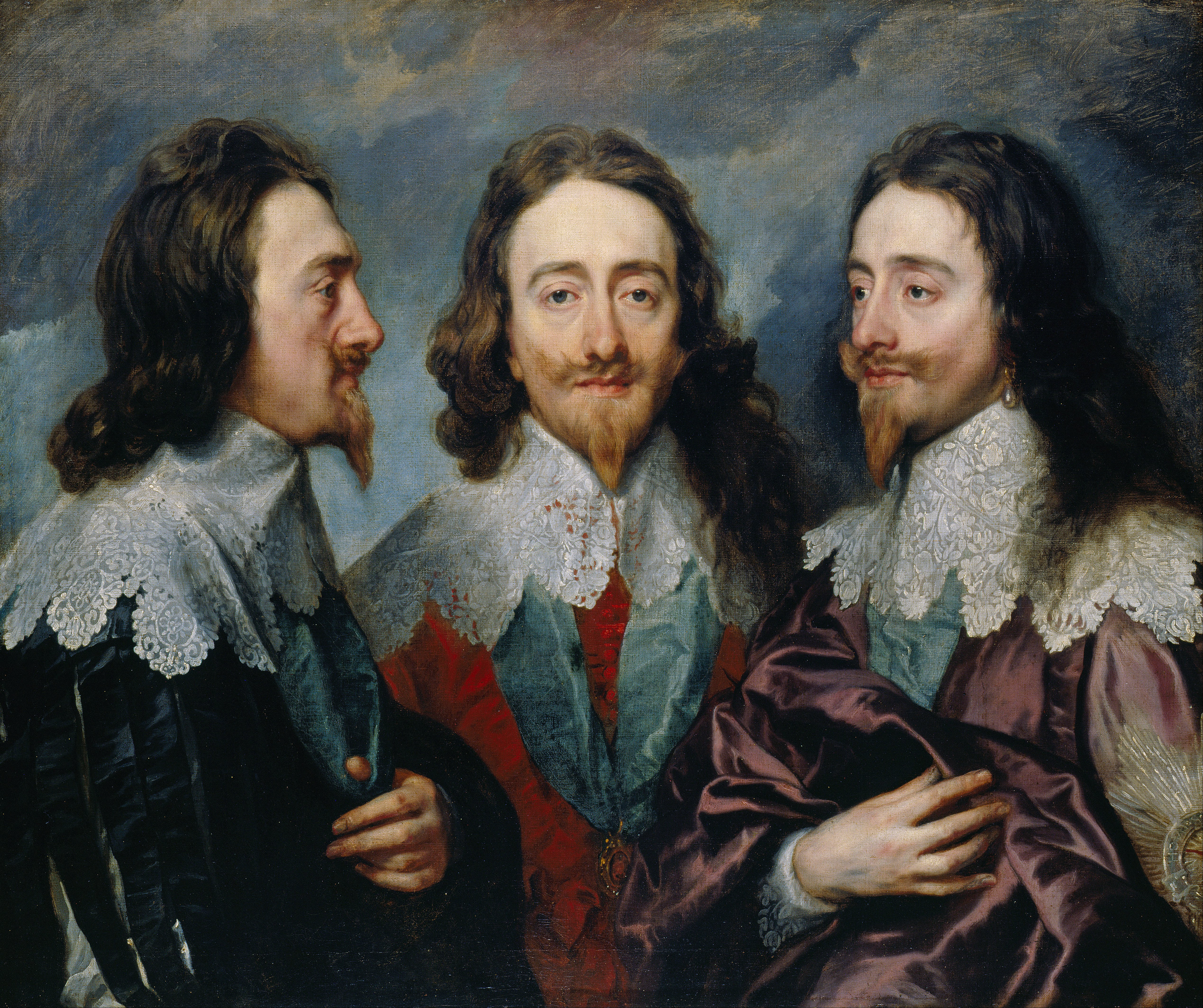
清教徒革命。国王と議会の対立はイングランドを巻き込んだ内乱となり、その渦中で国王は処刑された。近年ではスコットランド・アイルランドを含めた三王国戦争の名でも知られる。画像はヴァン・ダイクによる「国王チャールズ1世の三面肖像画」。

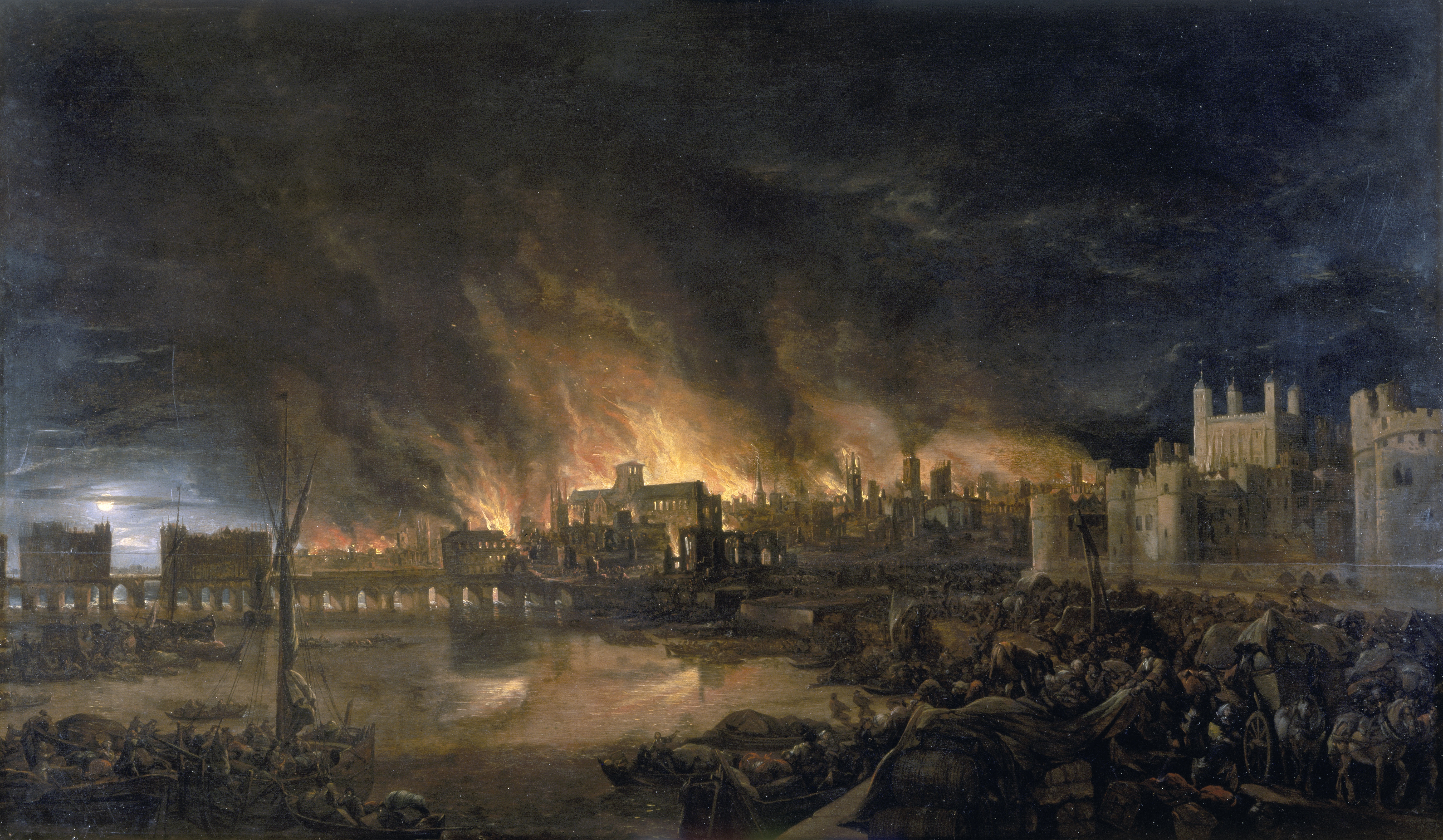
ロンドン大火。1666年9月1日に起こった火事はロンドン市内の8割を炎上させる惨事となった。画像は炎に包まれた市内を描いた記録画で、左手にロンドン橋、右手にロンドン塔、そして遠方にセント・ポール大聖堂が見える。

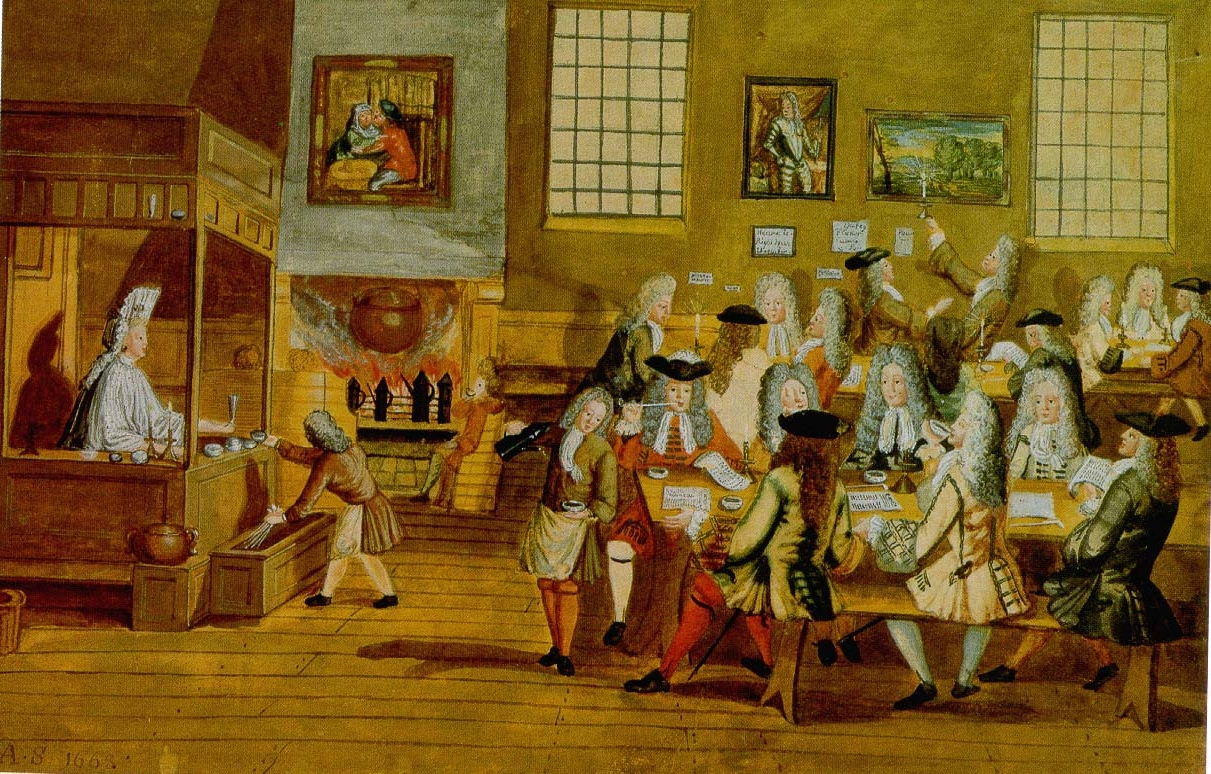
生活革命。水とアルコール飲料に限られていたヨーロッパでも、各地との貿易により茶・コーヒー・砂糖と嗜好品の幅が拡がり、飲食を通じての身分を超えた横のつながりが形成された。画像はこの世紀のロンドンのコーヒーハウス。

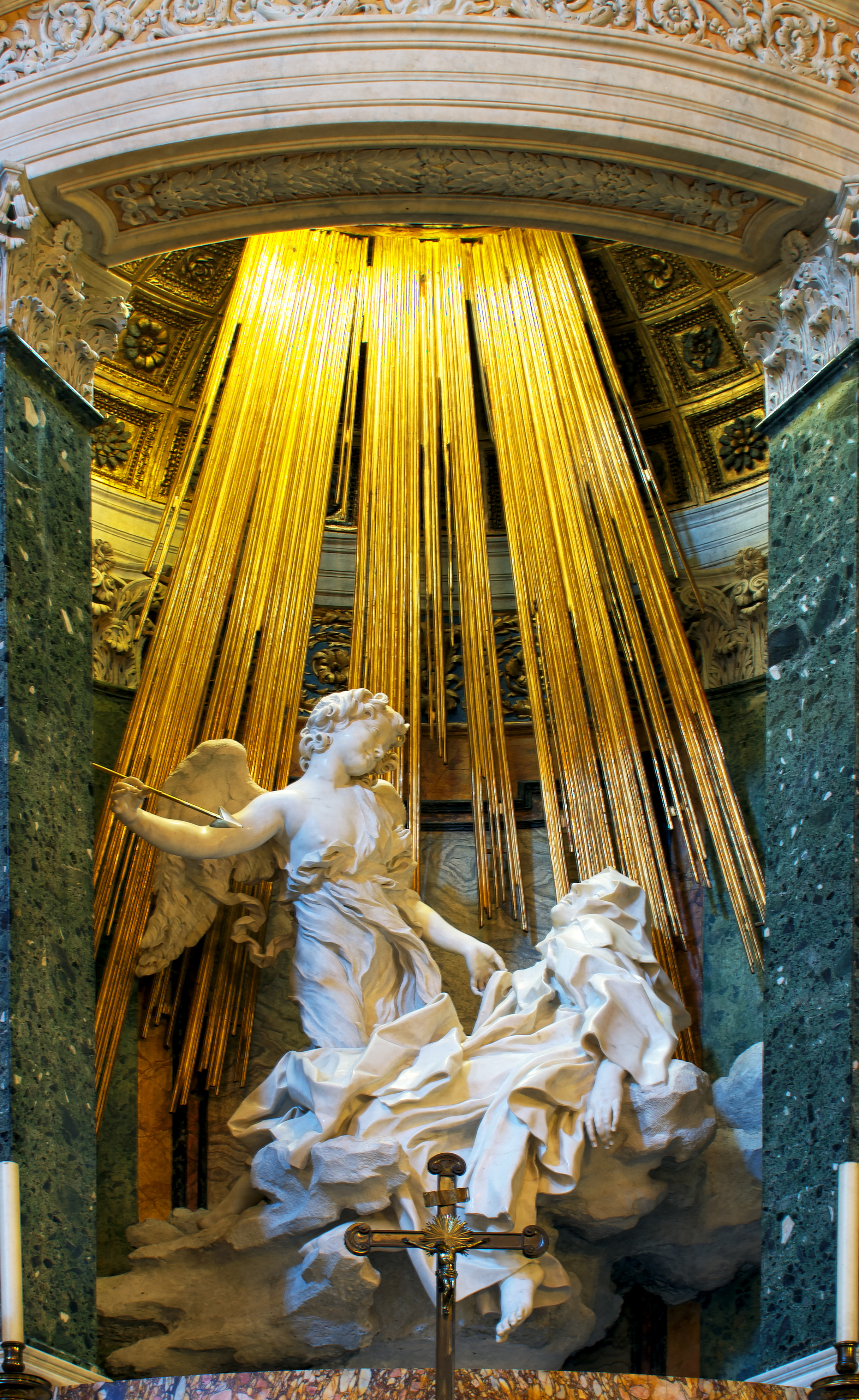
バロックの栄光。対抗宗教改革でカトリック教会は宗教的感情に訴える総合芸術「バロック」を作り出した。画像はローマのサンタ・マリア・デッラ・ヴィットリア教会コルナロ礼拝堂に置かれたベルニーニの「聖テレジアの法悦」。

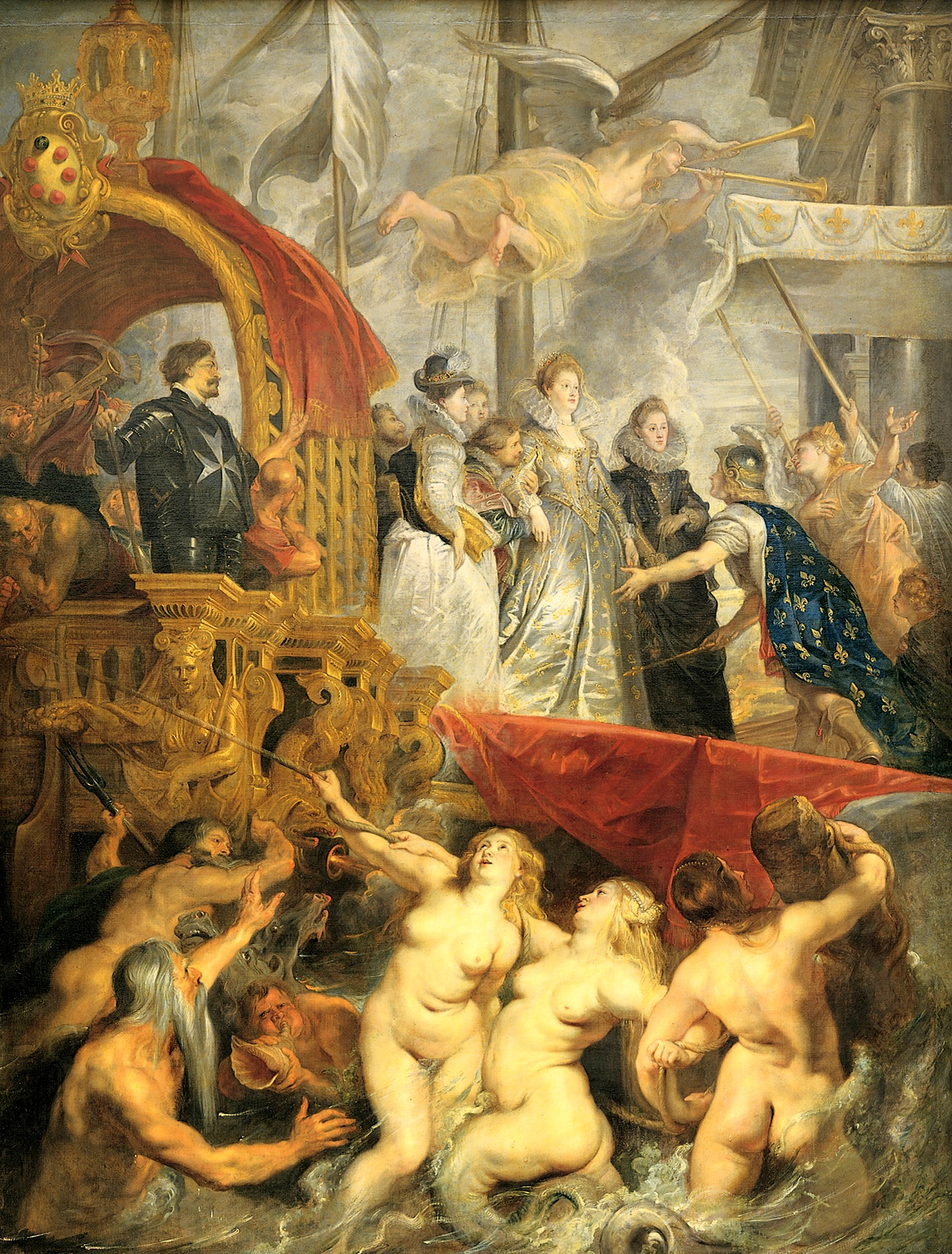
ピーテル・パウル・ルーベンス。フランドル出身の画家で壮大なスケールと肉感のある迫真の描写により王侯たちに愛され「王の画家、画家の王」と呼ばれた。画像は「フランス王妃マリー・ド・メディシスの生涯」の連作から王妃がマルセイユ港に到着した場面（ルーヴル美術館蔵）。

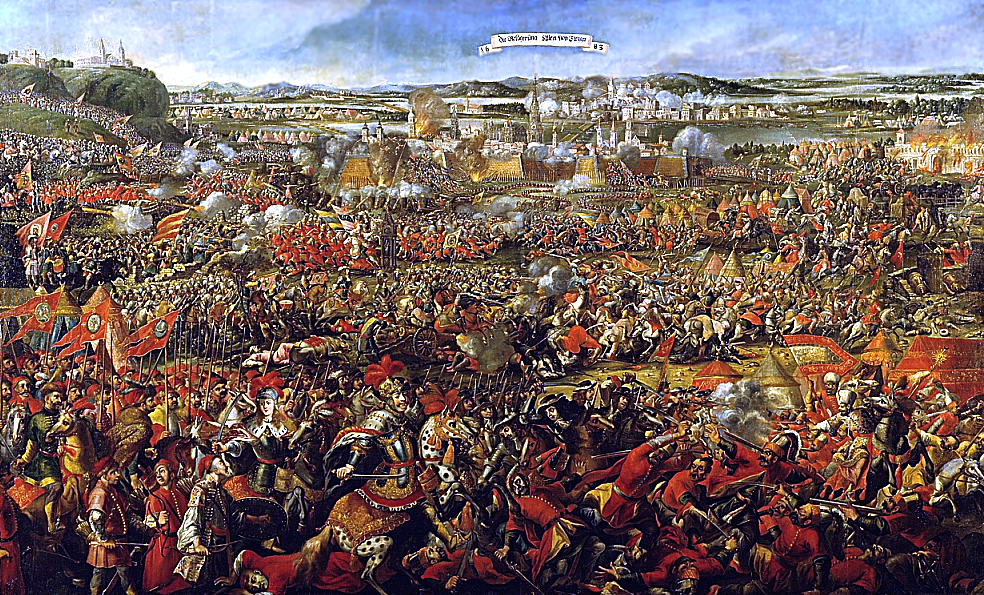
第二次ウィーン包囲。オスマン帝国と神聖ローマ帝国・ポーランド王国が激突する大規模な戦争となった。この敗北に続いてオスマン帝国はハンガリーを喪失し中央ヨーロッパでの優位は揺らぐことになる。画像はウィーン軍事史博物館所蔵の逸名画家による「1683年9月のウィーン市包囲と救援」。

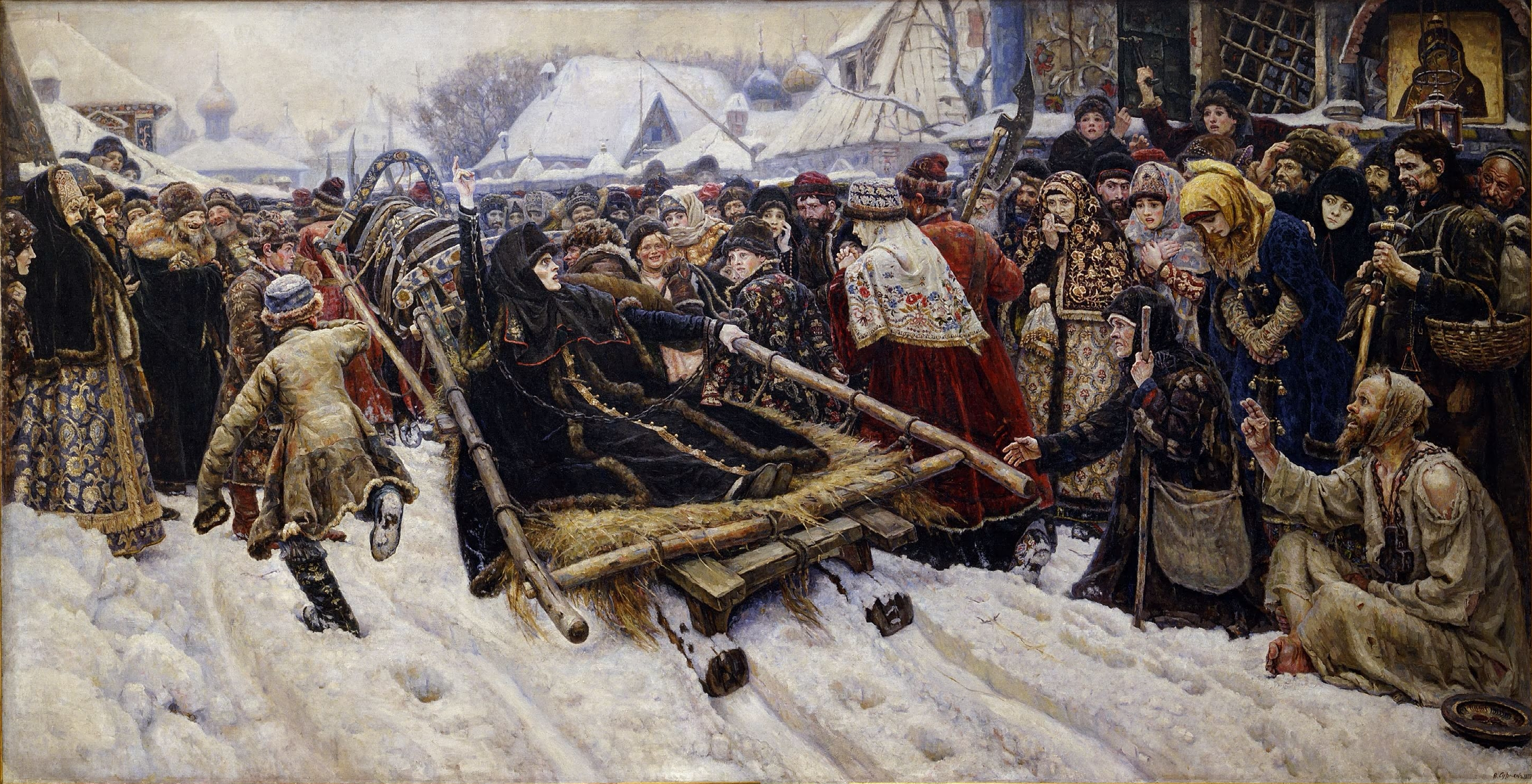
モスクワ総主教ニーコンの改革。この改革で奉神礼や祈祷の多くが変更され、反対した人々は「古儀式派」と呼ばれ弾圧された。画像はワシーリー・スリコフの歴史画「貴族夫人モローゾヴァ（トレチャコフ美術館蔵）」で古儀式派の信仰を守り致命者（殉教者）となる貴族夫人を描いている。

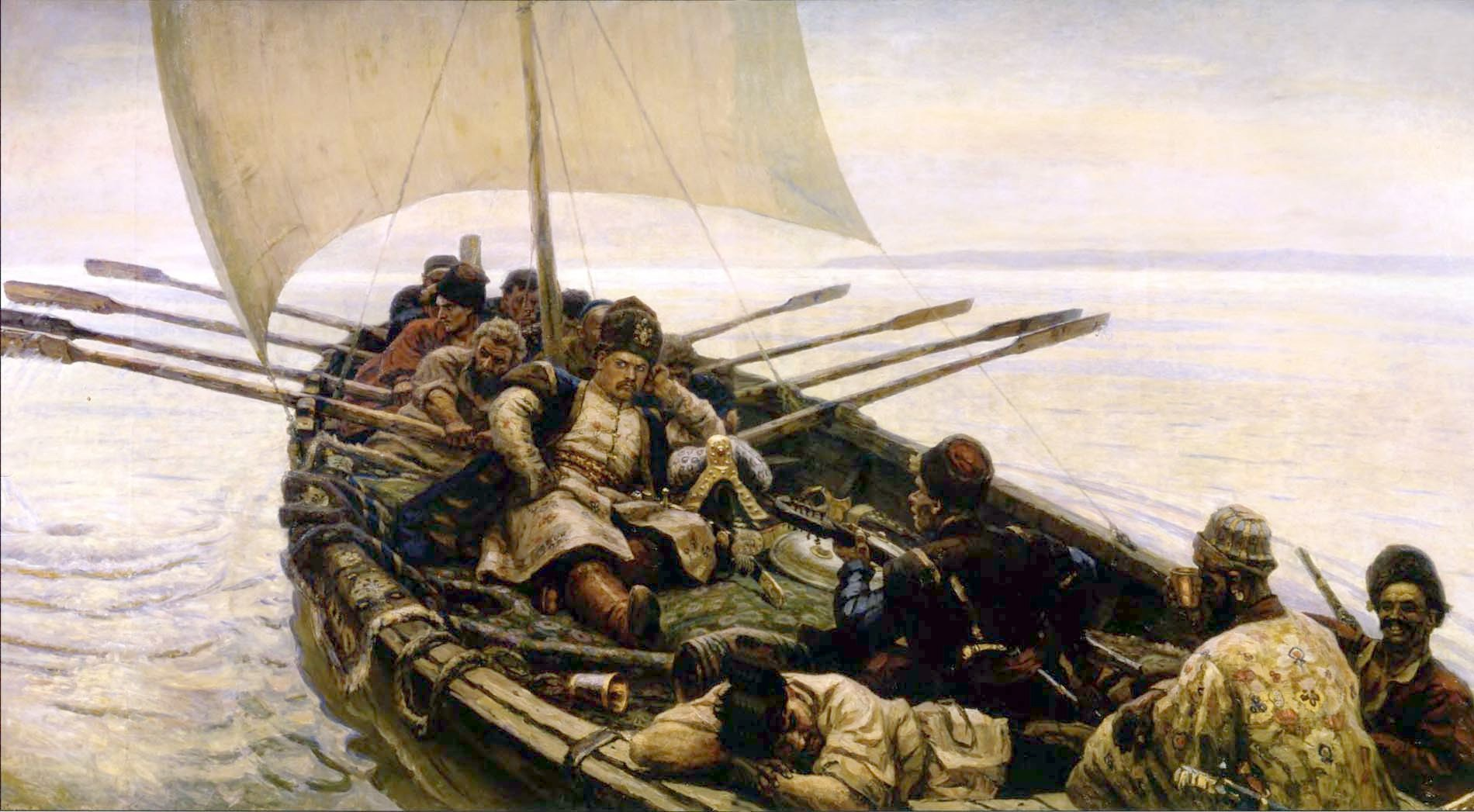
スチェパン・ラージン。ロシアではロマノフ朝の成立とともに農民に対する統制が強化されたが、それに抵抗したドン・コサックの反乱を率いたのがスチェパン・ラージンである。画像はカスピ海を渡るラージンと一行を描いたワシーリー・スリコフの歴史画。

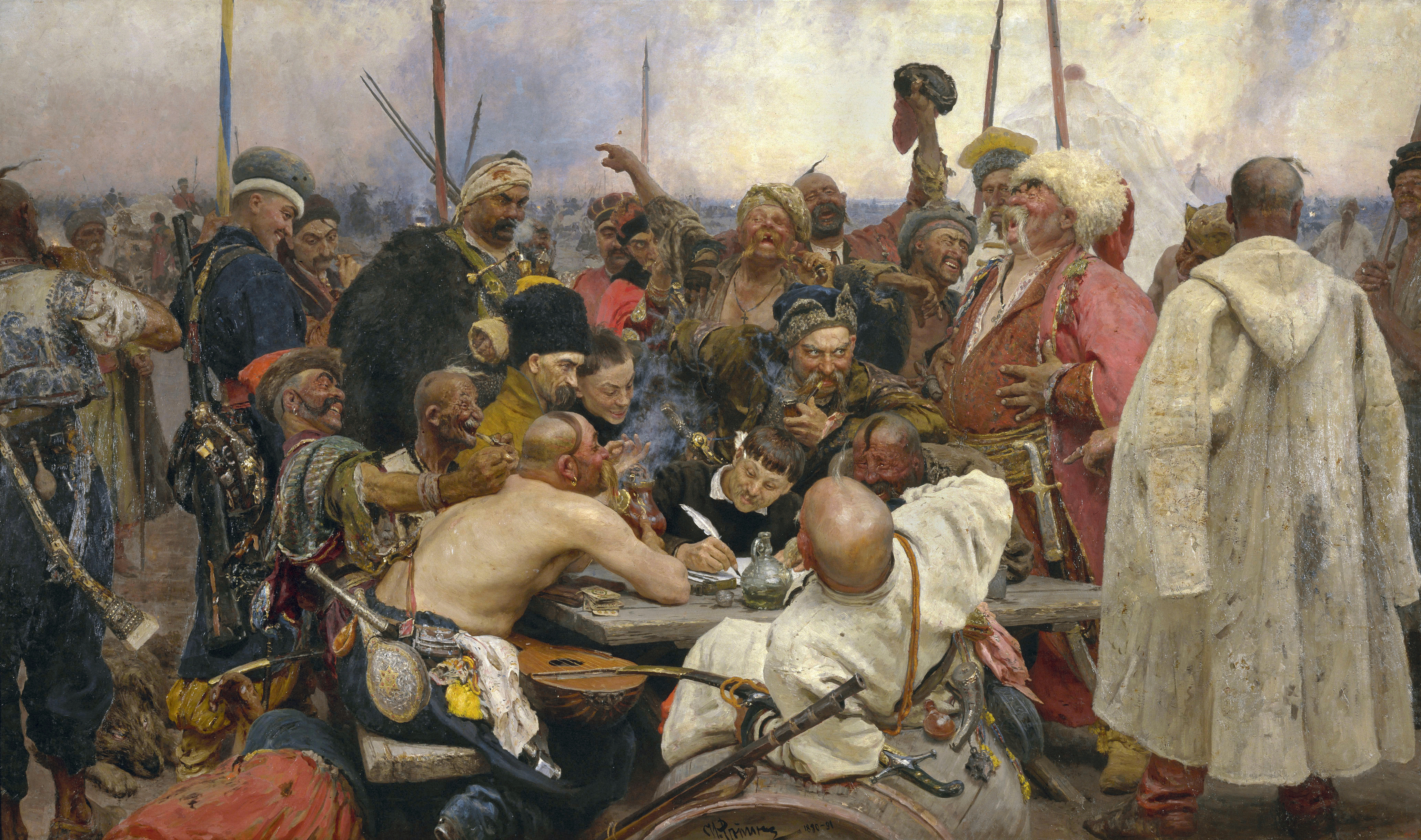
露土戦争の始まり。長らくリトアニア・ポーランドの支配下にあったウクライナでは、オスマン帝国との衝突から隣国ロシアを巻き込んでの大規模な戦争が勃発した。画像はイリヤ・レーピンの歴史画「トルコのスルタンへ手紙を書くザポロージャ・コサック」で指導者であるイヴァン・シルコがオスマン皇帝メフメト4世に宛てて世にも無礼な返信を書かせている場面。

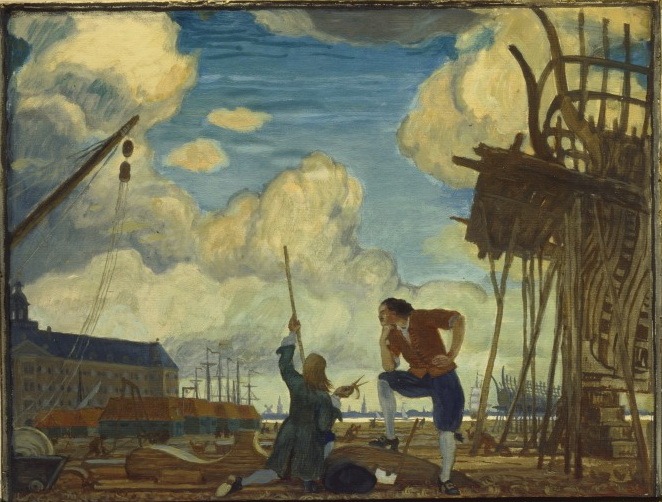
ロシア皇帝ピョートル1世の大使節団。西欧の科学技術導入のために派遣したもので皇帝自らが随行員として参加している。画像はムスチスラフ・ドブジンスキーが1910年に描いたオランダのアムステルダムで船大工の仕事に勤しむピョートル1世の歴史画。

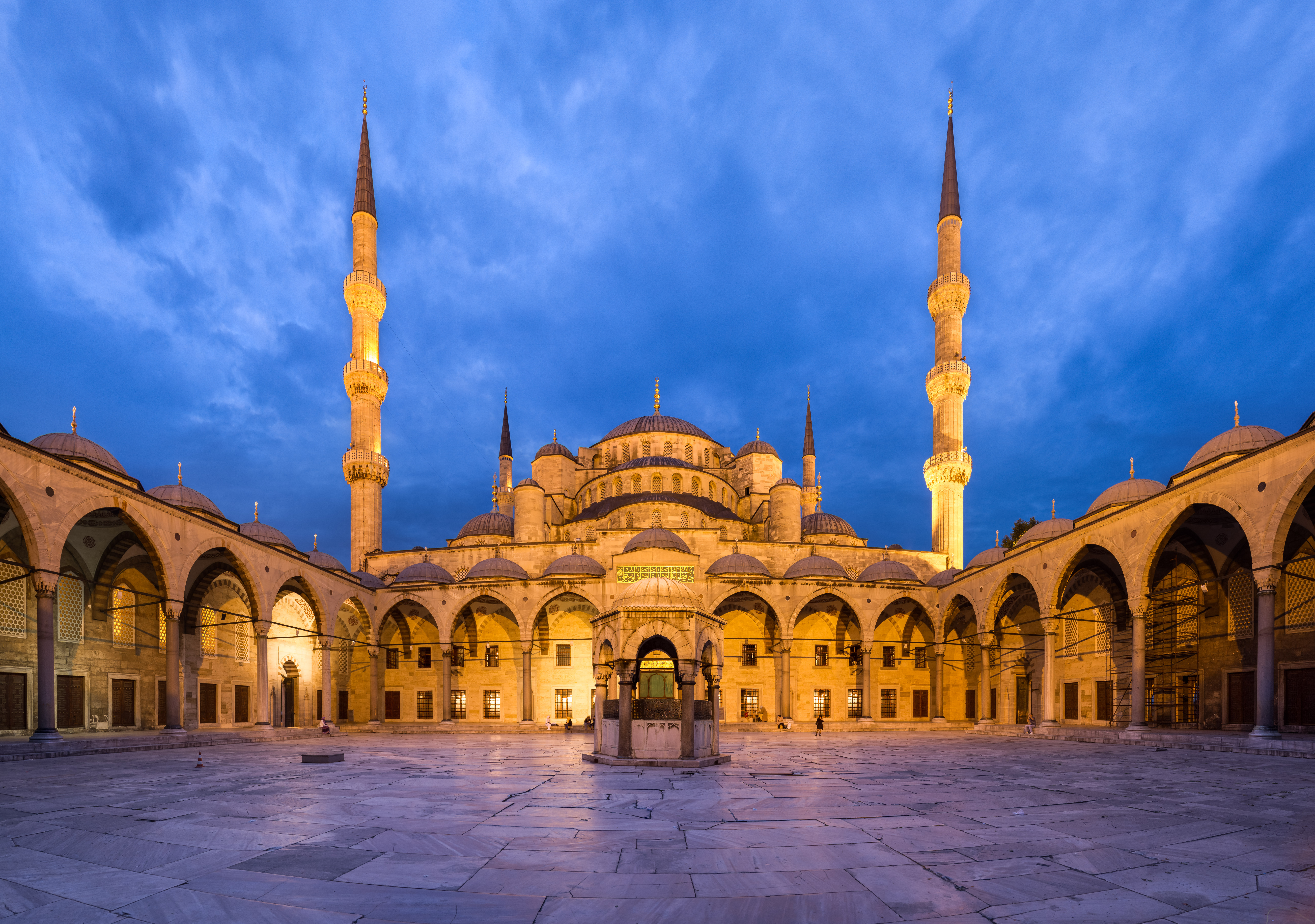
スルタンアフメト・モスク。トルコのイスタンブールを代表するモスクで、オスマン帝国の第14代スルタン・アフメト1世の命で7年の歳月をかけて建築家メフメト・アーにより建設された。優美な6本のミナレットと堅牢な大ドームを含め青い壁面で覆われた「世界で最も美しいモスク」と評される。

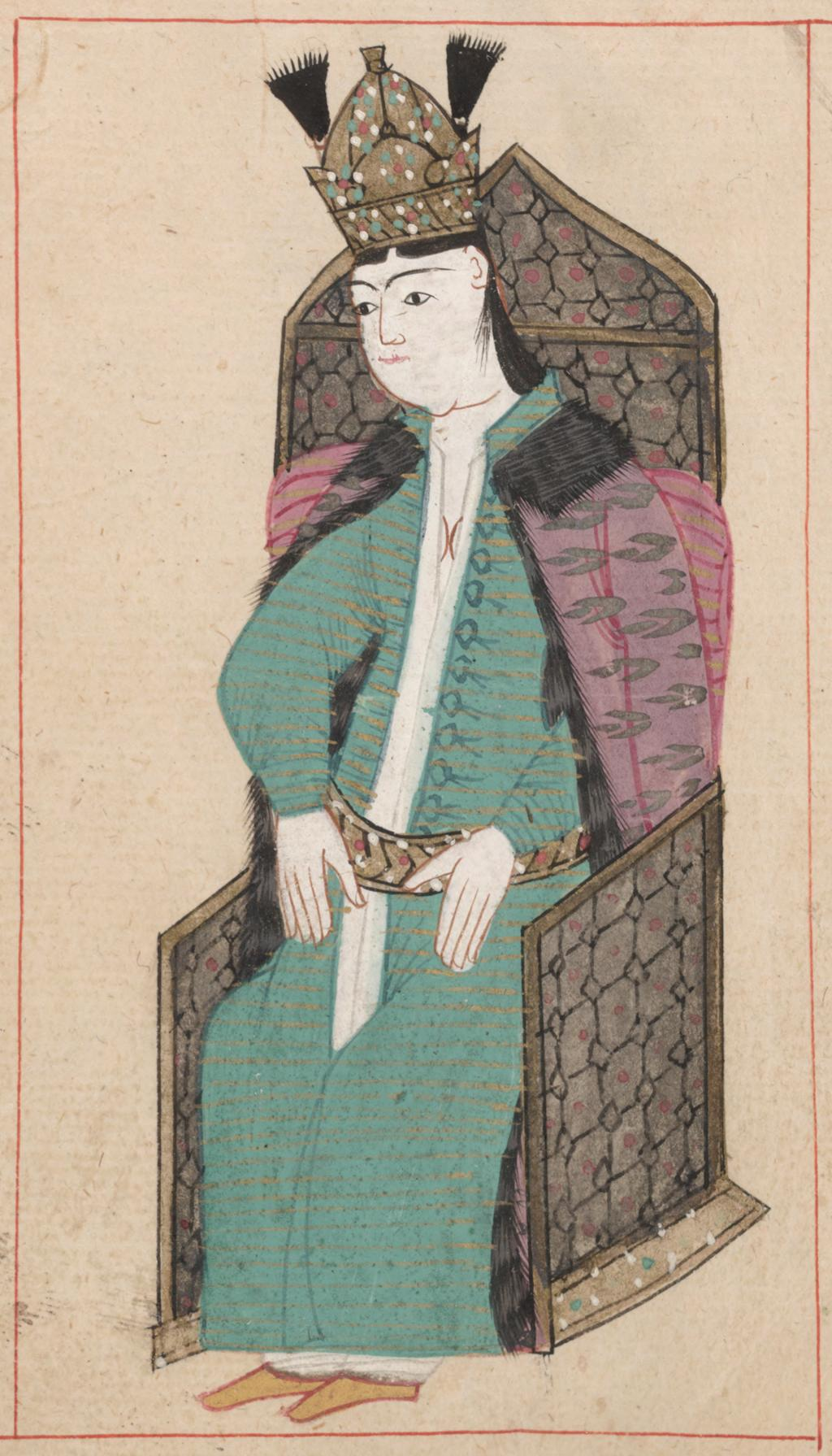
オスマン帝国の女人天下。
第14代アメフト1世の寵妃キョセム・スルタンは息子が第17代ムラト4世として即位したことで母后（ヴァーリデ・スルタン）になり、孫の第19代メフメト4世まで3代にわたりハレムから国政に関与し絶大な権力を握った。以後もこうした女性が続き「女人天下」とよばれた。画像は母后キョセムを描いた17世紀の細密画。

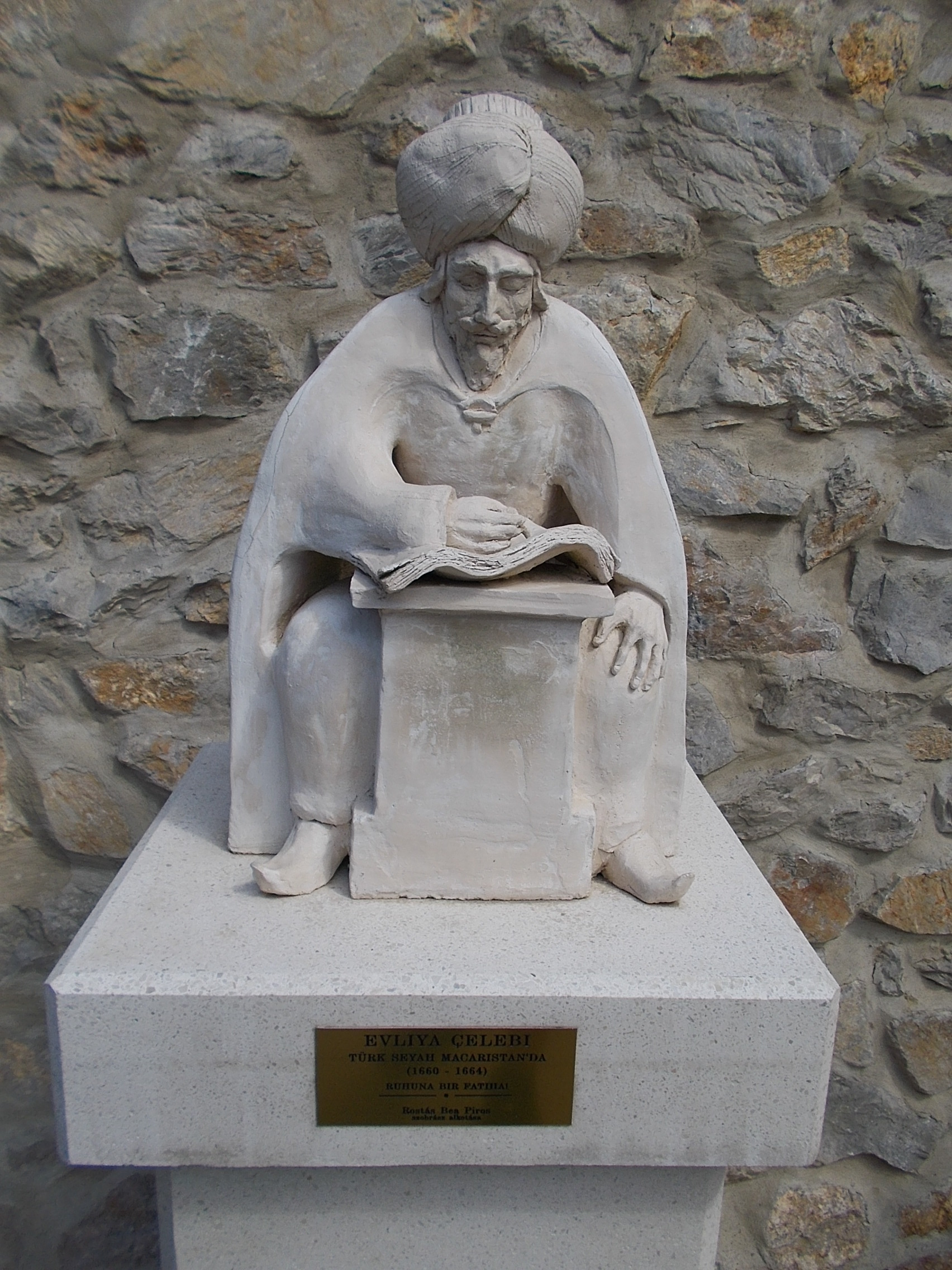
旅行家エヴリヤ・チェレビ。首都イスタンブール生まれのチェレビはその生涯を通じてオスマン帝国各地を訪ね歩き、17世紀の帝国最盛期の風俗や習慣を『旅行記』で克明に記録している。画像はハンガリーのエゲル城に再現されたチェレビの彫像。

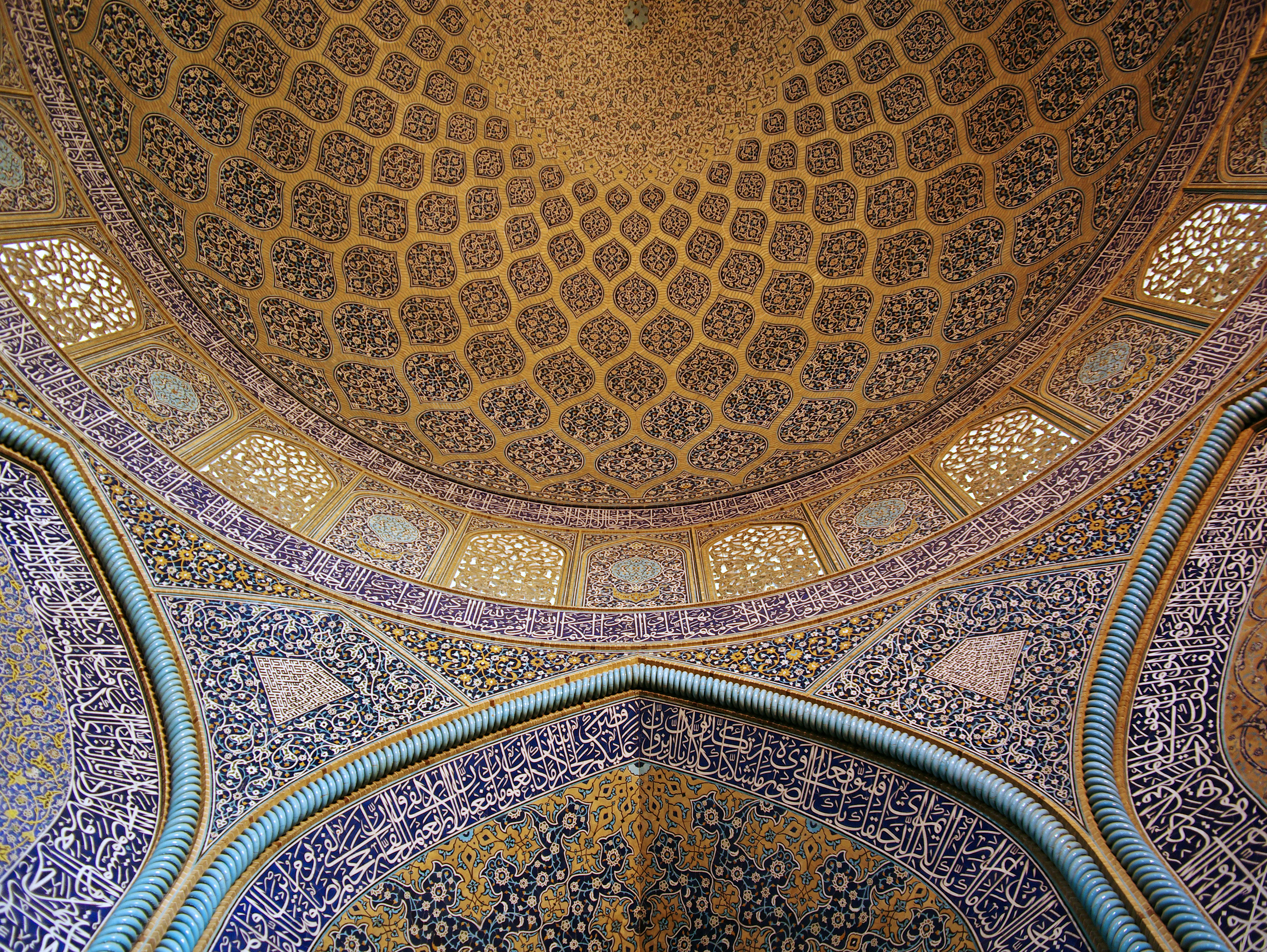
エスファハーンの栄華。サファヴィー朝のシャー・アッバース1世が造営したこの都市は「世界の半分（エスファハーン・ネスフェ・ジャハーン・アスト）」と讃えられた。画像はエスファハーンに建てられたシェイク・ロトフォラー・モスクの内部。

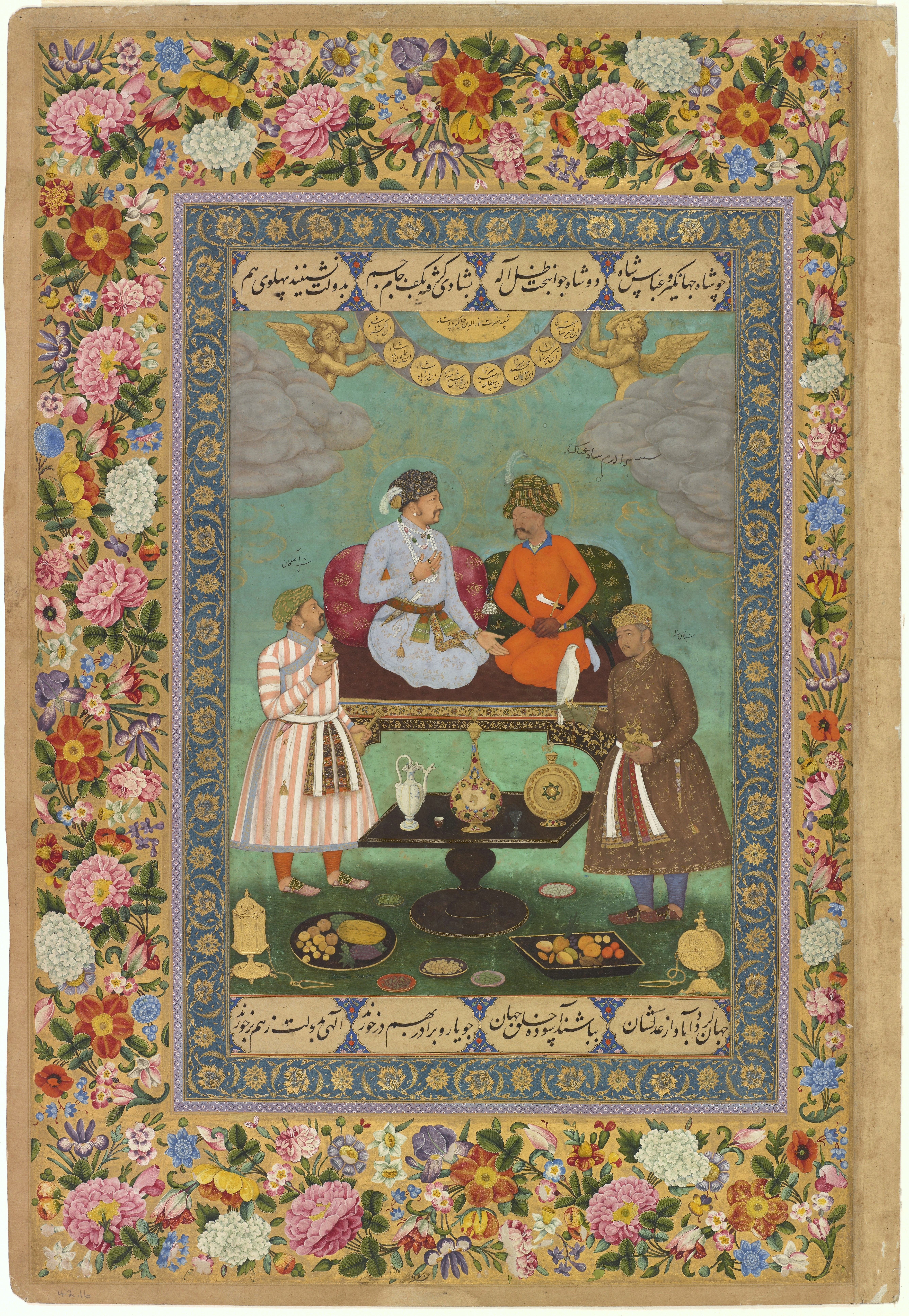
イスラム国家間の平和。シ－ア派とスンナ派という立場はあれど、隣接するサファヴィー朝とムガル朝の関係はおおむね良好であった。画像はムガル皇帝ジャハーンーギルに歓待されるサファヴィー朝のシャー・アッバース1世。

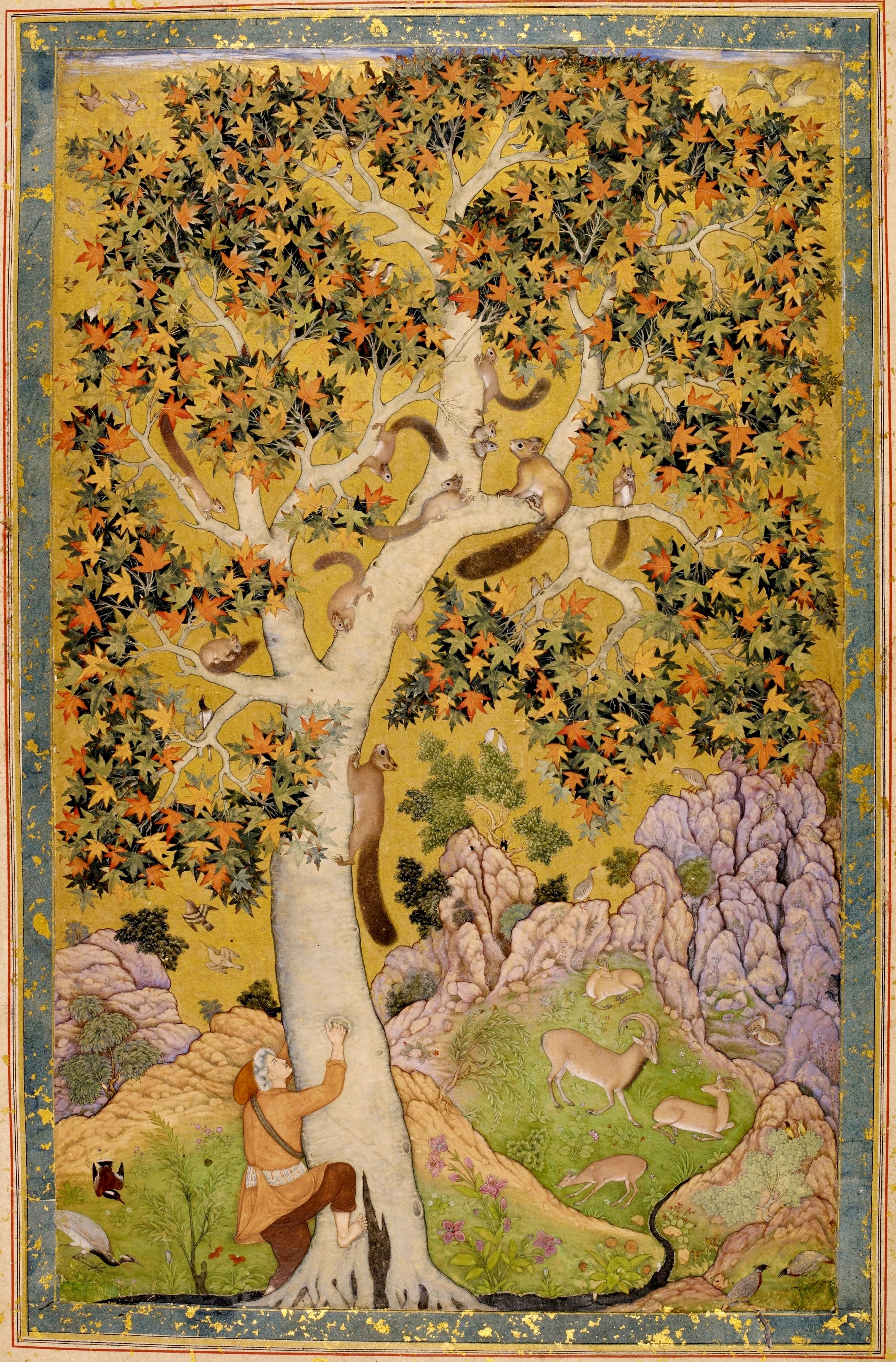
ムガル絵画の黄金時代。インド伝統絵画と中央アジア伝来の絵画が混交し、洗練された宮廷の絵画様式を誕生させた。画像はアブ－・ハッサンとマンスールにより1610年頃に描かれた細密画「プラタナスの樹にいるリスたち」。

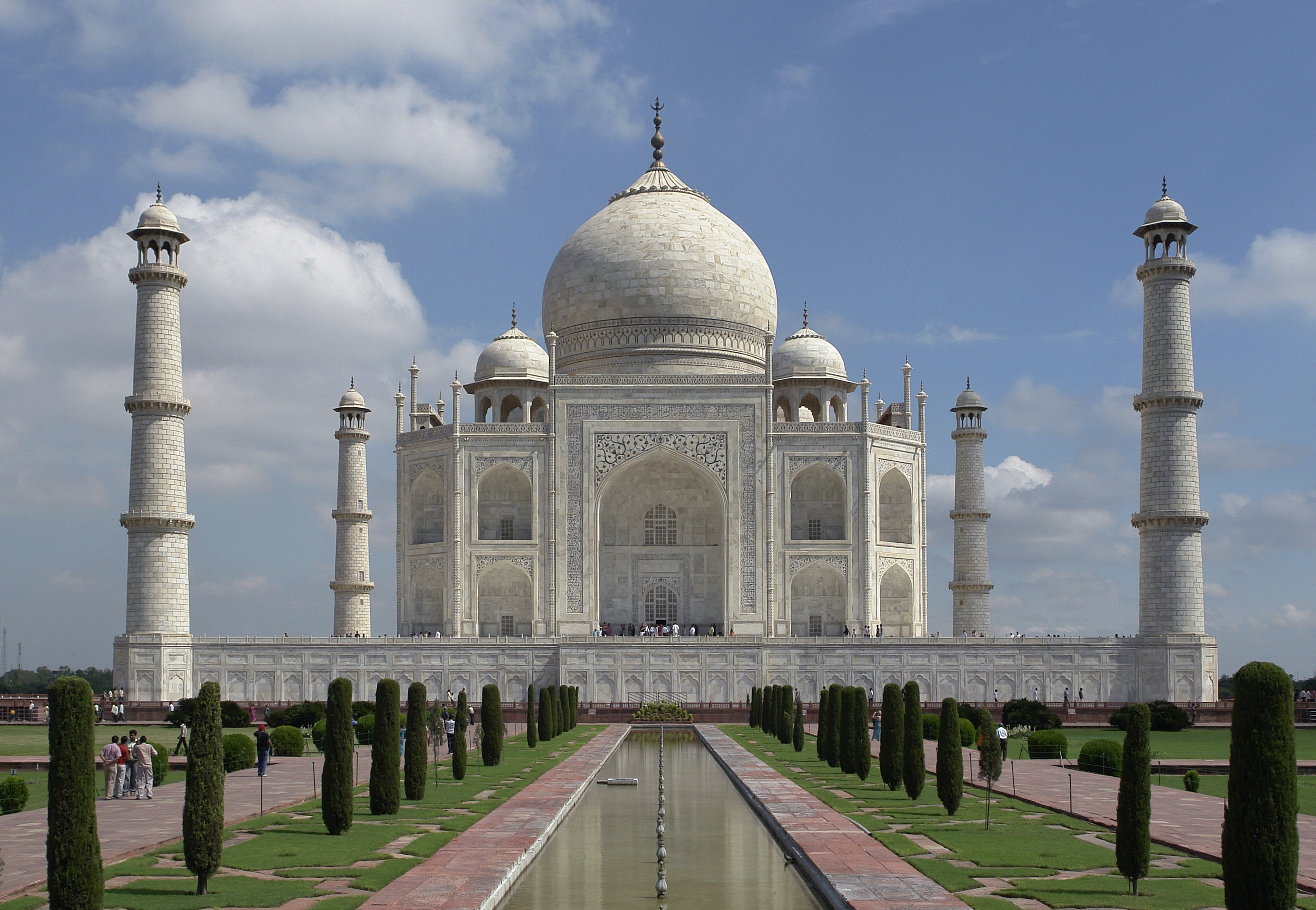
タージ・マハル。ムガル皇帝シャー・ジャハーンが絶世の美女と称えられた愛妃ムムターズ・マハルを偲んでアーグラに建てた白亜の霊廟。

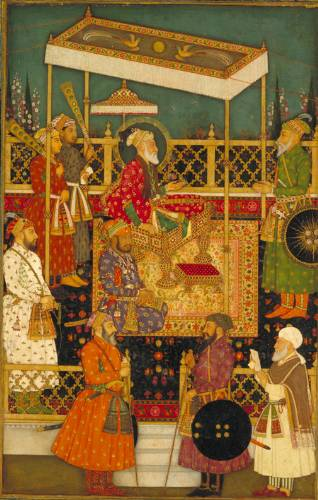
絶頂から衰退に向かうムガル帝国。皇帝アウラングゼーブの長い治世にこの帝国の領土は最大に拡がった。しかしイスラム教徒優先の政治は不満や衝突を惹起し、早くもこの皇帝の晩年には衰退の兆しが見え始めた。画像は孔雀の玉座に座るアウラングゼーブ帝。

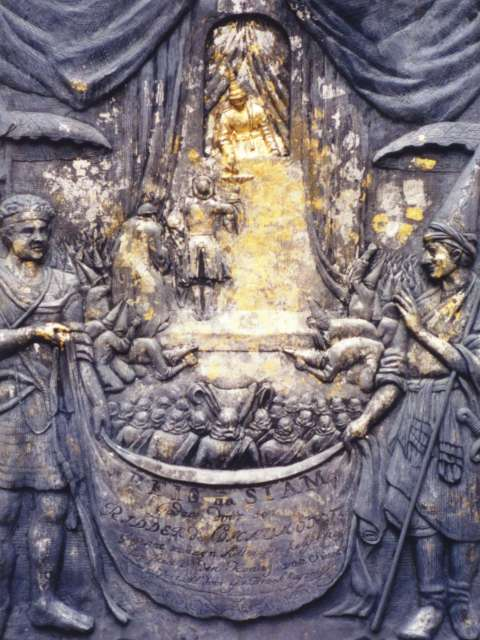
アユタヤ朝の最盛期。タイでは中国・日本のみならずイギリスやオランダの貿易船も来訪し活況を呈した。画像はナーラーイ王のもとで交渉をするフランス人使節団（ロッブリーのプラ・ナーライ・ラーチャニーウエート宮殿遺跡記念碑）。

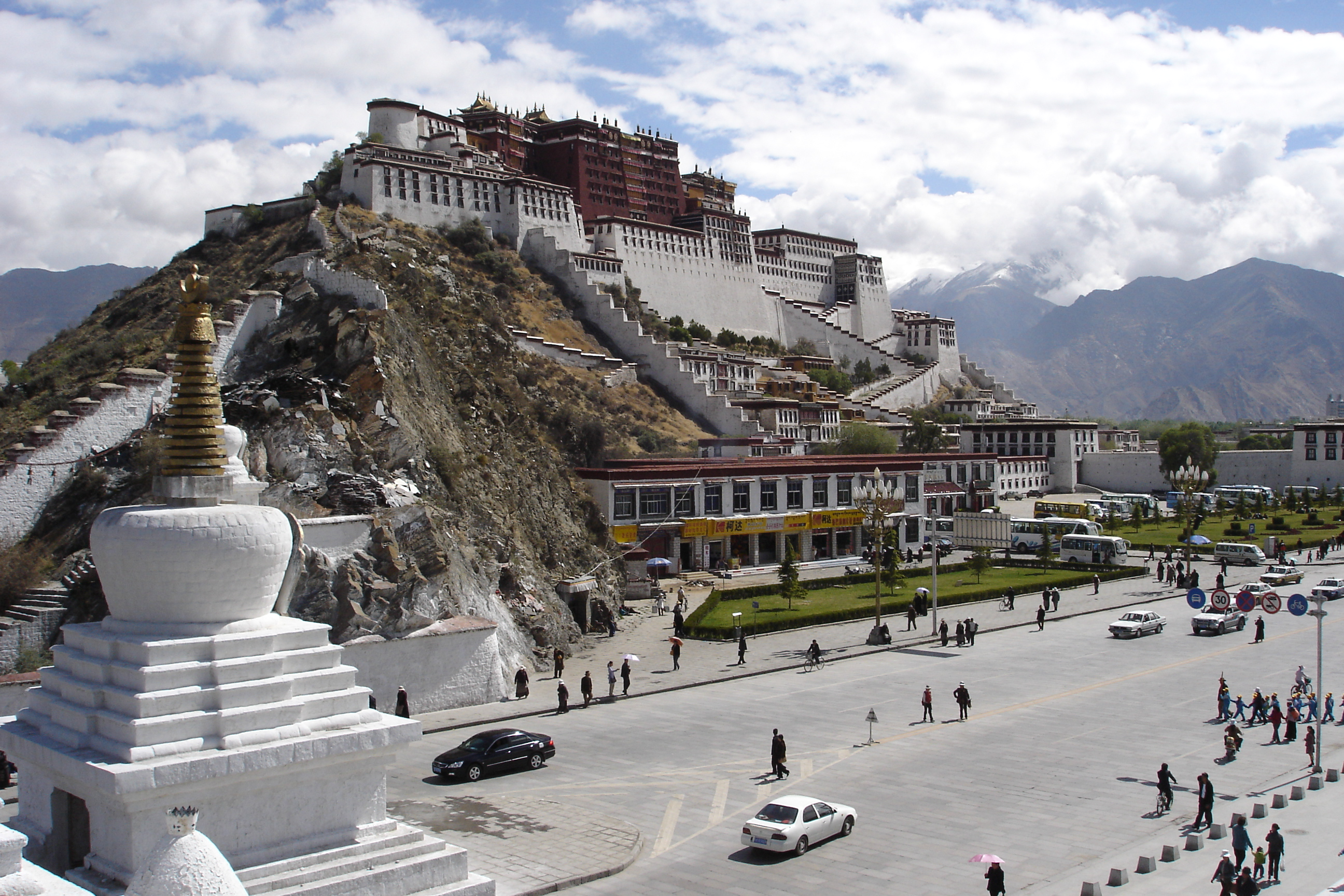
ラサのポタラ宮。ラサにチベット仏教の教主ダライ・ラマ5世を頂点とするガンデンポタン体制が成立し、アジア各地にチベット仏教の信仰が拡がった。

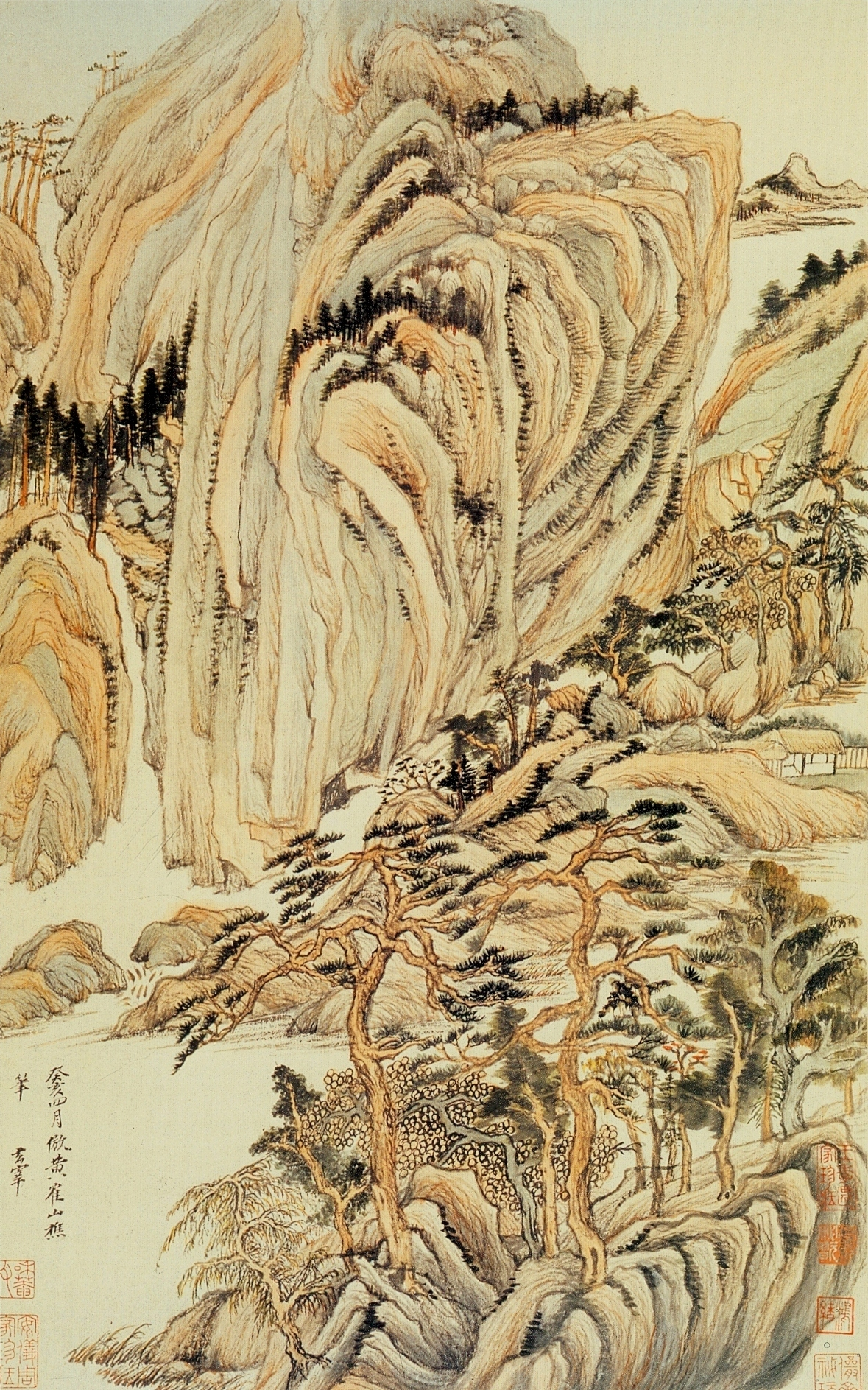
芸林百世の師。爛熟する明の文雅の世界にあって書画に独自の美意識を導入したのが董其昌である。その美学は後世に大きな影響を与えた。画像は「倣古山水図冊（ネルソン・アトクンス美術館蔵）」。

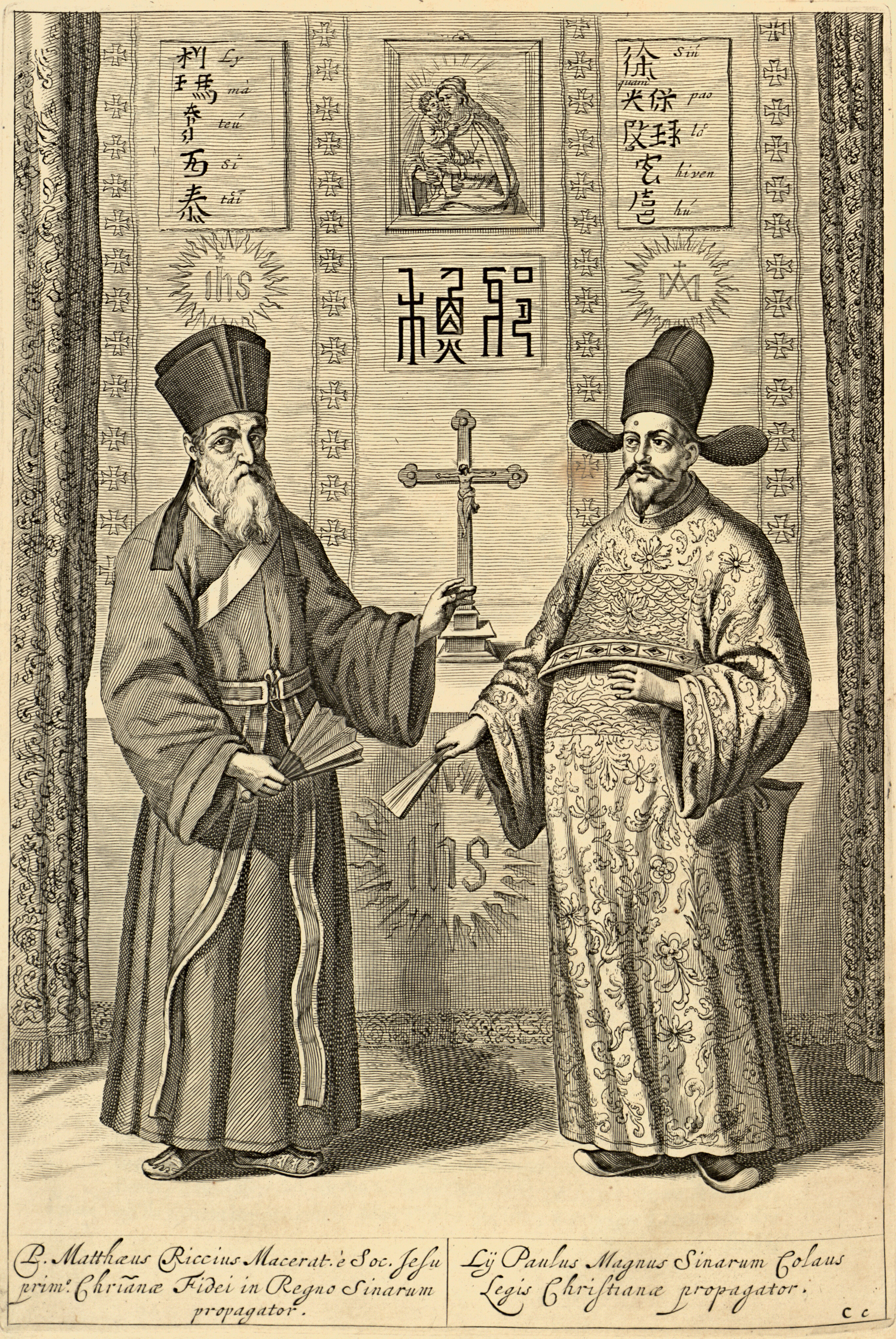
イエズス会の中国宣教。イエズス会宣教師は異文化に対する順応主義を採用し、中国の古典教養を尊重する漢人士大夫の支持を得た。画像はキルヒャー『中国図説』に描かれたマテオ・リッチ（利瑪竇）と徐光啓。

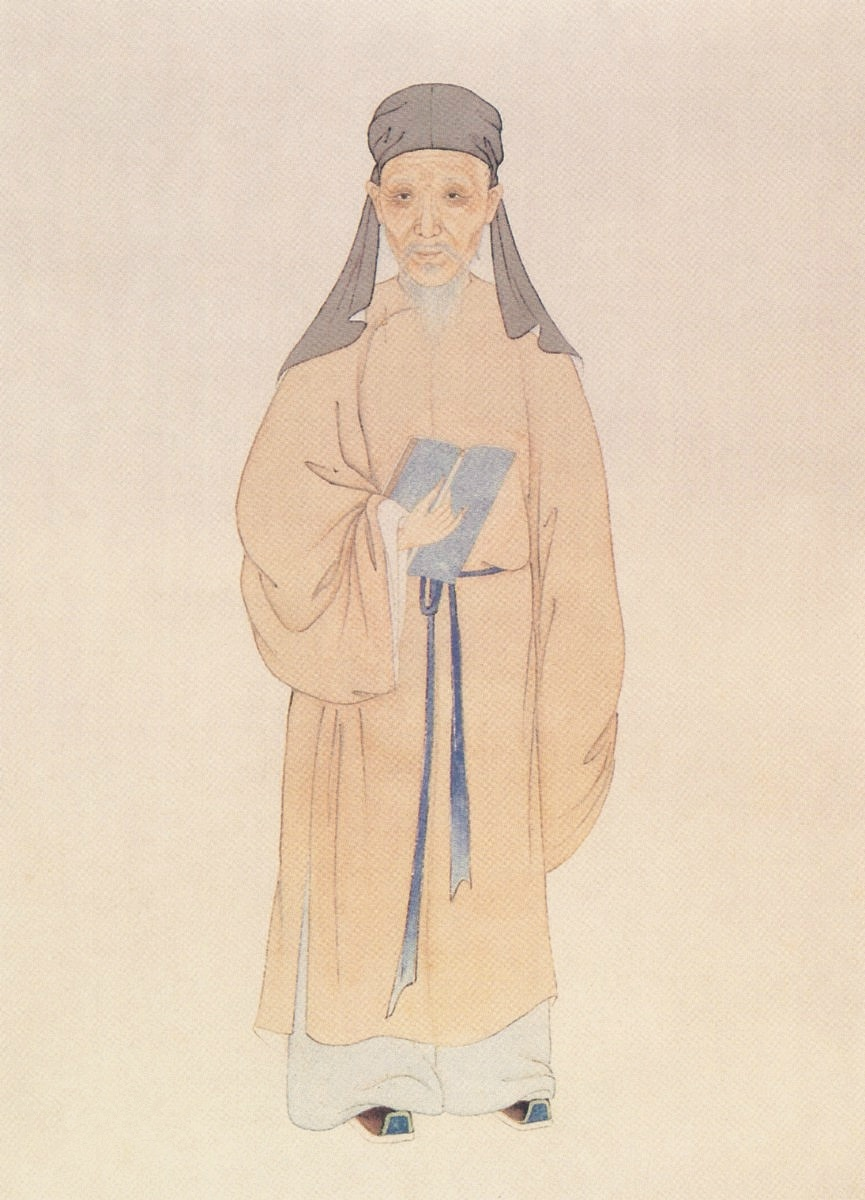
清初三大師。明朝から異民族である清朝の支配交代は漢人士大夫に大きな衝撃を与えた。この状況で黄宗羲・顧炎武・王夫之は清朝に仕えることなく経世致用を探り考証学の基礎を築いて三大師と呼ばれた。画像は「東洋のルソー」とも呼ばれた黄宗羲の肖像画。

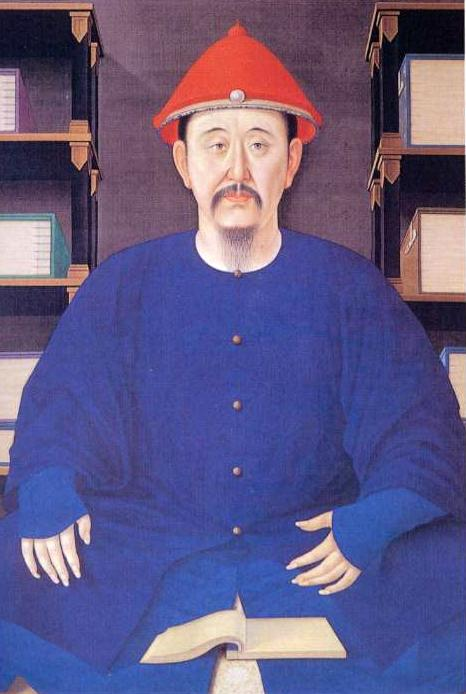
康熙帝。この皇帝の時代までに清は南明政権を倒し、三藩の乱も制圧して満州人の中国支配を確立した。康熙帝は賢君英主として知られ、近侍したイエズス会士ブーヴェの『康熙帝伝』でもその様子は窺える。画像は1699年に描かれた読書する40代の康熙帝の肖像。

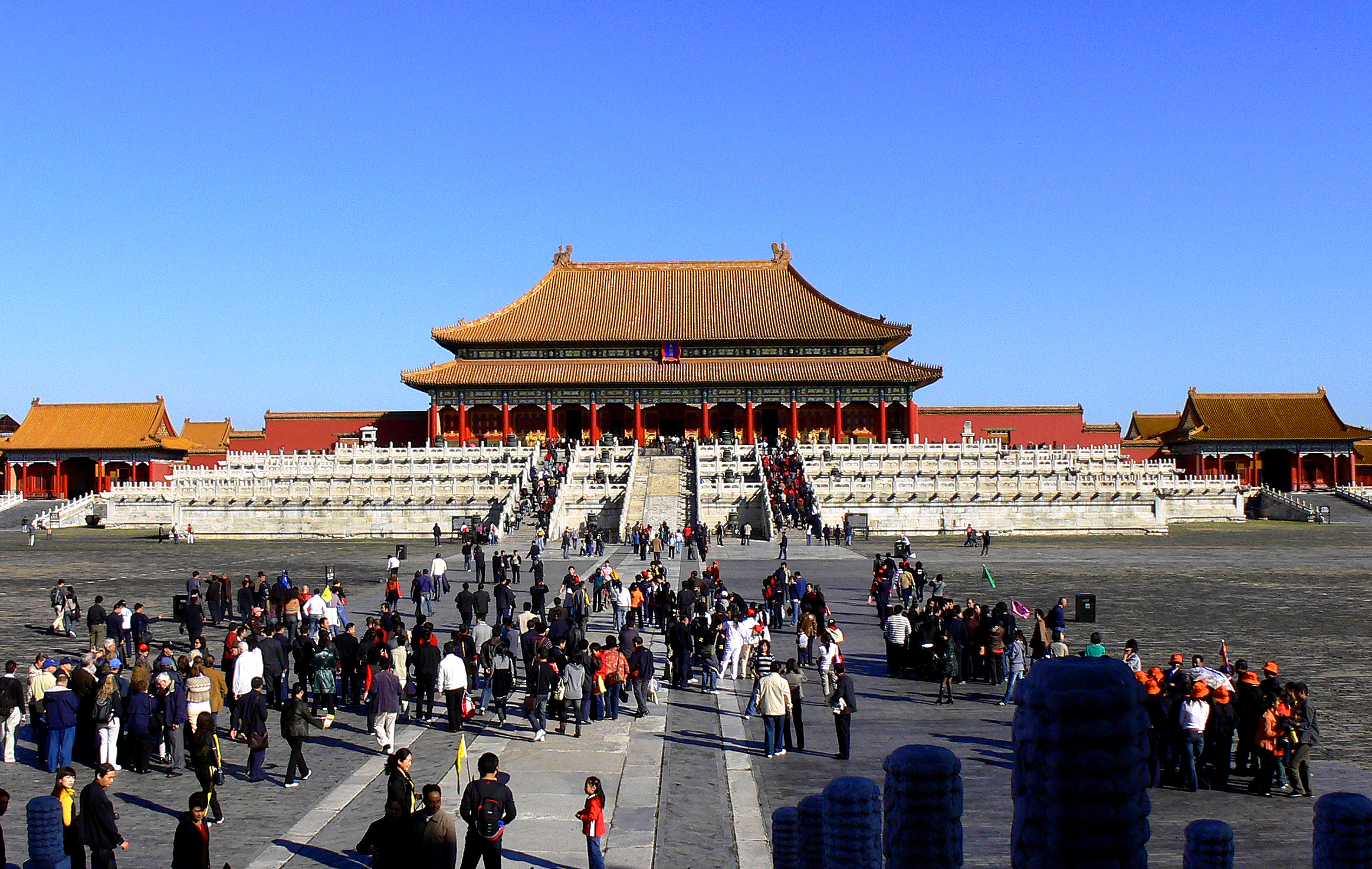
紫禁城太和殿。明清交代の戦火で紫禁城の多くが焼亡したが、太和殿は康熙帝の時代に再建がなされ現在もその姿をとどめている。ここで皇帝の即位・大婚・皇后冊立・遠征出征などの儀礼が行われ、皇帝が群臣の祝賀を受ける朝会も行われていた。

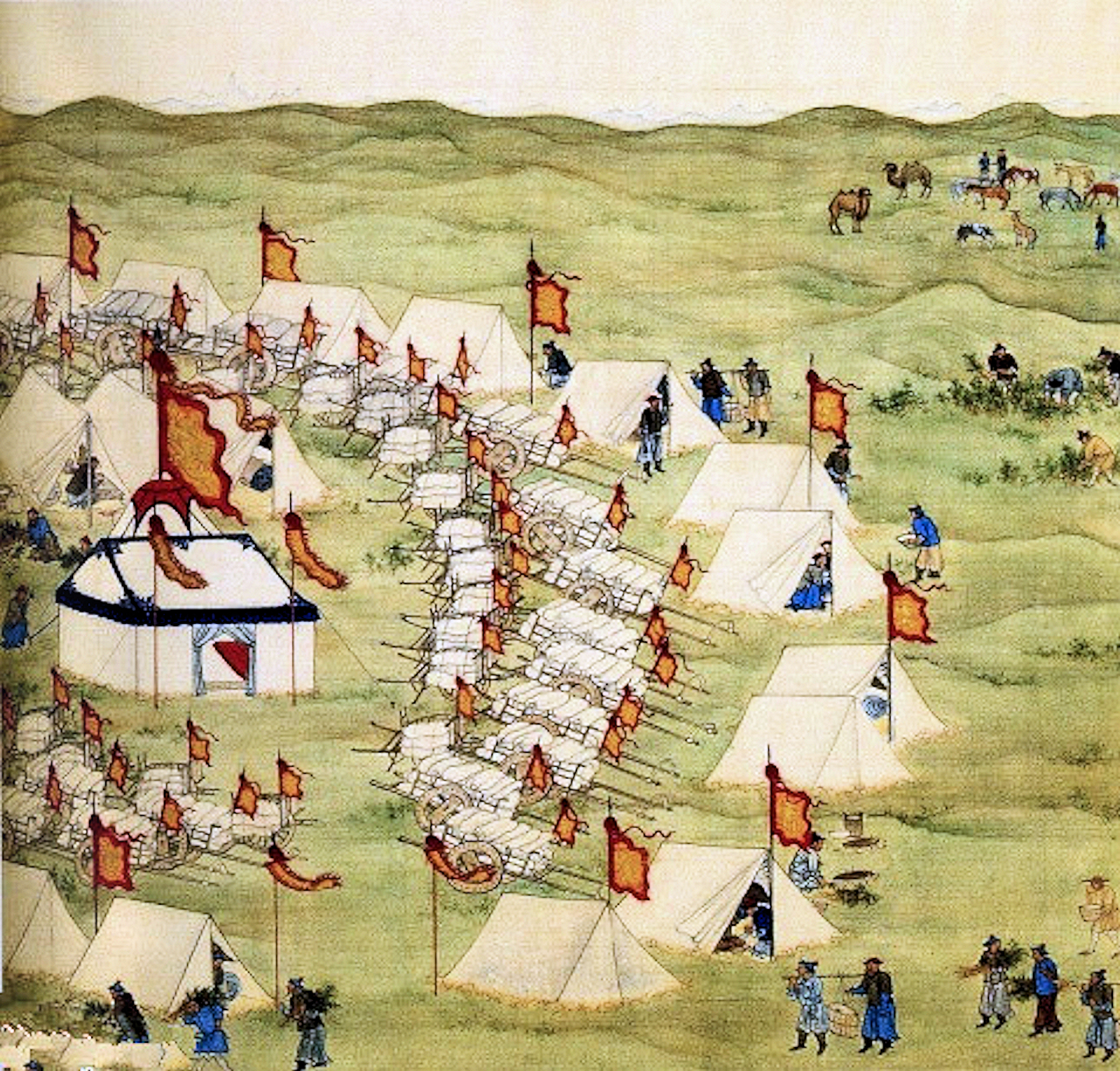
清とジュンガルとの戦い。中央アジアの征服を目指したジュンガル部のガルダン・ハンであったが、清の康熙帝の遠征によりジョーン・モドの戦いで敗北した。この後も両者の抗争は長く続くことになる。画像は『北征督運圖冊』に描かれたヘルレン川流域で陣を構える清の部隊。

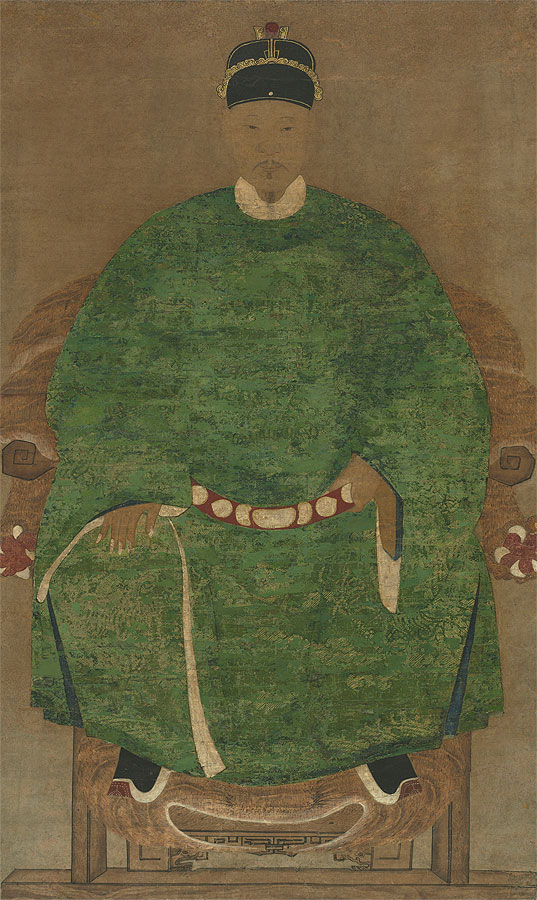
台湾の鄭成功。北京失陥後も「反清復明」を唱え、オランダ人を駆逐した台湾を根拠地に独立政権を打ち立てた。その母が日本人だったこともあり近松門左衛門の「国姓爺合戦」などを通じて日本人にも広く知られた。

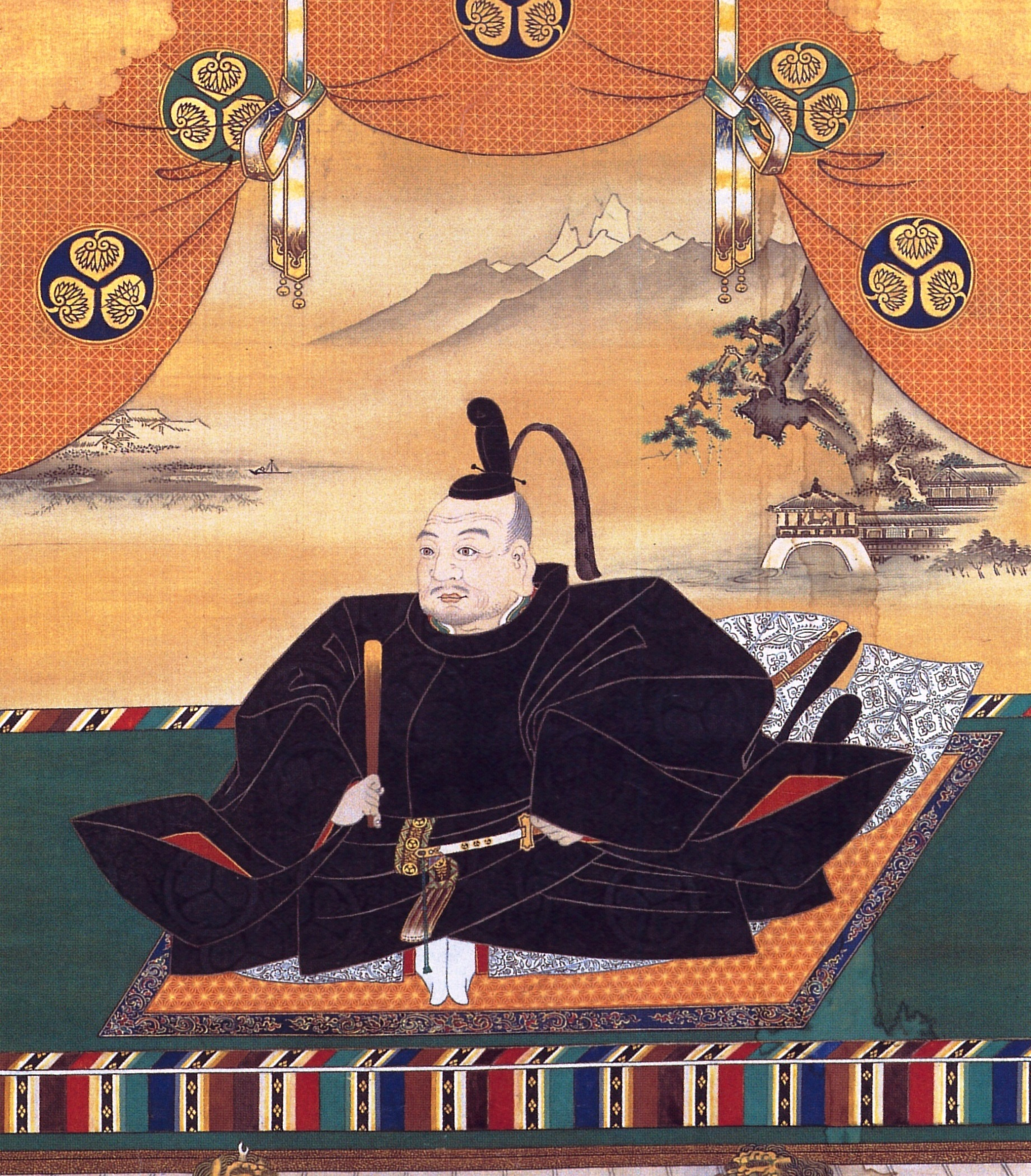
江戸幕府の成立。徳川家康は関ヶ原の戦いで勝利して征夷大将軍となり、以後260年余にわたる幕府の基礎を固めた。画像は狩野探幽による「徳川家康像」（大阪城天守閣蔵）。

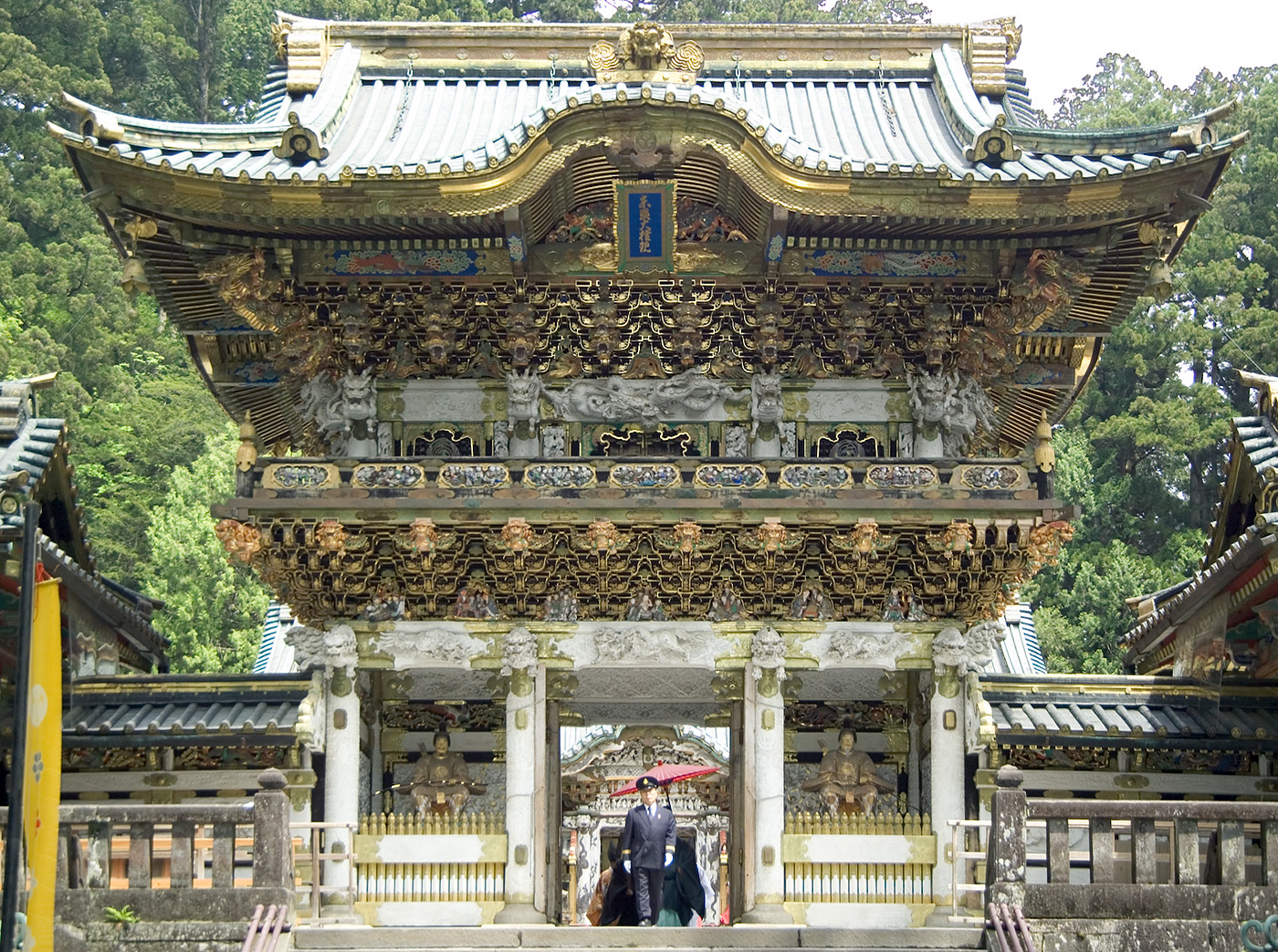
日光東照宮。徳川家康は死後に東照大権現の称号を贈られ日光に葬られた。続く三代将軍徳川家光の時代までに豪奢で絢爛な社殿が造営された。画像は「日暮御門」とも通称される東照宮の陽明門。

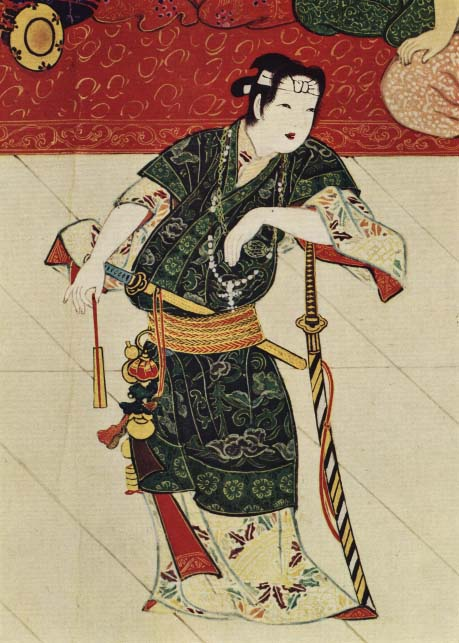
歌舞伎の誕生。1603年に京都北野社の勧進興業で行われた出雲阿国の「かぶき踊り」が端緒となり、男装の女性による奇抜な演目が一世を風靡した。画像は『歌舞伎図巻』下巻（名古屋徳川美術館蔵）に描かれた女歌舞伎の役者采女。

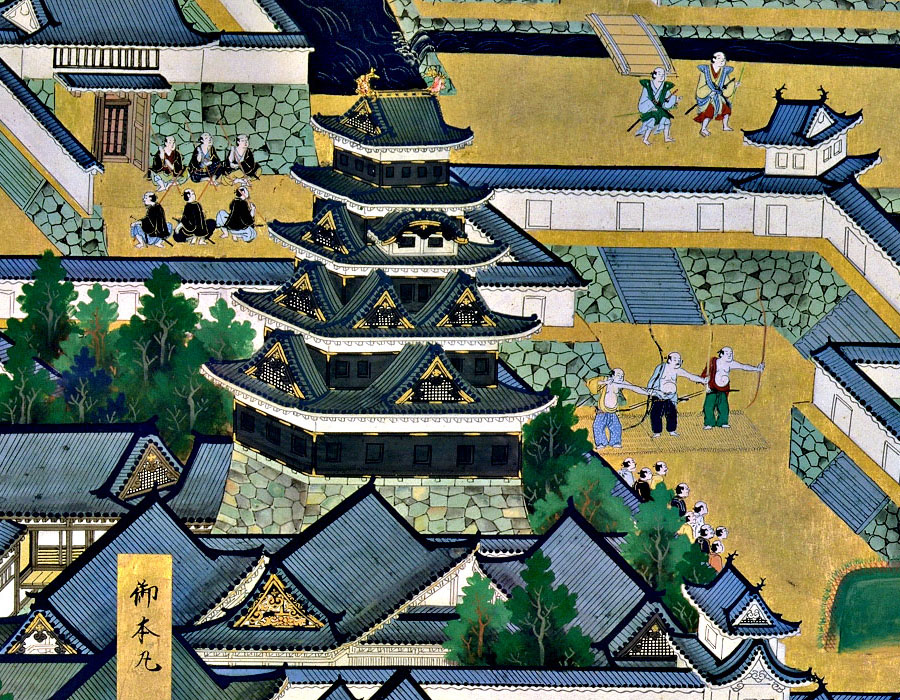
新興都市江戸。17世紀半ばには江戸は大坂や京都を凌ぐ人口を擁するまでとなった。画像は明暦の大火で焼失するまで威容を誇った江戸城天守閣が描かれた「江戸図屏風」（国立歴史民俗博物館蔵）。

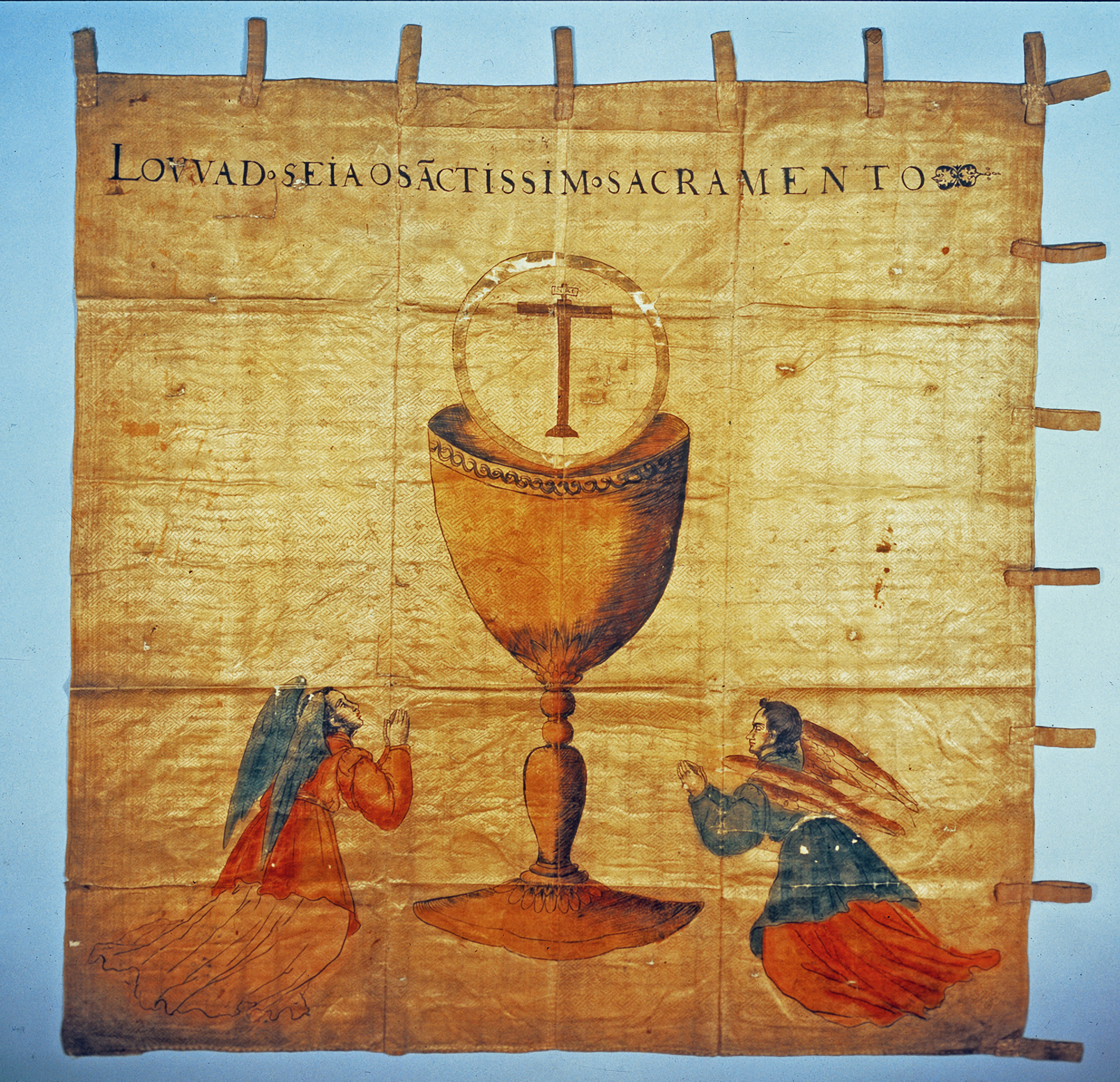
「鎖国」への道。徳川幕府は将軍家光の時代までに、島原の乱の鎮圧に見られた厳格なキリスト教対策もあって、ヨーロッパとの貿易を限定していくことになる。画像は島原の乱で切支丹反乱軍が用いていたとされる軍旗「天草四郎陣中旗」（天草切支丹館蔵）。

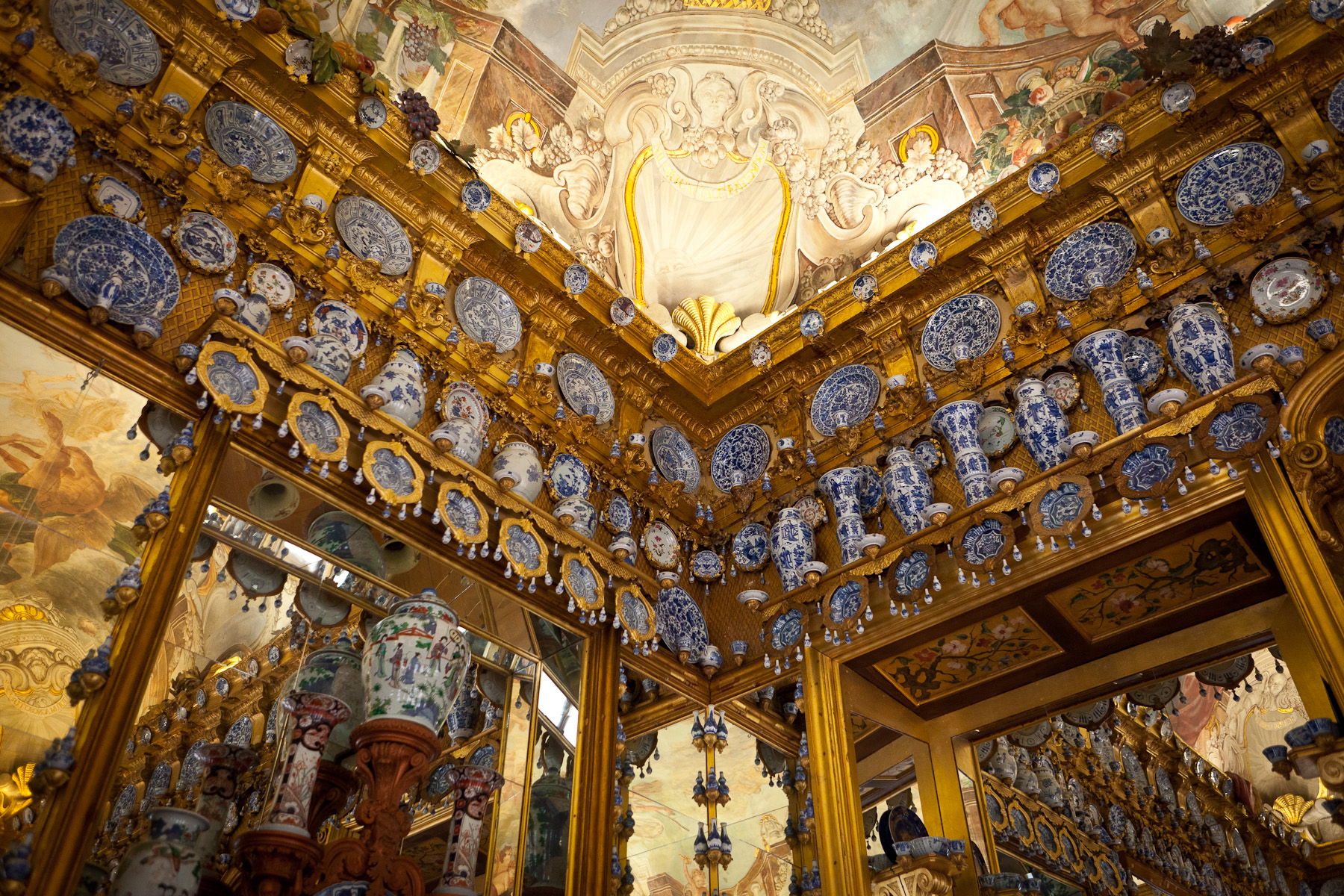
海を渡る日本の陶磁器。明清交代で疲弊した中国の陶磁器産業に代わり、オランダ東インド会社を通じて日本から陶磁器が数多く輸出された。画像は1699年に着工されたベルリンのシャルロッテンブルク宮殿の「磁器の間」。

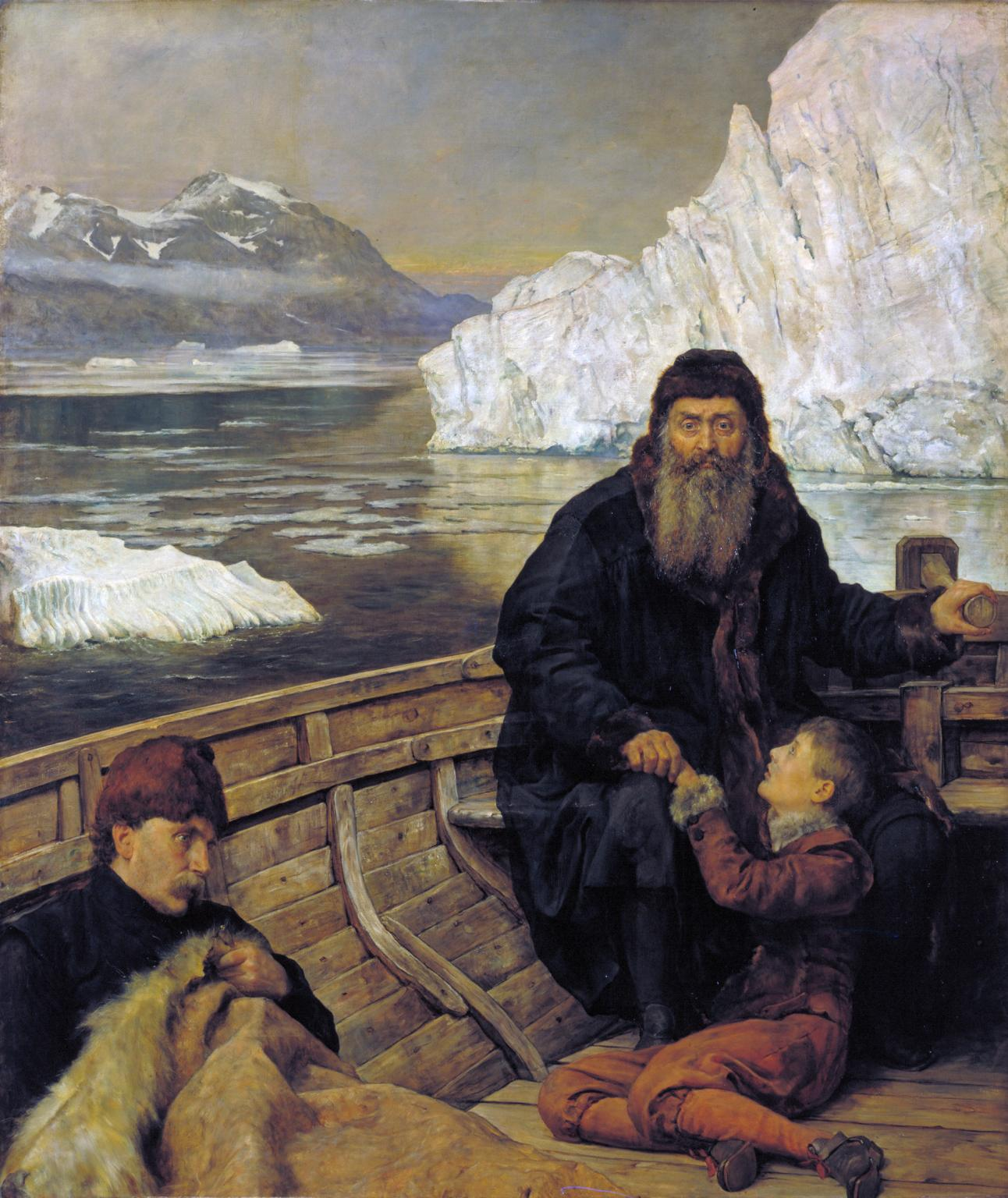
探検家ヘンリー・ハドソン。イングランドの探検家で、ニューヨークを流れるハドソン川や、カナダ北部のハドソン湾にその名がつけられている。最後の航海では船員と仲違いし、置き去りにされ行方不明となった。画像はジョン・コリアによる歴史画「ヘンリー・ハドソンの最後の航海（1881年）」。

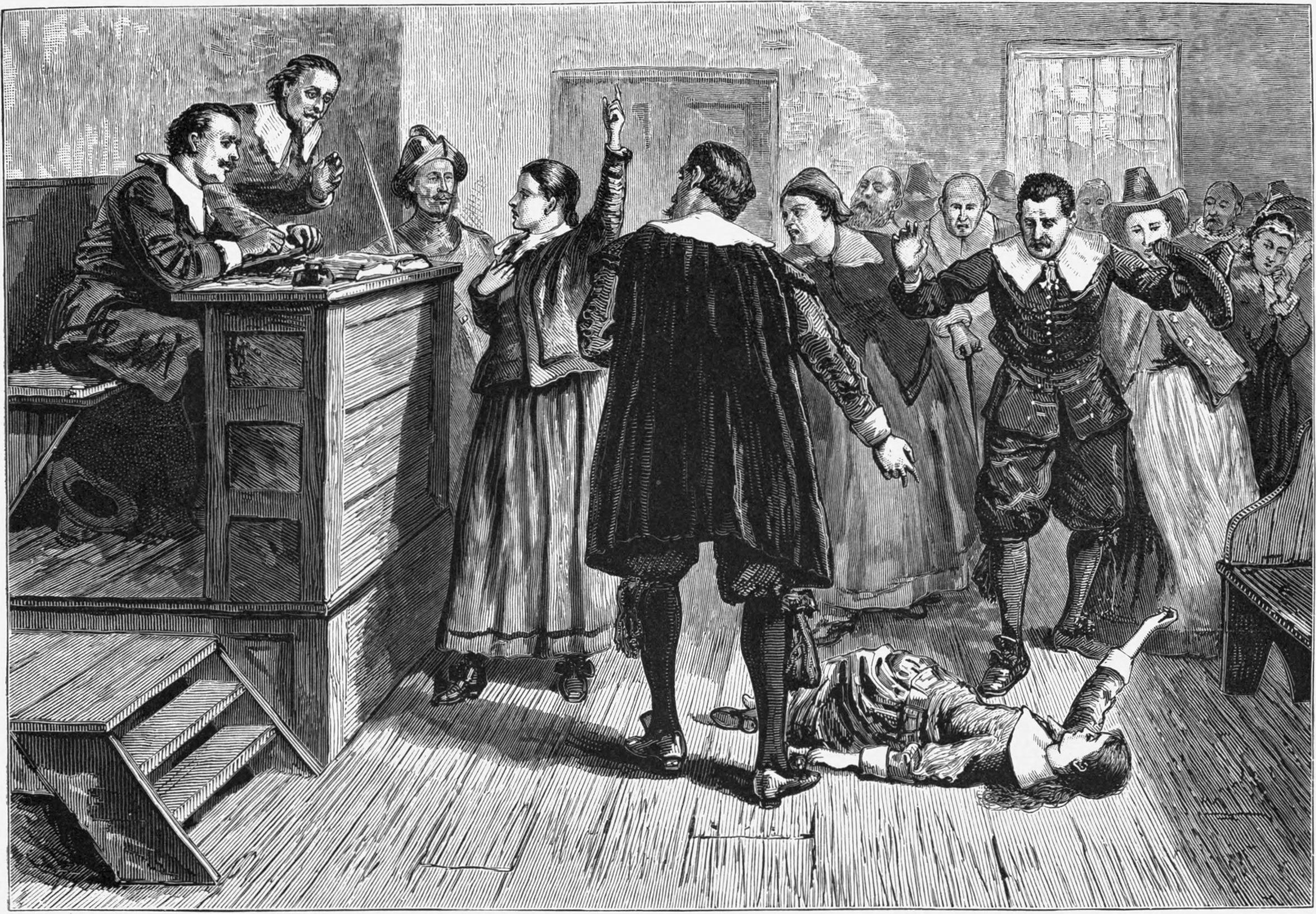
セイラム魔女裁判。新大陸アメリカでも共同体内部での摩擦から人間関係の衝突を引き起こすことがあった。画像は19世紀の歴史画で、証人の少女メアリー・ウォルコットが失神している場面。

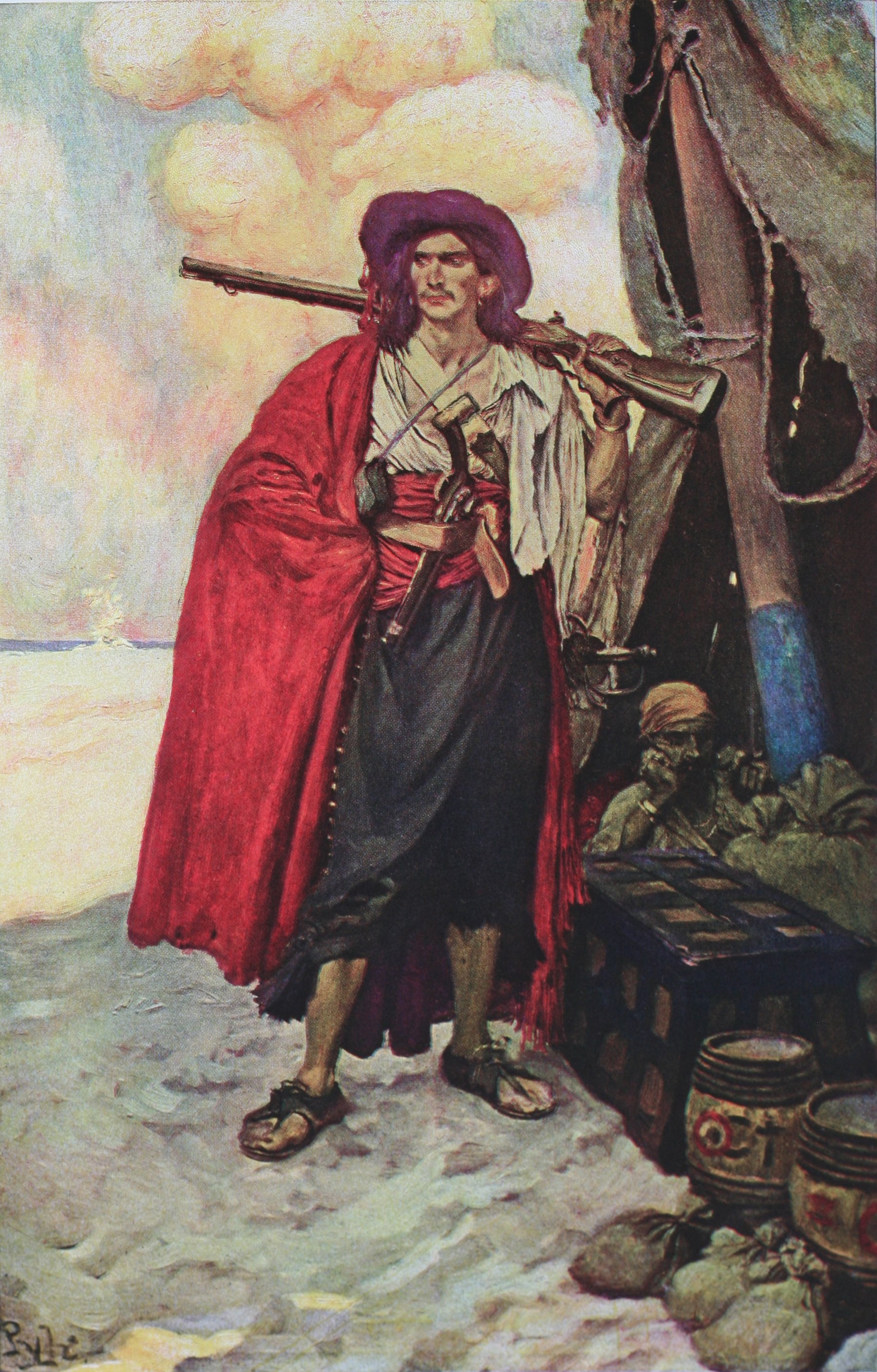
海賊の黄金時代。西インド諸島での貿易の高まりはカリブ海周辺に多くの海賊を生み出した。画像はハワード・パイルが描いた「カリブ海のバッカニーア」。

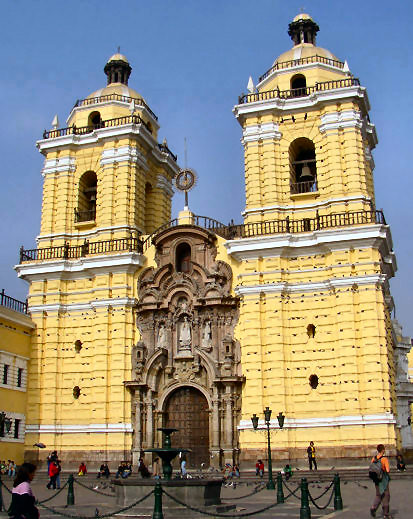
スペイン副王支配のリマ。リマはこの当時スペインの南米支配の拠点であり、カトリック教会によるウルトラバロックとも呼ばれる壮麗な教会建築が並んだ。画像は1656年の大地震で大破したのちに再建されたリマのサン・フランシスコ教会・修道院。

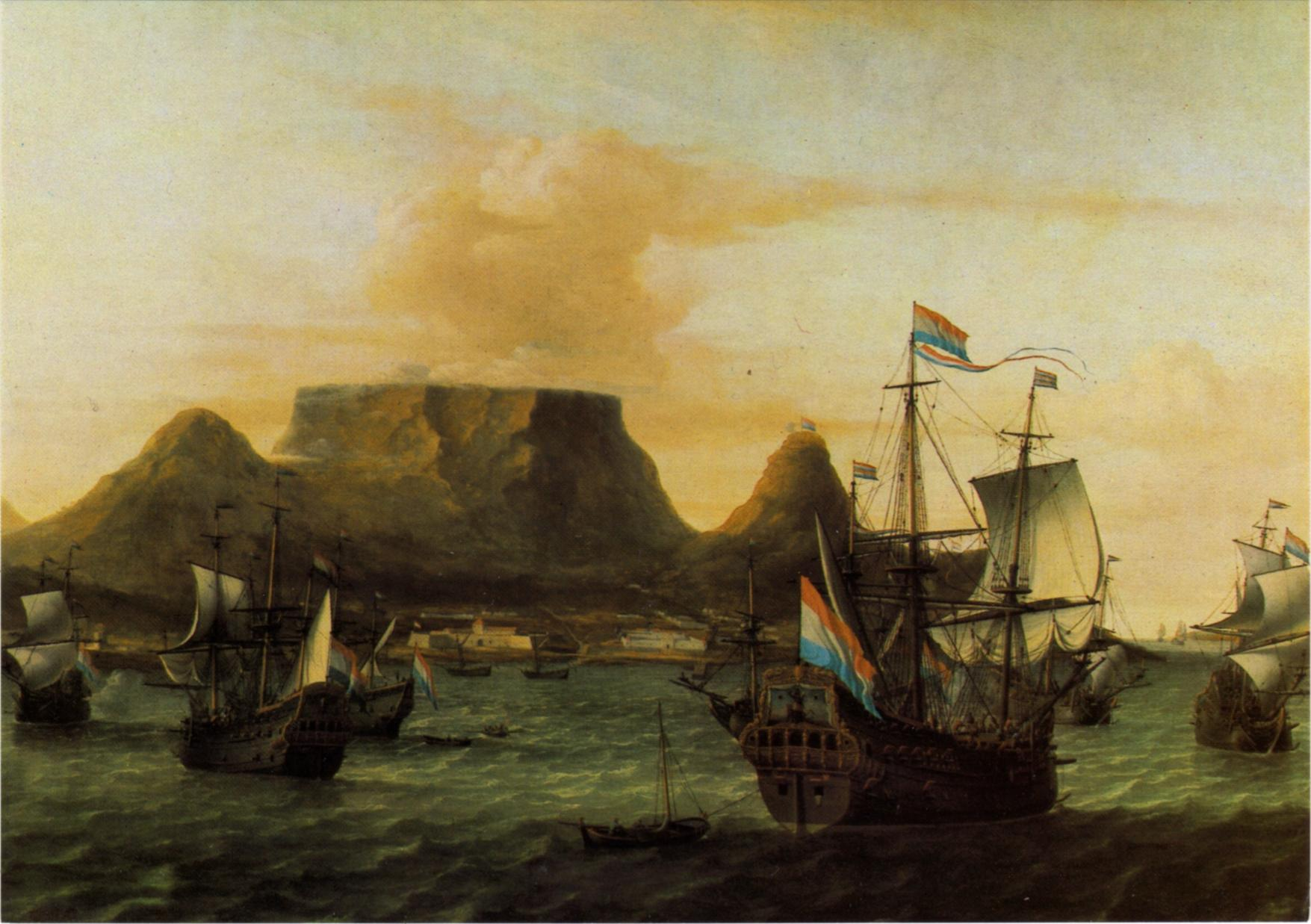
ケープ植民地。オランダ人ヤン・ファン・リーベックがこの地に到達して以来、白人系による植民地が形成された。画像は1683年にテーブルマウンテンを背後に広がるケープタウンを描いたもので、港には国旗を掲げるオランダ船が見える。

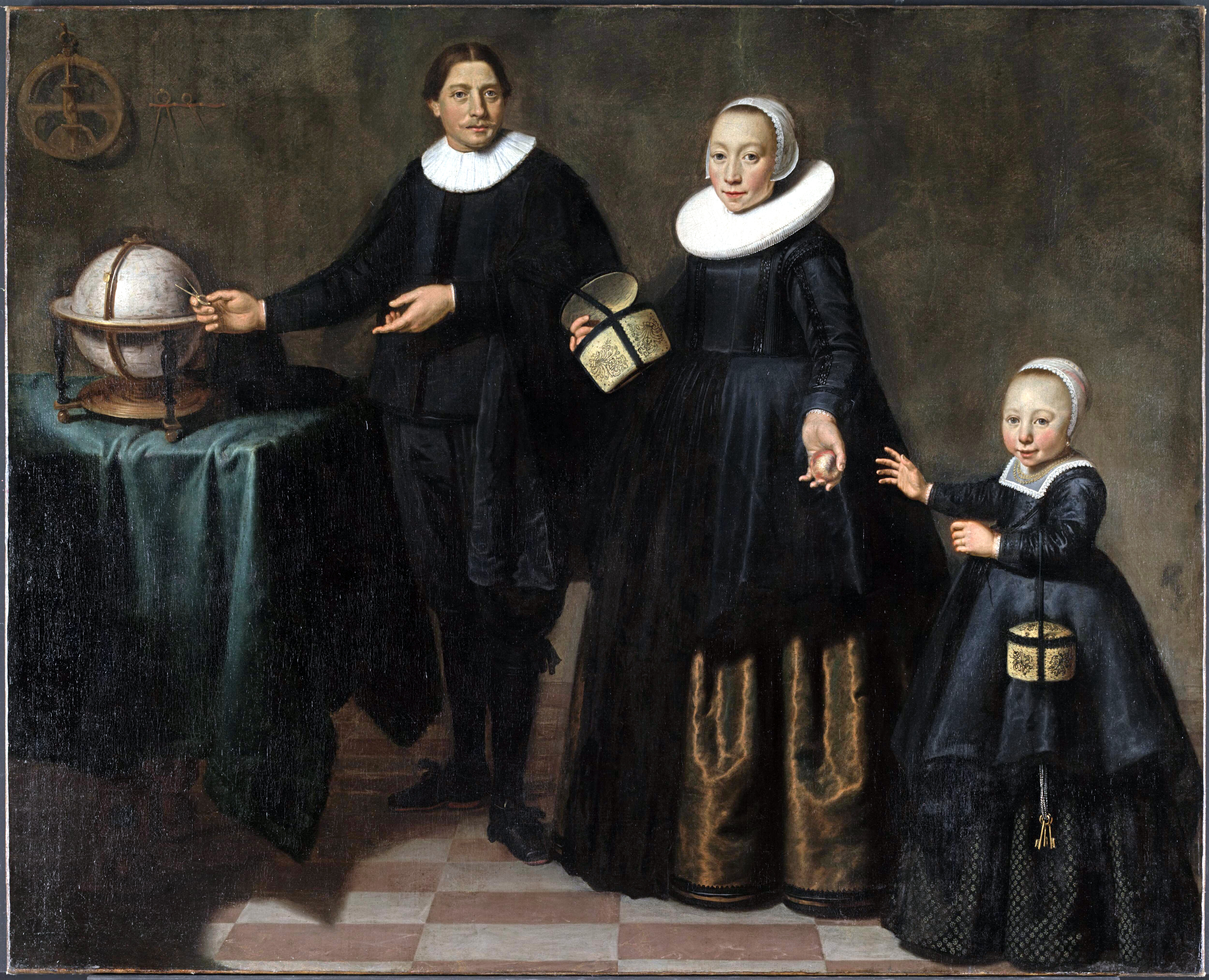
未知の南方大陸を求めて。地理上の空白地帯である「未知の南方大陸（テラ・アウストラリス・インコグニタ）」を探すべく、多くの探検家が挑戦をした。オランダ人タスマンもその一人で、タスマニア島やニュージーランドを訪れた最初のヨーロッパ人となった。画像は地球儀を指さすタスマンとその妻と娘を描いた肖像画。

17世紀（じゅうしちせいき、じゅうななせいき）は、西暦1601年から西暦1700年までの100年間を指す世紀。

## 17世紀の歴史
この時代のヨーロッパでは小氷期による世界レベルでの寒冷化が原因で17世紀の危機と呼ばれる混乱が生じ、各国で飢饉、戦争、内乱が相次いだ。この結果、イギリスでは清教徒革命と名誉革命が起きて議会政治が、フランスではルイ13世によって絶対王政が確立された。この混乱を免れたオランダは自由貿易により大いに栄えた。ロシア帝国の前身となるロシア・ツァーリ国は未だ西欧化を受けていなかったが、旧宗主国のモンゴル帝国の後継政権諸国を下しつつ東方に勢力を伸ばし、本格的にシベリアで世界最大の版図を築いた。東欧はポーランド・リトアニア共和国が未だ強勢を保ったが、ロシア・ツァーリ国はこの圧力を次第に跳ね返し、ウクライナを奪うことになる。やがてこの動きはスウェーデンとロシアの挟撃によって東欧が西欧とロシアの従属的な地位に転落していく流れを生む。
ヨーロッパから現在における北アメリカ大陸への永久移民が入植した。また、西インド諸島でのプランテーション経営に多くの労働力を必要としたことから、北アフリカ諸地域から黒人奴隷が盛んに連れて来られるようになった（奴隷貿易、三角貿易）。さらに、イギリス・オランダなどが東インド会社を設立するなど、ヨーロッパ諸国はアジア、新大陸である現南北米地域との間で交易を活発にした。
アジアでは西アジア（トルコ）のオスマン帝国、南アジア（インド）のムガル帝国と大帝国が繁栄し、後者では皇帝シャー・ジャハーンが文化を保護し、壮麗なタージ・マハルが建設された。だが、17世後半、オスマン帝国は第二次ウィーン包囲に失敗し、その後に続く大トルコ戦争でもヨーロッパ諸国に敗れ、1699年にカルロヴィッツ条約でヨーロッパ側の領土の大規模割譲を強いられた。一方、ムガル帝国は皇帝アウラングゼーブのもと、それまでの融和路線を事実上打破する形で厳格な宗教政策を取り帝国を統治しようとしたが、マラーターの英雄シヴァージーに幾度となく抵抗された。シヴァージーの死後、アウラングゼーブはデカン戦争で帝国の最大領土を実現したが、マラーター王国との泥沼の戦いに入り、諸地方の反乱が起きるなど帝国は分裂の傾向を隠せずにいた。
東アジアでは建州女直から出たヌルハチが女真系諸国を統一して後金を興し、次のホンタイジの代で北元を征服して国号を大清国（ダイチン・グルン）と改め、さらに次代の順治帝は内紛で自壊した明を接収して元の北帰以来続いていたモンゴル高原と中国本土の対立する一種の南北朝時代を解消した。大清国は17世紀後半には康熙帝の登場により最盛期を迎えた。日本では16世紀末の関ヶ原の戦いで勝利した徳川家康による江戸幕府が開かれ、第2代将軍秀忠の頃になると鎖国政策がとられるようになった。この政策は約240年に渡り続くことになる。

### 17世紀の科学革命
微分積分学と光学、万有引力などの諸法則・定理を発見したアイザック・ニュートン、望遠鏡を使用して月の表面に凸凹があることや木星に衛星があること、天の川が無数の星の集合であることなど天体に関する様々な発見により天文学に大きく貢献したガリレオ・ガリレイ、惑星の軌道が楕円であることなど天体の運行法則に関するケプラーの法則の提唱やルドルフ表を作り地動説のほうが精密に惑星の運行を計算できることを明示したヨハネス・ケプラーなど科学的な発見が相次ぎ、科学哲学上にも大きな影響を与えたことから科学革命と呼ばれている。
誰にでも検証可能な方法によって自説の正しさを証明するという、科学的方法が用いられるようになったのもこの時期からである。

### 魔女狩りのピークと衰退
ヨーロッパで15世紀から広がり始めた魔女狩りが、16世紀の終わりから17世紀の中頃にかけてピークを迎えた。一方で、17世紀末には急速に衰退しており、魔女裁判で極刑を科すケースもほとんど見られなくなっている。魔女狩りにより、ヨーロッパ全体で15世紀から18世紀までの間に最大4万人が処刑されたものと考えられている。その他の地域では、北アメリカの植民地でも数は少ないが魔女狩りの例がある（セイラム魔女裁判など）。

## できごと
- 日本では江戸時代の初期・前期にあたる。
- 中国では明清時代（17世紀前半が明朝・中盤から後半が清朝）、またモンゴル帝国の皇帝位として存続していた北元が消滅した。

### 1600年代
- 1601年
  - 海禁政策をとっていた明王朝下で、マテオ・リッチが北京入城を果たし住居を得る。
  - イングランド女王エリザベス1世の寵臣エセックス伯が反逆罪で死刑に処せられる。
  - イングランド女王エリザベス1世の「黄金演説（英語版）」。
  - エリザベス救貧法（英語版）の制定。
  - ロシア大飢饉（英語版）（ - 1603年）。
  - 蘇州で織傭の変。
  - 佐渡金山が開山する。
- 1602年
  - オランダが世界初の株式会社である東インド会社を設立（オランダ東インド会社）。
    - また同時期に世界初の常設証券取引所としてアムステルダム証券取引所が設置される

  - 本願寺が西本願寺（七条堀川）と東本願寺（七条烏丸）に分裂。
  - イエズス会宣教師マテオ・リッチが「坤輿万国全図」を作成する。
  - 陽明学左派の思想家李卓吾が投獄され、獄中で自殺。
- 1603年
  - イングランド女王エリザベス1世死去によりテューダー朝断絶。
    - スコットランド王ジェームズ6世がイングランド王ジェームズ1世として即位し、ステュアート朝による両国の同君連合が成立。

  - フルダ魔女裁判（ - 1606年）。
  - ロシアで帝位僭称者偽ドミトリー1世が出現。
  - 徳川家康が初代将軍となり、江戸幕府が成立。現存する京都二条城が完成する。
  - イエズス会により『日葡辞書』本編が刊行される。出雲阿国が北野天満宮でかぶき踊りを演じる
- 1604年
  - 顧憲成が無錫で東林書院を復興する。
  - 朱印船貿易の制度が確立される。生糸輸入に関する糸割符が導入される。
  - イエズス会士ジョアン・ロドリゲスにより『日本語大文典』が出版される（ - 1608年）。
  - フランス国王アンリ4世によりフランス東インド会社が設立される。
- 1605年
  - イングランドのガイ・フォークスらが、国王ジェームズ1世らの爆殺を企てるも失敗（火薬陰謀事件）。
  - マテオ・リッチが「開封のユダヤ人」の存在についてイエズス会本部に報告する。
  - 徳川秀忠が江戸幕府第2代将軍となる。
- 1606年
  - オランダ人ウィレム・ヤンツ（英語版）がヨーロッパ人として最初にオーストラリア西海岸に到達。
  - シク教5代目グルのアルジュンがムガル帝国の弾圧を受け死亡する。
  - 儒学者林羅山とイエズス会日本人修道士不干斎巴鼻庵との「地球論争」。
- 1607年
  - イングランドが北アメリカ大陸のジェームズタウンに入植成功。
  - アンリ4世がフランス王とウルヘル司教を共同大公とする勅令を出しアンドラ公国が成立。
  - パリのセーヌ川にかかるポンヌフが完成する。
  - 教皇パウルス5世が恩寵と自由意思をめぐるドミニコ会とイエズス会の論争停止を命じる。
- 1608年
  - フランスがカナダのケベック植民地（英語版）（ヴィル・ド・ケベック）を形成する。
  - 朝鮮国王宣祖が死去、息子の光海君が即位し、異母弟永昌大君を謀殺し、その母の仁穆王后を廃し幽閉する（廃母殺弟）。
- 1609年
  - 己酉約条。 島津氏による琉球王国侵攻（琉球侵攻）。
  - 池田輝政による改修で現存する姫路城天守閣が完成する。
  - 猪熊事件。
  - スペインでのイスラム教徒（モリスコ）追放令。
  - フーゴー・グロティウスの『海洋自由論』が刊行される。
  - ヘンリー・ハドソンによるマンハッタン島（現ニューヨーク）の発見。

### 1610年代
- 1610年
  - フランス国王アンリ4世が暗殺される。
    - 息子のルイ13世が即位し、王母マリー・ド・メディシスが摂政を務める。

  - ガリレオ・ガリレイ『星界の報告』出版。
- 1611年
  - 後陽成天皇が譲位し、第108代後水尾天皇が即位。
  - 神聖ローマ皇帝ルドルフ2世が退位させられ、弟のマティアスが即位する。
  - スウェーデン王グスタフ・アドルフ（獅子王）が17歳で即位。
  - イングランドで『欽定訳聖書』（ジェームズ王訳）が出される。
- 1612年
  - イングランドのランカシャー地方のペンドル魔女裁判。
  - ミーニンとポジャールスキー公の指揮するロシア軍がポーランド軍をモスクワ・クレムリンから追放。
  - 名古屋城落成。岡本大八事件で有馬晴信が処刑される。大鳥逸平と配下のかぶき者300余名が処刑される。
- 1613年
  - ロシア皇帝にミハイル・ロマノフが推戴され、ロマノフ朝が成立。
  - 伊達政宗が支倉常長ら慶長遣欧使節を送る。 大久保長安事件。
- 1614年
  - 大坂冬の陣。
  - 王母マリー・ド・メディシスによるブロワの三部会（フランス語版）。
    - 以後1789年のフランス革命直前まで100年余にわたり全国三部会は開催されず。
- 1615年
  - 大坂夏の陣により、徳川家康が豊臣氏を滅ぼす（元和偃武）。
  - 武家諸法度（元和令）により、反逆・殺害者の追放や城郭修理の報告などが定められる。一国一城令が定められる。禁中並公家諸法度が定められる。
  - 慶長遣欧使節がスペイン王フェリペ3世や、ローマ教皇パウルス5世と謁見。
  - 明で皇太子常洛の暗殺未遂事件（梃撃の案）。
- 1616年
  - ヌルハチが後金（清の前身）を建国し、初代皇帝となる。
  - 徳川家康が死去、久能山に葬られる。家康の六男忠輝が改易される。
  - オスマン皇帝アフメト1世によりイスタンブールのスルタンアフメト・モスク（ブルー・モスク）が完成する（1609年 - ）。
- 1617年
  - フランス元帥コンチーノ・コンチーニ暗殺、ルイ13世の母后マリー・ド・メディシスの失脚。
  - 徳川家康が日光に改葬され、天海の奏上で「東照大権現」の称号を得る。
- 1618年
  - ベーメンでプラハ窓外投擲事件。この事件をきっかけに三十年戦争が始まる（ - 1648年）。
  - ヴァルテッリーナ戦争（ - 1637年）。
  - ヨーハン・ジギスムントのもとでプロイセン公国とブランデンブルク選帝侯国が同君連合となる。
  - デウリノの和約でポーランドの領土が最大に広がる。
  - 探検家ウォルター・ローリーの処刑。
  - ドルトレヒト会議にて改革派教会からアルミニウス主義（レモンストラント派）が排斥される（ - 1619年）。
- 1619年
  - サルフの戦いで、後金のヌルハチが明に勝利する。
  - 董氏の奴変。
  - 神聖ローマ皇帝フェルディナント2世が即位。ベーメンではフェルディナントに代わりプファルツ選帝侯が王に選ばれる。
  - オランダ東インド会社がバンテン王国からジャカルタを獲得しバタヴィア要塞を建設。
  - 万里小路事件。

### 1620年代
- 1620年
  - フランシス・ベーコンが『ノヴム・オルガヌム』を刊行する。
  - ピルグリム・ファーザーズがメイフラワー号でイングランドから北米のニューイングランド地方へ永久移民。
  - 白山の戦い（ビーラー・ホラの戦い）でベーメン王フリードリヒ1世（冬王）が敗北し亡命。
  - 明の泰昌帝が第15代皇帝に即位、在位1か月で死去のため毒殺の疑いがもたれる（紅丸の案）。
    - 天啓帝が第16代皇帝に即位し、泰昌帝の李選侍（西李）が新帝から引き離される（移宮の案）。

  - 徳川秀忠の娘の和子（後の東福門院）が後水尾天皇に入内する。
- 1621年
  - オランダ西インド会社が設立される。
  - エチオピア皇帝スセニョス1世がカトリックに改宗（ - 1632年）。
- 1622年
  - 長崎でキリシタン55名が処刑される（元和の大殉教）。
  - 宇都宮城釣天井事件。
  - サファヴィー朝のアッバース1世がホルムズ島をポルトガルから奪回する。
  - オスマン皇帝オスマン2世（ゲンチ）がイェニチェリ軍団に殺害される。
  - ジェームズタウンの虐殺。
- 1623年
  - 越前国福井藩主松平忠直が改易される、徳川家光が江戸幕府第3代将軍となる。
  - 朝鮮で西人派の政変により光海君が廃位され、綾陽君李倧が擁立されて仁祖として即位（仁祖反正）。
  - オスマン皇帝ムラト4世が即位。母后キョセム・スルタンが摂政として国政を担当。
  - アンボイナ事件。
- 1624年
  - リシュリューがフランスの宰相となる。
  - オランダ東インド会社が台湾にゼーランディア城(安平古堡)を造営する。
- 1625年
  - ブレダの開城。
  - パリのポール・ロワイヤル修道院が創設される。
  - フーゴー・グローティウスの『戦争と平和の法』が刊行される。
  - 東林書院が閉鎖され、東林党の楊漣や左光斗が処刑される。
  - イエズス会士アルヴァロ・セメドが西安近郊にて「大秦景教流行中国碑」を実見し報告する。
  - 天海により天台宗関東総本山の東叡山寛永寺が開山。
- 1626年
  - 蘇州で開読の変。王恭廠大爆発。
  - 寧遠の戦いで明が後金に勝利。
    - 紅夷大砲（中国語版）で負傷したヌルハチが死去し、ホンタイジが第2代皇帝として即位。

  - 教皇ウルバヌス8世がサン・ピエトロ大聖堂の献堂式を行う。
  - バンベルク魔女裁判（ - 1631年）。
- 1627年
  - 丁卯胡乱。
  - 明の天啓帝が死去し、宦官魏忠賢が処刑される。
  - フランスでラ・ロシェル包囲戦（ - 1628年）。フランス宰相リシュリューがヌーベルフランス会社を設立。
  - マントヴァ継承戦争（イタリア語版、英語版）（ - 1632年）。
  - 神聖ローマ皇帝ルドルフ2世の命により、天文学者ヨハネス・ケプラーが「ルドルフ表」を作成。
  - 春日局の宮中参内に伴う金杯事件。
- 1628年
  - イングランド議会が権利の請願を採択。バッキンガム公が暗殺される。
  - 明の崇禎帝が第17代皇帝に即位。
  - 華北陝西での大飢饉から各地で農民反乱(李自成の乱・張献忠の乱に発展)。
- 1629年
  - 紫衣事件により沢庵宗彭らが流罪にされる。後水尾天皇が譲位し、第109代明正天皇が即位。
  - イングランド王チャールズ1世が議会を解散し、以後11年間議会は開催されず（ - 1640年）。
  - フランスでアレスの勅令（フランス語版）が発せられ、プロテスタントの軍事的権利が剥奪される。
  - アチェ国王イスカンダル・ムダのマラッカ遠征がポルトガルに撃退される。

### 1630年代
- 1630年
  - マクデブルクの戦い（マクデブルクの惨劇）。
  - オランダがポルトガル領ブラジルのレシフェを占領（ - 1654年）。
  - 明の崇禎帝の命で袁崇煥が処刑され、内閣大学士の銭龍錫が失脚する。
  - 山田長政が暗殺され、アユタヤ日本人町が焼き払われる。
  - 諏訪大社下社春宮の近辺に万治の石仏が建立される。
  - フランスで「欺かれし者の日（英語版）」事件。
- 1631年
  - フランス母后マリー・ド・メディシスが再失脚。
  - ベールヴァルデ条約が結ばれ、フランスとスウェーデンの軍事同盟成立。
  - ブライテンフェルトの戦いで、スウェーデン国王グスタフ2世アドルフが皇帝軍に大勝。
- 1632年
  - リュッツェンの戦いで、スウェーデン国王グスタフ2世アドルフが戦死。
    - 王女クリスティーナが女王となり、オクセンシェルナが摂政として補佐する。

  - ガリレオ・ガリレイが『天文対話』を刊行する。
  - カンボジアに到達した森本右近太夫一房がアンコール・ワット回廊に墨書を書き残す。
  - 黒田騒動。
- 1633年
  - ガリレオ・ガリレイがローマ教皇庁から有罪の判決を受け終身刑を言い渡される。
  - ハイルブロン同盟結成。
  - 料羅湾海戦で、ハンス・プットマンス率いるオランダ東インド会社海軍が鄭芝龍率いる明海軍に勝利。
  - 長崎のキリスト教徒弾圧で、中浦ジュリアンが殉教、クリストヴァン・フェレイラ（沢野忠庵）が棄教する。
  - 対馬藩国書改竄問題が起こる（柳川一件）。
- 1634年
  - 長崎に出島造成。
  - 将軍家光の弟である駿河大納言徳川忠長が切腹を命じられる。
  - 鍵屋の辻の決闘（伊賀越えの仇討ち）。
  - 後金のホンタイジが都の瀋陽を盛京（ムクデン）と改称。
  - 神聖ローマ帝国軍総司令官アルブレヒト・フォン・ヴァレンシュタインが暗殺される。
  - ネルトリンゲンの戦いで皇帝軍がスウェーデン軍らハイルブロン同盟に勝利。
  - フランスの「ルーダンの悪魔憑き事件（英語版）」で司祭ユルバン・グランディエが処刑される。
- 1635年
  - アカデミー・フランセーズ創設。
  - モンゴル帝国（チャハル部）のエジェイが後金に降伏。
    - ボルジギン氏のモンゴル帝国が途絶え、元朝伝来の玉璽が後金にわたる。

  - 武家諸法度改正（寛永令）により、参勤交代の制度化と大型船建造が禁止が盛り込まれる。幕府が日本人の渡航と海外からの帰国を禁止する。
  - フランス人デスナンビュック（英語版）がセントクリストファー島からマルティニック島に上陸しこの地をフランス領とする。
- 1636年
  - ホンタイジが国号を後金から大清に、女真を満洲に改める。
    - 1607年からこの年までの清の記録は満州語による『満文老檔（中国語版）』にまとめられる。
    - 丙子の乱で清が朝鮮に攻撃。

  - 寛永通宝が鋳造される。
    - 明銭に替わる本格的な通貨鋳造であり、全国的な流通が実現された。

  - 日光東照宮の「寛永の大造替」により陽明門や本殿・拝殿が整備される。
  - コサックのイヴァン・モスクヴィチンがロシア人として始めてシベリアを横断しオホーツク海に到達する。
  - ハーバード大学がアメリカ最古の大学として創立される。
- 1637年
  - 島原の乱（ - 1638年）。
  - 朝鮮が降伏し、清と三田渡の盟約を締結。明に代わり清の皇帝を認める（大清皇帝功徳碑）。
  - オランダでチューリップ・バブル事件。
  - ルネ・デカルト『方法序説』刊行。
  - ピエール・コルネイユの悲喜劇「ル・シッド」の上演により「ル・シッド論争」が起きる。
- 1638年
  - 清が理藩院を設置。
  - ライン川沿いのブライザッハ（英語版）要塞がフランス軍に占領され「スペイン街道」が寸断される。
- 1639年
  - フランス人イエズス会士たちがカナダの宣教拠点「ヒューロン族の国における聖母マリア（サント・マリ・オ・ペ・デ・ユーロン）」を設置。
  - イギリスがインド東南部のマドラス（チェンナイ）を獲得し、セント・ジョージ要塞の建設に着手（ - 1644年）。
  - スコットランドで主教戦争が起こり、「三王国戦争（広義の清教徒革命）」に拡大する。
  - 日本へのポルトガル船の寄港を禁止する。

### 1640年代
- 1640年
  - ポルトガル独立戦争（喝采戦争 - 1668年）で、ジョアン4世が即位しブラガンサ朝が成立する。
  - カタルーニャで収穫人戦争（ - 1659年）。
  - イングランドで短期議会、長期議会。
  - 寛永の大飢饉（ - 1643年）。
- 1641年
  - イングランドで議会の大諫奏。星室庁と高等宗務官裁判所が廃止される。トン税・ポンド税・船舶税が廃止される。
  - オランダ商館を平戸から長崎出島に移す。
- 1642年
  - 清教徒革命（ - 1660年）。三次にわたるイングランド内戦（ - 1651年）が始まり第一次イングランド内戦（英語版）が勃発（ - 1646年）。
  - グーシ・ハーンがチベットを再統一し、ダライ・ラマ5世との協力関係を樹立。
  - 1642年の黄河大洪水（英語版）（開封大洪水）。
  - フランスでサン＝マール侯爵の陰謀事件。フランス宰相リシュリュー死去。
- 1643年
  - 明正天皇が譲位し、第110代後光明天皇が即位。
  - イエズス会宣教師ジュゼッペ・キアラらが筑前国に上陸するも幕府に捕縛される。
  - 清のホンタイジが死去、フリン（順治帝）が第3代皇帝として即位。
  - クーバット・イワノフ（英語版）がロシア人として初めてバイカル湖に到達。
  - フランス国王ルイ13世死去。ルイ14世が即位し、母后アンヌ・ドートリッシュが摂政、ジュール・マザランが宰相となる。
- 1644年
  - 明清交替。
    - 李自成が北京を陥落させる。崇禎帝が自殺し明朝滅亡。
    - 山海関の守将呉三桂が清軍に降伏し、清軍が入関する。
    - 一片石の戦いで李自成を退去させ、清の摂政王ドルゴンと続いて順治帝が北京に入城。
    - 李自成軍が西安に逃亡。清が漢民族に対する薙髪令（英語版）を出す。

  - 越前国の廻船船員竹内藤右衛門・国田兵右衛門らが満州（韃靼）に漂着、清朝支配の北京に連行される（『韃靼漂流記』）。
  - マーストン・ムーアの戦い。
- 1645年
  - ネイズビーの戦い。カンタベリー大主教ウィリアム・ロードが処刑される。
  - オスマン帝国とヴェネツィア共和国とのクレタ戦争（ - 1669年）。
  - ダライラマ5世がラサのポタラ宮殿建設に着手（ - 1695年）。
  - 明の弘光帝の南京政権が崩壊、揚州大虐殺。嘉定大虐殺（中国語版）。湖北省通城県九宮山で李自成が殺害される。
- 1646年
  - ポルトガル国王ジョアン4世が植民地ブラジルをブラジル公国に昇格させる。
  - ヴィジャナガル王国の都ヴェールールがビジャープル王国に包囲され陥落。
  - 明の隆武帝の福州政権が崩壊。張献忠が四川省塩亭県鳳凰山でホーゲの清軍に射殺される。
- 1647年
  - ナポリでマサニエッロ（英語版）の反乱。
  - 明の紹武帝の広州政権が崩壊。
- 1648年
  - ムガル帝国でタージ・マハル竣工（1632年 - ）。
  - 「狂人皇帝」と呼ばれたオスマン皇帝イブラヒムが廃位され殺害される。息子のメフメト4世が即位。
  - ロシア人探検家セミョン・デジニョフがユーラシア大陸最東端のチュクチ半島デジニョフ岬に到達。
  - モスクワの塩一揆（英語版）により皇帝アレクセイの親政が始まる。
  - フメリニツキーの乱によりポーランド・リトアニアからウクライナ・コサックが離脱。
  - プラハの戦い（英語版）とスウェーデン軍のプラハ略奪。
  - ヴェストファーレン条約により三十年戦争終結（ヴェストファーレン体制）。
    - オランダとスイスの独立が承認される。スウェーデン・プロイセン・フランスの領土拡大。

  - フランスでフロンドの乱（ - 1653年）。
  - 第二次イングランド内戦（英語版）。
    - プライドのパージ。長期議会の議員が軍により大勢追放、残った議員でランプ議会を形成。
- 1649年
  - チャールズ1世処刑。イングランド共和国誕生（ - 1660年）。
    - 第三次イングランド内戦（英語版）（ - 1651年）。
    - オリバー・クロムウェル、アイルランドへ上陸し征服活動開始（クロムウェルのアイルランド侵略）。

  - セビリアのペスト大流行（英語版）。
  - 明の遺臣黄宗羲が江戸幕府に反清の援軍要請（日本乞師）のため長崎を訪れる。
  - ビジャープル王国がタンジャーヴールを征服しヴィジャヤナガル王国を滅ぼす
  - ロシア人によりオホーツクに砦が建設され、極東地域で太平洋に面した最初の入植地となる。

### 1650年代
- 1650年
  - ダンバーの戦いで、クロムウェル率いるイングランド軍がデイヴィッド・レズリー率いるスコットランド軍に勝利。
  - ヤアーリバ朝がポルトガルからマスカットを奪回しオマーン全土を回復。
    - インド洋全域を商業圏とし東アフリカ海岸部を勢力下に置く（オマーン海洋帝国、1696年〜）。

  - 広州で庚寅の劫。摂政王ドルゴン死去。
  - 琉球王尚質の命により羽地朝秀が『中山世鑑』を編纂、琉球王国初の正史となる。
- 1651年
  - 徳川家光死去、徳川家綱が江戸幕府第4代将軍となる。
    - 刈谷藩主松平定政の所領返上の申し出と改易。
    - 慶安の変による由井正雪一派の処刑。
    - 末期養子の禁が緩和される。

  - 順治帝の命により摂政王ドルゴンの爵位が剥脱され、同母弟アジゲらが粛清される。
  - ロシア系コサックの一派がアムール川畔にアルバジン砦を建設する。
  - イングランドが航海条例を制定。ウスターの戦いでイングランド軍がチャールズ1世の息子チャールズ2世を撃退。
  - トマス・ホッブズの『リヴァイアサン』が刊行される。
  - ローマのナヴォーナ広場と付随する「四大河の噴水」が完成する。
  - オスマン皇帝メフメト4世の祖母キョセム・スルタンが、皇帝の母トゥルハン・ハティジェに倒される。
- 1652年
  - 第一次英蘭戦争（ - 1654年）。
  - 承応の変。若衆歌舞伎が禁止され、以後は野郎歌舞伎として許される。
  - 北京で清の順治帝がダライ・ラマ5世と会見する。
- 1653年
  - クロムウェルがランプ議会（長期議会）を解散し、ベアボーンズ議会を招集する。
    - 「統治章典」が制定され、クロムウェルが護国卿に就任。

  - モスクワ総主教ニーコンの教会改革が始まる。
  - オランダ人ヘンドリック・ハメルらが済州島に漂着。以後13年間李氏朝鮮に幽閉される（『朝鮮幽囚記』）。
- 1654年
  - 後光明天皇が死去し、第111代後西天皇が即位。
  - 中国人僧隠元隆琦が日本に来訪する。
  - オランダのデルフトで火薬庫大爆発。
  - スウェーデン女王クリスティーナの退位、従兄弟のカール10世が王位を継承。
  - レーゲンスブルク帝国議事堂の前で、オットー・フォン・ゲーリケが「マクデブルクの半球」実験を行う。
- 1655年
  - 北東欧の覇権をめぐる北方戦争が起こる（ - 1661年）。
    - スウェーデン軍のワルシャワ占領により、ポーランドの「大洪水時代」始まる（ - 1660年）。

  - 前スウェーデン女王クリスティーナがカトリックに改宗しローマに定住。
  - イギリス海軍がスペイン領ジャマイカを占領。
  - ピエモンテ渓谷のワルドー派虐殺（英語版）。
  - 後水尾上皇の命で比叡山麓に修学院離宮が造営される。
  - 後水尾天皇の皇子守澄法親王が天台座主・日光山輪王寺・東叡山寛永寺を兼ねた宮門跡となる。
- 1656年
  - キョプリュリュ・メフメト・パシャがオスマン帝国大宰相に就任し改革を断行（キョプリュリュ時代の始まり）。
  - フランスで一般施療院令が出され、男性用のビセートル病院と女性用のサルペトリエール病院が創設される。
  - バルーフ・デ・スピノザがアムステルダムのユダヤ人共同体からヘーレム（破門）を受ける。
  - ビジャープル王国君主ムハンマド・アーディル・シャーの霊廟であるゴール・グンバズが完成する。
- 1657年
  - 明暦の大火（振袖火事）。大火の死者の供養のため両国回向院が建立される
  - 水戸藩主徳川光圀の命により『大日本史』の編纂が始まる（ - 1906年）。
  - イングランドで「統治章典」が廃止され「謙虚な請願と勧告」が制定される。
    - オリヴァー・クロムウェルがイングランドからのユダヤ人追放令（1290年 - ）を解除。
- 1658年
  - ムガル皇帝シャー・ジャハーンが幽閉され、帝位継承争いに勝利したアウラングゼーブが即位。
  - フランソワ・パリュとピエール・ランベール・ド・ラ・モットによりパリ外国宣教会が組織される。
  - ポルトガル領セイロンをオランダが占領（オランダ領セイロン）。
  - スウェーデン軍が「氷上侵攻」でデンマーク首都コペンハーゲンを包囲し、ロスキレ条約を締結。
  - 護国卿オリヴァ－・クロムウェルが死去、息子のリチャード・クロムウェルが護国卿となる。
- 1659年
  - ピレネー条約の締結でスペインの没落が決定的となる。
  - フランスがセネガルに植民地サン＝ルイを建設。
  - 中国人儒学者朱舜水が日本に来訪する。

### 1660年代
- 1660年
  - ブレダ宣言からイングランドで王政復古がなされ、国王チャールズ2世が即位。
    - 免責・大赦法が成立するも、「王殺し（レジサイド）」に関与した人物には極刑が執行される。
    - チャールズ2世のもとイングランド王立協会(ロイヤル・ソサエティ)が設立される。

  - フランス王ルイ14世とスペイン王女マリー・テレーズの結婚。
- 1661年
  - 清の康熙帝が第4代皇帝に即位。遷界令を出す。
  - ビルマに逃れた南明の永暦帝が捕縛され処刑される。
  - 隠元隆琦が宇治の黄檗山萬福寺を開山。
  - イエズス会士ヨハン・グリューバーらが北京からヨーロッパ人として初めてチベットの都ラサに到達。
  - フランス宰相マザラン死去、国王ルイ14世の親政始まる。
    - 大蔵卿ニコラ・フーケが失脚する。
    - 王立舞踏アカデミー（英語版）が設置される（パリ・オペラ座バレエ団の始まり）。

  - イングランドで騎士議会（英語版）が召集される。
  - 宣教師ジョン・エリオットによるアルゴンキン語訳新約聖書が刊行される（最初のアメリカ先住民族の諸言語訳聖書）。
- 1662年
  - 幕府の命により林鵞峰らによる『本朝通鑑』の編纂が始まる。
  - ゼーランディア城包囲戦に勝利した鄭成功がオランダ人を駆逐し台湾を占領。
  - イングランド王チャールズ2世とポルトガル王女キャサリンの結婚。
    - この結婚でインドのボンベイ・北アフリカのタンジールがイングランド領になる。
- 1663年
  - 後西天皇が譲位し、第112代霊元天皇が即位。
  - 武家諸法度改正（寛文令）により、キリスト教禁教が明文化される。
  - レーゲンスブルクが神聖ローマ帝国の「永続的帝国議会」開催地となる（ - 1806年）。
  - イングランドでアフリカ・ギニア産の金を原料とする金貨ギニーが製造される（ - 1813年）。
- 1664年
  - コルベールによりフランス東インド会社が再建される。
  - 楊光先の批判によりイエズス会士アダム・シャールが投獄される（康熙の暦獄）。
- 1665年
  - 第二次英蘭戦争（ - 1667年）。
  - ポルトガルがコンゴ王国に侵攻しアンブイラの戦いで勝利。
  - アイザック・ニュートンが万有引力を発見（古典力学の創始）。
  - 諸宗寺院法度と諸社禰宜神主法度が出される。水戸藩主徳川光圀が明の遺臣朱舜水を招聘する。
- 1666年
  - イングランドでロンドン大火・ペスト流行・ノースフォアランド沖の海戦（第二次英蘭戦争）。
    - この年は事件が続発したのでイングランドでは「驚異の年（アヌス・ミラビリス）」と呼ばれる。

  - フランスで地中海と大西洋をつなぐミディ運河が着工される。
  - マラータの指導者でプランダル城主シヴァージーがアーグラにてムガル皇帝アウラングゼーブと会見するが決裂に至る。
  - オスマン帝国内のユダヤ教救世主を名乗っていたシャブタイ・ツヴィがイスラム教に改宗する。
  - 儒学者であり軍学者である山鹿素行が播磨国赤穂藩へ流罪となる。
- 1667年
  - ネーデルラント継承戦争（ - 1668年）。
  - オランダがゴワ王国に勝利し、スラウェシ島のマカッサルを征服。
  - ブレダの和約でオランダからイングランドは北米のニューネーデルラントを獲得。
  - ジョン・ミルトンの『失楽園』が刊行される。
  - アンドルソヴォ条約で、ウクライナのコサック国家はドニエプル川を軸に分割され、ロシアはキエフと左岸ウクライナを獲得。
- 1668年
  - 世界最古の中央銀行であるスウェーデン国立銀行が設立される。
  - ソロヴェツキー修道院における反乱（ - 1676年）。
- 1669年
  - シャクシャインの戦い。
  - 清でオボイが失脚し、康熙帝の親政が始まる。
  - スチェパン・ラージン（ステンカ・ラージン）率いるコサック軍がカスピ海沿岸のサファヴィー朝支配地を略奪。

### 1670年代
- 1670年
  - フランス王ルイ14世とイングランド王チャールズ2世のドーヴァー密約。
  - ロシアでスチェパン・ラージンの反乱（ - 1671年）。
  - 林鵞峰らの編纂による『本朝通鑑』が完成する。
- 1671年
  - イギリス人ヘンリー・モーガン率いる海賊が旧パナマ市を壊滅させる。
  - 河村瑞賢が東廻海運・西廻海運を開発する。
  - 寛文事件（伊達騒動）。
- 1672年
  - 第三次英蘭戦争（ - 1674年）。オランダ侵略戦争（ - 1678年）。
  - オランダの政治指導者デ・ウィット兄弟（兄コルネリスと弟ヨハン）が民衆に虐殺される。
  - オスマン帝国がウクライナのポドリア（ポジーリャ）を占領。この時期にオスマン帝国の領土は最大となる。
  - エルサレム公会議で、東方正教会がプロテスタントの教理を否定。
  - 浄瑠璃坂の仇討。
- 1673年
  - 清で三藩の乱が起こる（ - 1681年）。
  - 備後国芦田川の洪水で草戸千軒が埋没する。三井高利が江戸に越後屋呉服店を開業。岩国藩主吉川広嘉の命により錦帯橋が建設される。
  - ムガル皇帝アウラングゼーブによりラホールに世界最大級のバードシャーヒー・モスクが完成する（1671年 - ）。
  - フランス東インド会社がインドでの拠点ポンディシェリを獲得。
  - イングランド船リターン号が長崎に来航し、江戸幕府に貿易再開を求めたが、幕府は上陸を拒絶。
  - イングランドで審査法の制定。
- 1674年
  - 寛永通宝4貫＝金一両と定め、古銭の通用を停止する。江戸市中の非人を改める。
  - 関孝和が『発微算法』を出版。
  - シヴァージーがマラーター王国を建国。
- 1675年
  - スコーネ戦争（ - 1679年）。
  - ロンドン近郊にグリニッジ天文台が設立される。
- 1676年
  - 天文学者オーレ・レーマーが初めて光速度を測定。
  - スペインで国王カルロス2世の異母兄フアン・ホセ・デ・アウストリアの政変が起こる。
- 1677年
  - 美濃郡上藩の農民が江戸に越訴。郡上藩で増徴派と減租派の家中騒動始まる（延宝郡上一揆）。
  - バールーフ・デ・スピノザの遺稿が『エチカ』として出版される。
- 1678年
  - イングランドでカトリック陰謀事件。
  - ジョン・バニヤン『天路歴程』第一部が刊行される。
  - エリアス・アシュモール（英語版）のコレクションが「驚異の部屋」として公開される。
    - これが1683年に世界初の大学図書館であるアシュモリアン博物館に発展する。

  - スコットランドでカヴェナンターの反乱。以後スコットランドの「殺戮時代」が始まる。
  - ベルギー人宣教師ルイ・エネパン（英語版）がヨーロッパ人として最初にナイアガラの滝に到達する。
- 1679年
  - ムガル皇帝アウラングゼーブが非イスラム教徒に対する人頭税ジズヤを復活させる。
  - フランスで国王ルイ14世の寵姫ら宮廷を巻き込む「黒ミサ事件」が起こる
  - イングランドで人身保護法の制定。

### 1680年代
- 1680年
  - 徳川綱吉が江戸幕府第5代将軍となる。大老酒井忠清が解任される。
  - シヴァージーが死亡し、息子サンバージーがマラーター王となる。
  - ヌエバ・エスパーニャでポペ率いるプエブロの反乱。
- 1681年
  - ムガル皇帝アウラングゼーブがマラーター王国を打倒するため、デカン地方へ自ら遠征。デカン戦争の勃発。
  - フランス軍のストラスブール占領（ストラスブールの降伏）。
  - フランスでドラゴナード（英語版）によるプロテスタントの迫害。
  - 将軍綱吉による越後騒動の直裁により、越後高田藩が改易される。
  - 将軍生母桂昌院の発願により江戸に護国寺が創建される。
  - 井原西鶴の『好色一代男』が刊行される。この時代を代表する浮世草子の始まり。
  - 江戸の豪商石川六兵衛が財産没収で追放される。
  - クエーカー教徒のウィリアム・ペンがペンシルベニア植民地を創設する。
- 1682年
  - ヴェルサイユ宮殿の完成に伴いフランスの宮廷と政府がパリから移動する（ - 1789年）。
  - モー司教ボシュエが「フランス教会の聖職者宣言」でガリカニスムを擁護。
  - フランス人ロベール＝カブリエ・ド・ラ・サールがミシシッピ川からメキシコ湾までの探検を行う。
    - ラ・サールはルイ14世の名にちなみこの地域をフランス領ルイジアナと名づけ領有を宣言する。

  - ストレリツィ（銃兵隊）の蜂起によりソフィア・アレクセーエヴナがロシアの摂政となる。
- 1683年
  - 第二次ウィーン包囲。
  - イングランドでライハウス陰謀事件。
  - 武家諸法度改正（天和令）により、殉死の禁止と、末期養子の禁緩和が明文化される。
  - 天和の大火（お七火事）。
  - 清が澎湖海戦で鄭氏政権を降伏させ、台湾を占領。
- 1684年
  - 清で遷界令が解かれ展界令が出される。
  - 江戸城内で大老堀田正俊が若年寄稲葉正休に刺殺される。
  - 渋川春海により貞享暦が導入される。
  - フランス軍のジェノヴァ遠征。
  - ライプニッツが論文『極大と極小に関する新しい方法』で微積分について最初の言及を行う。
- 1685年
  - フランスでナントの勅令廃止（フォンテーヌブローの勅令）。
  - ブランデンブルクで亡命フランス人プロテスタントを受け入れるポツダム勅令が出される。
  - イングランド王チャールズ2世の死去、弟のジェームズ2世が即位。モンマス公の反乱が起こる。
  - アルバジン包囲戦で、清朝とロシアが激突（ - 1687年）。
- 1686年
  - 服忌令を改訂（ - 1693年）。
  - アユタヤ朝タイ王国の大使としてチャオプラヤー・コーサーパーンがフランスに派遣され、ルイ14世に謁見する。
- 1687年
  - 生類憐れみの令（この後、1708年まで繰り返し出される）が出され、田畑永代売買禁止令も再び出される。
  - 後西天皇が譲位し、第113代東山天皇が即位し、200余年ぶりに大嘗祭が復活する。
  - アイザック・ニュートンが『プリンキピア』にてニュートン力学を発表。
  - シャルル・ペローの頌詩「ルイ大王の世紀」をきっかけに「新旧論争（querelle des anciens et des modernes）」が始まる。
  - 教皇インノケンティウス11世が教令「チェレスティス・パストル（英語版）」によりキエティスムを断罪。
  - オスマン帝国との戦争中にヴェネツィア軍がアテネのパルテノン神殿を大破させる。
  - イエズス会士フィリップ・クプレらにより『論語』他の中国古典のラテン語訳がパリで出版される
- 1688年
  - イングランドで名誉革命。
    - イングランド国王ジェームズ2世が国外逃亡し、オラニエ公ウィレムがイングランド上陸。
    - オラニエ公夫妻が国王ウィリアム3世・メアリ2世の共同統治者（英語版）として即位。

  - 大同盟戦争（ファルツ継承戦争）が起こる（ - 1697年）。
- 1689年
  - イングランド王ウィリアム3世・メアリ2世が「権利宣言（英語版）」に署名。これをもとに「権利章典」が発布される。
  - 清とロシアの国境がネルチンスク条約で定まる。
  - ロシアの摂政ソフィア・アレクセーエヴナが失脚する。
  - サンバージーがアウラングゼーブに敗れ、拷問の末に処刑される。弟ラージャーラームがマラーター王となる。
  - 松尾芭蕉が後に紀行文『おくのほそ道』としてまとめられる東北・北陸への旅に出立する。
  - 長崎に唐人屋敷が作られ清人の居住を制限する。

### 1690年代
- 1690年
  - ジョン・ロックの『統治二論』が刊行される。
- 1691年
  - 長崎出島オランダ商館勤務のドイツ人医師エンゲルベルト・ケンペルが江戸城にて将軍綱吉に謁見。
  - 上野忍岡の孔子廟が移され湯島聖堂が完成する。
- 1692年
  - セイラム魔女裁判。
  - グレンコーの虐殺。
  - ハノーファー公エルンスト・アウグストが選帝侯となる（ハノーファー選帝侯）。
  - 教皇インノケンティウス12世が教皇勅書「ロマーヌム・デチェット・ポンティフィチェム」でネポティズム禁止を規定。
  - イギリスで対フランス戦の戦費捻出のために国債制度が開始される（イギリスにおける軍事財政国家（英語版）の成立）。
- 1693年
  - シチリア島東部大地震。
  - ポルトガル領ブラジルのミナス・ジェライスで金鉱が発見され、ゴールド・ラッシュが起こる。
- 1694年
  - イングランド銀行設立。
  - ブランデンブルク選帝侯によりハレ大学が創建される。
- 1695年
  - 北京紫禁城太和殿が再建される。
- 1696年
  - イヴァン5世の死によりピョートル1世が単独のロシア皇帝となる。
  - ロシアのピョートル1世がオスマン朝からアゾフ海を獲得。
  - ジョーン・モドの戦い（英語版）で清の康熙帝がジュンガル部のガルダン・ハーンを敗走させる。
  - イングランド王ウィリアム3世暗殺未遂事件。
  - イギリス東インド会社がウィリアム要塞（現コルカタ）を設置。
  - エドワーズ・ロイドが海運貿易情報の『ロイズ・ニュース』を発行。保険引受業者が集結し損害保険のロイズが成立する。
- 1697年
  - ピョートル1世によるヨーロッパに向けてのロシア大使節団（英語版）が派遣される（ - 1698年）。
  - ザクセン選帝侯アウグスト2世がポーランド王に選出される。
  - ユカタン総督マルティン・デ・ウルスア（英語版）が最後のマヤ系イツァ族の国家タヤサルを征服する。
- 1698年
  - ロンドン株式取引所が設立される。
  - ロシアでストレリツィ蜂起（英語版）が起こるが、ピョートル1世に鎮圧される。
  - 画家英一蝶が三宅島に流罪とされる。
- 1699年
  - 長崎奉行を4名に増員する。
  - カルロヴィッツ条約によりオスマン朝がハンガリーを放棄。

### 1700年代
- 1700年
  - 金銀銭三貨の比価（金一両＝銀六十匁＝銭四貫文）を定める。
  - プロイセン科学アカデミーが創設され、ゴットフリート・ライプニッツが初代会長となる。
  - 大北方戦争で、スウェーデンとロシアが戦う（ - 1721年）。
  - イングランドでキャラコ輸入禁止法が出される。
  - カナダからカリフォルニアに至る北アメリカ大陸太平洋沿岸部でカスケード地震。
    - 現地住民による文献記録は存在しないが、日本側の「みなしご津波」の記録で日時は判明している。

## 人物

### ヨーロッパ

#### スペイン・ポルトガル
- ミゲル・デ・セルバンテス（1547年 - 1616年） - スペインの黄金世紀の作家・『ドン・キホーテ』を著す
- ルイス・デ・ゴンゴラ（1561年 - 1627年） - スペイン黄金世紀の詩人・難解な修辞による「ゴンゴリスモ」の作風で知られる
- ロペ・デ・ベガ（1562年 - 1635年） - スペイン黄金世紀の劇作家・詩人・『バレンシアの寡婦』『オルメードの騎士』がある
- ティルソ・デ・モリーナ(1579年 - 1648年) - スペイン黄金世紀の劇作家・『セビーリャの色事師と石の招客』で知られる
- フランシスコ・デ・ケベード（1580年 - 1645年） - スペイン黄金世紀の作家・『ぺてん師 ドン・パブロスの生涯』などを著す
- フアン・ルイス・デ・アラルコン（1581年？ - 1639年） - スペイン黄金世紀の作家・メキシコ出身で本国で活躍・『疑わしい真実』がある
- オリバレス伯爵ガスパール・デ・グスマン（1587年 - 1645年） - スペインの首席大臣・国王フェリペ4世の治世下でスペインの再建に努力
- ホセ・デ・リベーラ（1591年 - 1652年） - スペイン出身でナポリで活躍した画家・厳格な写実の「えび足の少年」「聖バルトロマイの殉教」がある
- フランシスコ・デ・スルバラン（1598年 - 1664年） - スペインのバロックの画家・セビリアを中心に活躍し聖人画や静物画に優れる
- ディエゴ・ベラスケス（1599年 - 1660年） - スペインのバロックの宮廷画家・国王フェリペ4世の宮廷を描く・代表作に「ラス・メニーナス」
- ペドロ・カルデロン・デ・ラ・バルカ（1600年 - 1681年） - スペイン黄金世紀の劇作家・修辞を駆使した作風で『人生は夢』などを著す
- バルタサール・グラシアン（1601年 - 1658年） - スペインの黄金世紀の哲学者・神学者・イエズス会士・主著に『エル・クリティコン』がある
- ジョアン4世（再興王）（1604年 - 1656年） - ブラガンサ朝の初代 ポルトガル王（在位1640年 - 1656年）・王政復古戦争で勝利
- バルトロメ・エステバン・ムリーリョ（1617年 - 1682年） - スペインのバロックの画家・セビリャで活躍し「無原罪の御宿り」などを描く
- ミゲル・デ・モリノス（1628年 - 1696年） - スペインの神学者・キエティスムの中心人物で『霊的指導』を執筆するが後に異端とされる
- カルロス2世（1661年 - 1700年） - スペインのアブスブルゴ家最後の国王（在位1665年 - 1700年）・その死でスペイン継承戦争勃発

#### イングランド・スコットランド
- ジョン・ネイピア（1550年 - 1617年） - スコットランドの数学者・対数の概念を発見し「対数表」を作成・「ネイピアの骨」でも知られる
- エドワード・コーク（1552年 - 1634年） - イングランドの法律家・政治家・「権利の請願」の起草者の一人・コモンローによる法の支配を提唱
- フランシス・ベーコン（1561年 - 1626年） - イングランドの政治家（国璽尚書・大法官）・哲学者（経験論）として『学問の進歩』がある
- ウィリアム・シェイクスピア（1564年 - 1616年） - イングランドの劇作家・詩人・エリザベス時代に続いてジェームズ時代でも活躍
- ジェームズ1世（1566年 - 1625年） - スコットランド王・スチュアート朝の初代イングランド王（在位1603年 - 1625年）
- ガイ・フォークス（1570年 - 1606年） - イングランドでの国王暗殺の火薬陰謀事件の計画犯
- トーマス・マン（1571年 - 1641年） - イングランドの実業家・経済学者（重商主義）・『外国貿易によるイングランドの財宝』を執筆
- ジョン・ダン（1572年 - 1631年） - イングランドの聖職者（セントポール大聖堂首席司祭）・詩人（形而上詩人）として「日の出」「蚤」がある
- ベン・ジョンソン（1572年 - 1637年） - イングランドの劇作家・代表作に『錬金術師』『エピシーン』がある・桂冠詩人でもある
- ウィリアム・ロード（1573年 - 1645年） - イングランドの政治家・聖職者・カンタベリー大主教・主教戦争ではチャールズ1世に与して処刑される
- イニゴ・ジョーンズ（1573年 - 1652年） - イングランドの建築家・ルネサンス様式を導入・代表作にバンケティング・ハウスがある
- ロバート・フラッド（1574年 - 1637年） - イングランドの神秘主義者・薔薇十字団や錬金術を擁護しメルセンヌと対立・著作に『両世界誌』がある
- ロバート・バートン（英語版）（1577年 - 1640年） - イングランドの聖職者・著述家・古典文学と医学に通じ『憂鬱の解剖学』を執筆する
- ウィリアム・ハーヴェー（1578年 - 1657年） - イングランドの解剖学者・国王チャールズ1世の侍医・血液循環説を唱える
- ジョン・ウェブスター（1580年？ - 1634年？） - イングランドの劇作家・代表作に『白い悪魔』『アマルフィ侯爵夫人』がある
- トマス・ホッブズ（1588年 - 1679年） - イングランドの哲学者（経験論）・主著『リヴァイアサン』で社会契約説を唱える
- ロバート・フィルマー（1588年頃 - 1653年） - イングランドの政治思想家・チャールズ1世を擁護し王権神授説に基づく『家父長論』を執筆する
- アイザック・ウォルトン（1593年 - 1683年） - イングランドの文筆家・伝記として『ジョン・ダン伝』、随筆として『釣魚大全』がある
- オリバー・クロムウェル（1599年 - 1658年） - イングランドの軍人・政治家・清教徒革命で国王勢力を倒し護国卿となる
- チャールズ1世（1600年 - 1649年） - イングランド王（在位1625年 - 1649年）・清教徒革命で処刑される
- ウィリアム・リリー（英語版）（1602年 - 1681年） - イングランドの占星術師・革命から王政復古期に活躍し『キリスト教徒の占星術（英語版）』を執筆
- トマス・ブラウン（1605年 - 1682年） - イングランドの医師・『俗信論』で迷信的医療を批判・『医師の宗教』『骨葬論』などの著作がある
- ジョン・ミルトン（1608年 - 1674年） - イングランドの詩人・清教徒革命を支持・王政復古で不遇となり『失楽園』を執筆
- アルベマール公ジョージ・マンク（1608年 - 1670年） - イングランドの軍人・政治家・共和政末期の混乱を収拾して王政復古を実現させた
- クラレンドン伯エドワード・ハイド（1609年 - 1674年） - イングランドの政治家・王政復古を支えクラレンドン法典をまとめる・歴史家でもある
- ベンジャミン・ウィチカット（1609年 - 1683年） - イングランドの神学者・哲学者・ケンブリッジ・プラトン学派の中心人物でピューリタンと対決
- ジェームズ・ハリントン (1611年 - 1677年) - イングランドの思想家・クロムウェルに献呈された共和国論『オシアナ』が有名・王政復古で逮捕される
- ジョン・リルバーン（1614年 - 1657年） - イングランドの政治家・水平派を組織し理論的指導者となり政治的冊子を多数発行・後に国外追放となる
- ジョン・ウィルキンズ（1614年 - 1672年） - イングランドの聖職者・言語学者・『真性の文字と哲学的言語にむけての試論』で普遍言語を考察した
- ニコラス・カルペパー（英語版）（1616年 - 1654年） - イングランドの薬剤師・本草学者・占星術師・『英語で書かれた療法』『ハーブ大全』などを著す
- ピーター・レリー（1618年 - 1680年） - イングランドで活躍した画家・クロムウェルを描いた後にチャールズ2世の主席宮廷画家となる
- ヘンリー・オルデンバーグ（1618年頃 - 1677年） - イングランドの科学者・初代王立協会事務総長・最初の学術雑誌『哲学紀要』を発行
- ジョージ・フォックス（1624年 - 1691年） - イングランドの宗教家・クエーカーの名で知られる「キリスト友会」の創始者
- ロバート・ボイル（1627年 - 1691年） - アイルランド出身の化学者・王立協会協議員・ボイルの法則で知られる
- ジョン・バニヤン（1628年 - 1688年） - イングランドのバプテスト教会の執事・文学者としては『天路歴程』の著者として知られる
- チャールズ2世（1630年 - 1685年） - ステュアート朝のイングランド王（在位1660年 - 1685年）・王政復古を果たす
- ジョン・ドライデン（1631年 - 1700年） - イングランドの桂冠詩人・文芸評論家・劇作家・「驚異の年」などの作品がある
- ジョン・ロック（1632年 - 1704年） - イングランドの哲学者（経験論）・医者・『統治二論』の社会契約論で名誉革命に影響する
- クリストファー・レン（1632年 - 1723年） - イングランドの建築家・ロンドン大火の後の復興建築を行う・代表作はセント・ポール大聖堂
- ジェームズ2世（1633年 - 1701年） - ステュアート朝のイングランド王（在位1685年 - 1688年）・名誉革命で国を追われる
- サミュエル・ピープス（1633年 - 1703年） - イングランドの政治家・平民から海軍の実力者になり「海軍の父」と称される・日記も有名
- ロバート・フック（1635年 - 1703年） - イングランドの科学者・『顕微鏡図譜』で細胞の概念をまとめる・王立協会の実験監督でもある
- アフラ・ベーン（1640年 - 1689年） - イングランド初の女性職業劇作家・南米スリナムでの生活をもとに『オルノーコ』を執筆
- アイザック・ニュートン（1642年 - 1727年） - イングランドの物理学者・数学者・『プリンキピア』でニュートン力学を体系化
- ロチェスター伯ジョン・ウィルモット（1647年 - 1660年） - イングランドの詩人・「人類に対する風刺」「チャールズ2世の風刺」がある
- 初代モンマス公ジェイムズ・スコット（1649年 - 1685年） - イングランドの貴族・国王チャールズ2世の庶子・叔父ジェームズ2世に対し反乱を起こすも処刑される
- ウィリアム3世（1650年 - 1702年） - オラニエ公・オランダ共和国統領・名誉革命でイングランド王（在位1689年 - 1702年）になる
- ヘンリー・パーセル（1659年 - 1695年） - イングランドの作曲家・宮廷音楽家・代表作に歌劇「ディドとエネアス」がある

#### イタリア
- チェーザレ・クレモニーニ（英語版）（1550年 - 1631年） - パドヴァ大学教授・アリストテレス主義哲学者・ガリレオとは友人だが相反・『霊魂論』がある
- フラ・パオロ・サルピ（1552年 - 1609年） - イタリアの修道士・歴史家・『トリエント公会議の歴史』を執筆・教皇庁に対するヴェネツィアの弁護でも有名
- アンニーバレ・カラッチ（1560年 - 1609年） - イタリアの初期バロックの画家・カラッチ一族の中心として古典主義を復権する
- ガリレオ・ガリレイ（1564年 - 1642年） - イタリアの物理学者・天文学者・『天文対話』などで地動説を擁護し宗教裁判を受ける
- クラウディオ・モンテヴェルディ（1567年 - 1643年） - イタリアの初期バロックの作曲家・オペラの発展に寄与し『オルフェオ』を作曲
- ウルバヌス8世（1568年 - 1644年） - ローマ教皇（在位1623年 - 1644年）・サン・ピエトロ大聖堂の献堂式を行う・ガリレイ裁判でも知られる
- トンマーゾ・カンパネッラ （1568年 - 1639年） - イタリアのドミニコ会士・教皇庁から異端とされ牢獄生活を送る・主著は『太陽の都』
- ジャンバッティスタ・マリーノ（1569年 - 1625年） - イタリアの詩人・隠喩を用いた詩文「マリニスモ」の祖となる・長編詩『アドニス』がある
- ミケランジェロ・メリージ・ダ・カラヴァッジオ（1571年 - 1610年） - イタリアの初期バロックの画家・代表作に「聖マタイの召命」がある
- ジャンバティスタ・バジーレ（1575年？ - 1632年） - イタリアの詩人・軍人・ナポリ語による説話集『ペンタメローネ（五日物語）』を執筆
- ベネディタ・カルリーニ（英語版）（1590年 - 1661年） - イタリアの女性修道院長・霊的体験からぺシア市民を魅了するが後に醜聞から裁判となり投獄される
- アルテミジア・ジェンティレスキ（1593年 - 1652年） - イタリアの盛期バロックの画家・フィレンツェ美術アカデミー初の女性会員
- ピエトロ・ダ・コルトーナ（1596年 - 1669年） - イタリアの盛期バロックの画家・建築家・代表作にローマのバルベリーニ宮殿天井壁画がある
- ジャン・ロレンツォ・ベルニーニ（1598年 - 1680年） - イタリアの盛期バロックの彫刻家・建築家・代表作はサン・ピエトロ広場
- フランチェスコ・ボッロミーニ（1599年 - 1667年） - イタリアの盛期バロックの建築家・同時代の建築家ベルニーニのライバル
- エヴァンジェリスタ・トリチェリ（1608年 - 1647年） - イタリアの物理学者・ガリレイの弟子・水銀柱を用いて真空を発見（トリチェリの真空）
- ジョヴァンニ・ピエトロ・ベッローリ（1613年 - 1696年） - イタリアの美術評論家・マニエリスムを否定・『現代画家・彫刻家・建築家列伝』がある
- サルヴァトル・ローザ（1615年 - 1696年） - イタリアの盛期バロックの画家・ロマン主義の先駆・無頼漢だったとの伝説もある
- ジョヴァンニ・カッシーニ（1625年 - 1712年） - イタリアの天文学者・木星の4つの衛星を発見・後にパリ天文台の初代台長ともなった
- マルチェロ・マルピーギ（1628年 - 1694年） - イタリアの解剖学者・生理学者・解剖に顕微鏡用いて「マルピーギ小体」「マルピーギ管」を発見
- ルカ・ジョルダーノ（1634年 - 1705年） - イタリアの後期バロックの画家（ナポリ派）・スペインのマドリード王宮ほか各地の宮殿壁画を制作
- アンドレア・ポッツォ（1642年 - 1709年） - イタリアの後期バロックの画家・イエズス会士・ローマのサン・ティニャーツィオ聖堂壁画を制作
- アレッサンドロ・スカルラッティ（1660年 - 1725年） - イタリアのバロックの作曲家・オペラの発展に尽くしナポリ楽派の祖となる

#### 神聖ローマ帝国とドイツ領邦
- ティリー伯ヨハン・セルクラエス（1559年 - 1632年） - 三十年戦争での神聖ローマ皇帝側の傭兵隊長・マクデブルク劫掠などで活躍
- ミヒャエル・マイヤー（英語版）（1569年 - 1622年） - ドイツの医師・皇帝ルドルフ2世の侍医・錬金術師として『逃げるアトランタ』がある
- ヨハネス・ケプラー（1571年 - 1630年） -ドイツの天文学者・天体の運行法則に関する「ケプラーの法則」を発見し「ルドルフ表」を作成
- マクシミリアン1世（1573年 - 1651年） - 初代バイエルン選帝侯・三十年戦争でカトリック連盟を率いて奮戦し選帝侯位を獲得
- ヤーコプ・ベーメ（1575年 - 1624年） - ドイツのルター派の神秘主義者・もとは靴職人・主著は『アウローラ』『キリストへの道』
- フェルディナント2世（1578年 - 1637年） - ハプスブルク家の神聖ローマ皇帝（在位1619年 - 1637年）・三十年戦争を引き起こす
- ヤーコプ・ビーダーマン（英語版）（1575年 - 1639年） - オーストリア出身のイエズス会士・劇作家・宗教劇『ツェノドクスス（英語版）』などで知られる
- アルブレヒト・フォン・ヴァレンシュタイン（1583年 - 1634年） - 三十年戦争での神聖ローマ皇帝側の傭兵隊長・戦功を誇るが後に暗殺される
- ヨハン・ヴァレンティン・アンドレーエ（1586年 - 1654年） - ドイツの著作家・神学者・薔薇十字団を主題とした『化学の結婚』を著す
- フリードリヒ5世（1596年 - 1632年） - プファルツ選帝侯・ボヘミア王に選出されるが白山の戦いで敗北し廃位される・「冬の王」と呼ばれた
- アタナシウス・キルヒャー（1601年 - 1680年） - ドイツ出身のイエズス会士・博識多才を誇り「遅れてきたルネサンス人」と称される
- オットー・フォン・ゲーリケ（1602年 - 1686年） - ドイツの科学者・「マクデブルクの半球」実験で真空の存在を証明・同市の市長でもあった
- フリードリヒ・ヴィルヘルム（1620年 - 1688年） - ブランデンブルク選帝侯・プロイセン公としてポーランドから自立・大選帝侯と呼ぶ
- ハンス・ヤーコプ・クリストッフェル・フォン・グリンメルスハウゼン（1621年/1622年 - 1676年） - ドイツの作家・『阿呆物語』を書く
- アンゲルス・シレジウス（英語版）（1624年 - 1677年） - ドイツの神秘主義詩人・ヴュルテンベルク公の侍医・詩集に『ケルビムのような巡礼者』がある
- ファイト・ルートヴィヒ・フォン・ゼッケンドルフ（1626年 - 1692年） - ザクセン＝ゴータ公国の政治家・初期ドイツ官房学派を代表する
- エルンスト・アウグスト（1629年 - 1698年） - 初代ハノーファー選帝侯・息子ゲオルク・ルートヴィヒ（ジョージ1世）はイングランド王になる
- ザミュエル・フォン・プーフェンドルフ（1632年 - 1694年）・ドイツの法学者・ハイデルベルク大学教授・三十年戦争後の自然法論の世俗化を推進
- フィリップ・シュペーナー（1635年 - 1705年） - ルター派の牧師・ドイツ敬虔主義の創始者・ハレ大学を中心に教会刷新を行う
- レオポルト1世（1640年 - 1705年） - ハプスブルク家の神聖ローマ皇帝（在位1658年 - 1705年）・ハンガリーをトルコから奪還
- ヤコブ・アマン（1644年 - 1712年） - スイスの宗教指導者・メノナイトから分派し厳格なアマン派（アーミッシュ）を形成する
- ゴットフリート・ライプニッツ（1646年 - 1710年） - ドイツの哲学者（合理論）・数学者・万学に通じベルリン科学アカデミーを創設・主著は『モナド論』
- ヨハン・パッヘルベル（1653年 - 1706年） - ドイツの作曲家・オルガン楽派の最盛期を現出・「パッヘルベルのカノン」他を作曲する
- クリスティアン・トマジウス（1655年 - 1728年） - ドイツの法学者・『神法学提要』が代表作・ハレ大学を創設し「ドイツ啓蒙主義の父」と呼ばれる

#### フランス
- シュリー公爵マクシミリアン・ド・ベテュヌ（英語版）（1559年 - 1641年） - フランス宰相・国王アンリ4世を補佐し宗教戦争後のフランスを復興させる
- フランソワ・ド・サール（1567年 - 1622年） - フランス出身のジュネーヴ司教・カトリック改革の旗手・教会博士・『信仰生活入門』がある
- ジャンヌ・ド・シャンタル（1572年 - 1641年） - フランスの修道女・フランソワ・ド・サールとともに聖母訪問会を設立し聖人とされる
- マリー・ド・メディシス（1575年 - 1642年） - フランス王アンリ4世の2番目の王妃・ルイ13世の母后として摂政となる
- ヴァンサン・ド・ポール（1581年 – 1660年） - フランスのカトリック司祭・ラザリスト会創設者・貧者救済で有名・チュニスで奴隷となった過去あり
- ドニ・プト（英語版）（1583年 - 1652年） - フランスの神学者・イエズス会士・西暦以前の年代を「紀元前」の表記にすることを考案
- シャルル・ド・ロルム（英語版）（1584年 - 1678年) - フランスの医師・歴代国王に侍医として仕える・ペスト医師の服装を考案
- リシュリュー公爵アルマン・ジャン・デュ・プレシー（1585年 - 1642年） - 枢機卿・フランス宰相・ハプスブルク家打倒のために三十年戦争に参加
- マラン・メルセンヌ（1588年 - 1648年） - フランスの神学者・数学では「メルセンヌ数」を発見し音楽では12平均律を確立
- ランブイエ侯爵夫人カトリーヌ・ド・ヴィヴォンヌ（1588年 - 1665年） - フランスの貴族女性・最初のサロンを開き社交生活の広範に影響を及ぼす。
- ピエール・ガッサンディ（1592年 - 1655年） - フランスの物理学者・哲学者・エピクロスの唯物論を復権しデカルト哲学と対決
- ジョルジュ・ド・ラ・トゥール（1593年 - 1652年） - フランスの画家・明暗表現と静謐な画面構成が特徴・「大工の聖ヨセフ」などがある
- ニコラ・プッサン（1594年 - 1665年） - イタリアで活躍したフランス人画家・その端整で荘重な様式は古典主義と呼ばれる
- ルネ・デカルト（1596年 - 1650年） - フランスの哲学者（合理論）・数学者・『方法序説』で近代哲学の基礎を築く
- ジャン・ジョセフ・スュラン（1600年 - 1665年） - フランスの神秘主義者・イエズス会士・ルーダンの悪魔憑き事件の後に『神の愛の勝利』を執筆
- クロード・ロラン（1600年頃 - 1682年） - イタリアで活躍したフランス人画家・理想風景を追求する画風で知られる
- ルイ13世（1601年 - 1643年） - フランス王（在位1610年 - 1643年）・宰相リシュリューを重用して王権の強化を進める
- アンヌ・ドートリッシュ（1601年 - 1666年） - フランス王ルイ13世の王妃・ルイ14世の母・夫君の死後に摂政となりマザランを抜擢する
- ジュール・マザラン（1602年 - 1661年） - イタリア出身の枢機卿・フランス宰相・ルイ14世を支えフロンドの乱を鎮圧する
- ピエール・コルネイユ（1606年 - 1684年） - フランスの悲劇作家・古典主義の三大作家の一人・『ル・シッド』『オラース』で知られる
- ピエール・ド・フェルマー（1607年/1608年 - 1665年） - フランスの数学者・「数論の父」とも呼ばれ「フェルマーの最終定理」で有名
- アントワーヌ・アルノー（1612年 - 1694年） - フランスの神学者でジャンセニズムの中心人物・哲学者・数学者としてデカルトと交流
- フランソワ・ド・ラ・ロシュフコー（1613年 - 1680年） - フランスの貴族・モラリスト文学者・辛辣で機知に富んだ『箴言集』を執筆
- ルイ・ル・ヴォー（1612年 - 1670年） - フランスの建築家・画家シャルル・ルブランや庭師アンドレ・ル・ノートルと協力しヴェルサイユ宮殿の中核を建設
- アンドレ・ル・ノートル（1613年 - 1700年） - フランスの造園家・ヴェルサイユ宮殿庭園などを設計し、フランス式庭園様式を完成させる
- 御復活のラウレンシオ（1614年 - 1691年） - フランスの神秘主義者・カルメル会士・『神の臨在の実践』などを執筆
- ニコラ・フーケ（1615年 - 1680年） - フランスの財政家・マザランに認められ大蔵卿に就任・ルイ14世の不興をかって失脚する
- ジャン＝バティスト・コルベール（1619年 - 1683年） - フランスの財務総監・ルイ14世に仕え重商主義の立場から産業育成を行う
- シラノ・ド・ベルジュラック （1619年 - 1655年） - フランスの作家・『日月両世界旅行記』を執筆・ロスタンの戯曲の主人公でもある
- シャルル・ルブラン（1619年 - 1690年） - フランスの画家・王立絵画彫刻アカデミーを創設しヴェルサイユ宮殿の室内装飾や壁画を担当
- サン＝マール侯爵アンリ・コワフィエ・ド・リュゼ（1620年 - 1642年） - ルイ13世の寵臣・リシュリューと対立し陰謀を企てるが処刑される
- ジャン・ド・ラ・フォンテーヌ（1621年 - 1695年） - フランスの作家・イソップ寓話をもとにした「寓話詩」で知られる
- コンデ公爵ルイ2世（1621年 - 1686年） - フランスの貴族・軍人・三十年戦争で活躍するも宰相マザランと対立しフロンドの乱で指導者となる
- モリエール（1622年 - 1673年） - フランスの喜劇作家・古典主義の三大作家の一人・『人間嫌い』『タルチェフ』などで知られる
- ブレーズ・パスカル（1623年 - 1662年） - フランスの哲学者・数学者・物理学者・ジャンセニスムを支持し『パンセ』を執筆
- アルマン・ジャン・ル・ブティリエ・ド・ランセ（フランス語版）（1626年 - 1700年） - フランスの修道士・厳律シトー会（トラピスト会）を創建
- セヴィニエ侯爵夫人マリー・ド・ラビュタン＝シャンタル（1626年 - 1696年） - フランスの貴族・書簡作家・機知に富んだ書簡で有名
- ジャック＝ベニーニュ・ボシュエ（1627年 - 1704年） - フランスのキリスト教聖職者・神学者・著書『世界史叙説』で王権神授説を擁護
- シャルル・ペロー（1628年 - 1703年） - フランスの詩人・新旧論争では近代派につきボワローと対決・『ペロー童話集』がある
- ジャン＝バティスト・リュリ（1632年 - 1687年） - フランスで活躍した盛期バロックの作曲家・ルイ14世の宮廷楽長および寵臣
- ジャン・マビヨン（1632年 - 1707年） - フランスのベネディクト会士・歴史家・古文書学者・『古文書学』を著し「歴史考証学の父」と呼ばれる
- ルイ・ブルダルー（英語版）（1632年 - 1704年） - フランスのイエズス会士・ボシュエと並ぶ説教家で「説教者の王で王の説教者」の称号を得る
- セバスティアン・ル・プレストル・ド・ヴォーバン（1633年 - 1707年） - フランスの軍人（元帥）・星形要塞を発展させ『要塞攻囲論』を執筆
- ラ・ファイエット伯爵夫人（1634年 - 1693年） - フランスの女流作家・サロンで活躍し『クレーヴの奥方』を執筆
- マントノン侯爵夫人（1635年 - 1719年） - フランス王ルイ14世の晩年の妻・秘密結婚のため王妃ではないが王に影響力があった
- ニコラ・ボアロー＝デプレオー（1636年 - 1711年） - フランスの詩人・批評家・王室史料編纂官・新旧論争では古代派に与し『ロンギノス考』を執筆
- ルイ14世（太陽王）（1638年 - 1715年） - フランス王（在位1643年 - 1715年）・ブルボン朝の絶対王政の最盛期を実現
- ニコラ・ド・マルブランシュ（1638年 - 1715年） - フランスの哲学者・オラトリオ会士・『真理の探究』でデカルト哲学と神学を総合
- ドン・ペリニヨン（1638年 - 1715年） - フランスのベネディクト会士・シャンパーニュ地方特産の発泡酒シャンパンを開発
- ジャン・ラシーヌ（1639年 - 1699年） - フランスの悲劇作家・古典主義の三大作家の一人・『アンドロマック』『ベレニス』で知られる
- ルーヴォワ侯爵フランソワ＝ミシェル・ル・テリエ（1641年 - 1691年） - フランスの政治家・ルイ14世のもとで陸軍大臣となり欧州随一の常備軍を育成
- ジュール・アルドゥアン＝マンサール（1646年 - 1708年） - フランスの建築家・ヴェルサイユ宮殿を増築し「鏡の間」を建設
- ピエール・ベール（1647年 - 1706年） - フランスの哲学者・思想家・『歴史批評辞典』などを著し啓蒙思想の先駆けとなる
- マルグリット・マリー・アラコク（1647年 - 1690年） - フランスの聖母訪問会の修道女・「イエスの聖心」の啓示を受けたとされ聖人となる
- ギュイヨン夫人（1648年 - 1717年） - フランスの神秘主義者・キエティスム（静寂主義）の一人・カトリック教会により異端とされ投獄される
- フランソワ・フェヌロン（1651年 - 1715年） - フランスの聖職者・ルイ14世の孫の教育係・『テレマックの冒険』を執筆・ジャック＝ベニーニュ・ボシュエは論敵

#### フランドル・オランダ
- ヤーコブス・アルミニウス（1560年 - 1609年） - オランダの神学者・従来のカルヴァン説よりも自由意志を重視したアルミニウス説を唱える
- ピーテル・パウル・ルーベンス（1577年 - 1640年） - フランドルのバロックの画家・代表作に「マリー・ド・メディシスの生涯」
- フランス・ハルス（1581年/1585年頃 - 1666年） - オランダ絵画の黄金時代の画家・「陽気な酒飲み」など軽妙な写実的肖像画に優れる
- フーゴー・グローティウス（1583年 - 1645年） - オランダの法学者・自然法に基づく国際法の基礎を定め「国際法の父」と称される
- コルネリウス・ヤンセン（1585年 - 1638年） - フランドルのイーペル司教・『アウグスティヌス』で神の恩寵を重視しジャンセニスムの嚆矢となる
- アンソニー・ヴァン・ダイク（1599年 - 1641年） - フランドルのバロックの画家・ルーベンスの協力者で後にイングランドで活躍
- レンブラント・ファン・レイン（1606年 - 1669年） - オランダ絵画の黄金時代を代表する画家・「夜警」など光と闇の表現に優れる
- ゲオルク・マルクグラーフ（1610年 - 1644年） - ドイツ生まれの博物学者・オランダ領ブラジルの調査に参加・調査は『ブラジルの自然史』にまとめられる
- ヨハン・デ・ウィット（1625年 - 1672年） - オランダ共和政の指導者・英蘭戦争を指揮するがオランダ侵略戦争で追い詰められオランダ市民に虐殺される
- アルノルドゥス・モンタヌス（1625年 - 1683年） - オランダの宣教師・歴史学者・日本や世界各地の地理歴史についての書物を多数著す
- クリスティアーン・ホイヘンス（1629年 - 1695年） - オランダの物理学者・天文学者・「土星の環」の発見や振り子時計の発明で有名
- ヨハネス・フェルメール（1632年 - 1675年） - オランダ絵画の黄金時代を代表する画家・市井の人々の生活を精妙な光で描いた
- バールーフ・デ・スピノザ（1632年 - 1677年） - オランダの哲学者（合理論）・ユダヤ人共同体から破門される・主著は『エチカ』
- アントニ・ファン・レーウェンフック（1632年 - 1723年） - オランダの科学者・顕微鏡で微生物の観察を行い「微生物学の父」と呼ばれる
- マリア・ジビーラ・メーリアン（1647年 - 1717年） - ドイツ生まれの植物・昆虫学者・女性画家でもあり南米スリナムまで調査旅行したことで有名

#### 北欧
- クリスチャン4世（1578年 - 1648年） - デンマーク王・プロテスタント側で三十年戦争に参加・後にスウェーデンとの戦いで敗北
- アクセル・オクセンシェルナ（1585年 - 1654年） - スウェーデン宰相・グスタフ2世からクリスティーナ女王までの国王を補佐
- グスタフ2世アドルフ （獅子王）（1594年 - 1632年） - スウェーデン王（在位1611年 - 1632年）・リュッツェンの戦いで戦死
- レンナート・トルステンソン（1603年 - 1651年） - スウェーデンの将軍・三十年戦争（トルステンソン戦争）で活躍し皇帝軍を敗走させる
- フレデリク3世（1609年 - 1670年） - デンマーク王（在位1648年 - 1670年）・カール・グスタフ戦争で多くの領土を喪失する
- クリスティーナ（1626年 - 1689年） - スウェーデン女王（在位1632年 - 1654年）・デカルトを招聘・後にカトリックに改宗
- カール10世（1622年 - 1660年） - スウェーデン王（在位1654年 - 1660年）・北方戦争に勝利し「バルト帝国」を建設
- オーレ・レーマー（1644年 – 1710年） - デンマークの天文学者・コペンハーゲン大学教授・光速度の値を世界で初めて算出した
- クリスチャン5世（1646年 - 1699年） - デンマーク王（在位1670年 - 1699年）・デンマーク初の法典整備や税制改革を行う
- カール11世（1655年 - 1697年） - スウェーデン王（在位1660年 - 1697年）・オランダ侵略戦争やスコーネ戦争に介入

#### 東欧
- ヨハネス・アモス・コメニウス（1592年 - 1670年） - モラヴィア出身の教育思想家・三十年戦争の混乱で諸国を遍歴し百科事典『世界図絵』などを残す
- ボフダン・フメリニツキー（1595年 - 1657年） - ポーランドの貴族・ウクライナ・コサックのヘーチマン・フメリニツキーの乱を起こす
- ヨハネス・ヨンストン（1603年 – 1675年） - ポーランドの博物学者・著作『鳥獣虫魚図譜』は江戸時代の日本にも招来される
- ヤン3世 （1629年 - 1696年） - ポーランド王（在位1674年 - 1696年）・大洪水時代後の混乱を収拾・第二次ウィーン包囲に勝利

#### ロシア
- ボリス・ゴドゥノフ（1551年 - 1605年） - ロシアのツァーリ（在位1598年 - 1605年）・リューリク朝断絶に伴う動乱時代を招来
- フィラレート（1553年 - 1633年） - モスクワ総主教（在位1619年 - 1633年)・ミハイル・ロマノフの父で事実上の支配者
- 偽ドミトリー1世（1581年 - 1606年） - ロシアのツァーリ（在位1605年 - 1606年）・動乱時代に相次いで出現した帝位僭称者の最初
- クジマ・ミーニン（16世紀後半 - 1616年） - ロシアのニジニ・ノヴゴロドの商人・ポジャールスキー公とともに義勇軍を結成しモスクワを解放する
- ドミートリー・ポジャールスキー (1577年 - 1642年) - ロシアの軍人・ミーニンとともにポーランド軍を撃退・その功績により「祖国の救世主」という称号を獲得
- ミハイル・ロマノフ（1596年 - 1645年） - ロシアのツァーリでロマノフ朝最初の君主（在位1613年 - 1645年）・ゼムスキー・ソボルにて選出
- ニーコン（英語版）（1605年 - 1681年） - モスクワ総主教・ロシア正教会の典礼改革を行う・これにより古儀式派が正教会から離脱
- イヴァン・モスクヴィチン（？ - 1647年以降）- ロシアの探検家・ロシア人として初めてシベリアを横断してオホーツク海および太平洋側に達する
- エロフェイ・ハバロフ（1603年頃 - 1671年頃） - ロシアの探検家・アムール川流域を探検し清朝と激突・ハバロフスク市に名がつけられる
- セミョン・デジニョフ（1605年頃 - 1673年） - ロシアの探検家・ユーラシア大陸の最東端を回航しアメリカ大陸とは陸続きでないことを発見
- アヴァクーム（1620年/1621年 - 1682年） - ロシアの司祭・古儀式派の最初期の指導者・ニーコンの改革に反対し追放され焚刑にされる
- アレクセイ（1629年 - 1676年） - ロシアのツァーリ（在位1645年 - 1676年）・ウクライナ東部を獲得しヘーチマン国家を併合
- スチェパン・ラージン（1630年 - 1671年） - ロシアのドン・コサック軍の指導者・政府に対して反乱を起こすが敗北し処刑される
- フェオドシア・モローゾヴァ（英語版）（1632年 - 1675年） - ロシア貴族の女性・ニーコンの改革に反対し古儀式派の中心となるが捕縛され餓死する
- ソフィア・アレクセーエヴナ（1657年 - 1704年） - イヴァン5世とピョートル1世の姉・摂政（在任1682年 - 1689年）・事実上の女性君主
- ピョートル1世（1671年 - 1725年） - ロシアのツァーリ（在位1682年 - 1725年）・西欧大使節団を派遣・大北方戦争でスウェーデンに勝利

### 南北アメリカ
- インカ・ガルシラーソ・デ・ラ・ベーガ（1539年 - 1616年） - ペルー出身の歴史家・母はインカ皇女・『インカ皇統記（スペイン語版、英語版）』『ペルー征服史』がある
- グァマン・ポマ（1550年？ - 1616年？） - ペルー出身の原住民の記録者・多くの挿絵を含む『新しい記録と良き統治』を執筆
- ウォルター・ローリー（1552年/1554年 - 1618年） - イングランドの探検家・アメリカ大陸で最初のイングランド植民地を築くが失敗
- ヘンリー・ハドソン（1560 - 70年代 - 1611年？） - イングランドの探検家・北アメリカを探検しハドソン湾やハドソン川に名を残す
- サミュエル・ド・シャンプラン（1567年/1570年 - 1635年） - フランスの探検家・地理学者・ケベック植民地を築く
- ジョン・スミス（1580年 - 1631年） - イングランドの軍人・探検家・植民者・永住植民地ヴァージニアを築く
- リマのローザ（1586年 - 1617年） - ペルー出身のドミニコ会在俗修道女・自己犠牲的な苦行で知られ新大陸で最初の聖人に列される
- ウィリアム・ブラッドフォード（1590年 - 1657年） - イングランド出身のピルグリム・ファーザーズの指導者・プリマス植民地を築く
- アン・ハッチンソン（1591年 - 1643年） - イングランド出身の女性の聖書研究者・マサチューセッツのピューリタンと対立し追放される
- ポカホンタス（1595年頃 - 1617年） - アメリカインディアン・ポウハタン族の女性・大西洋を越えてイングランドに招かれる
- ピーター・ストイフェサント（1612年 - 1672年） - オランダの最後のニューネーデルラント植民地総督・英蘭戦争後にここを放棄
- メタコメット（1639年 - 1676年） - アメリカインディアンのワンパノアグ族の酋長・フィリップ王とも呼ばれフィリップ王戦争を起こす
- ロベール＝カブリエ・ド・ラ・サール（1643年 - 1687年） - フランスの探検家・ミシシッピ川流域をフランス領としルイジアナと名付ける
- ウィリアム・ペン（1644年 - 1718年） - イングランド出身のクエーカー教徒・フィラデルフィア市を建設しペンシルベニア州を整備
- ウィリアム・キッド（1645年 - 1701年） - スコットランド出身の海賊船船長・「キャプテン・キッド」の名で知られている
- ソル・フアナ＝イネス・デ・ラ・クルス（1651年 - 1695年） - メキシコの修道女・スペイン語による詩文集『知への賛歌』で知られる
- ズンビ・ドス・パルマーレス（1655年？ - 1695年） - ブラジルで最大の逃亡奴隷集落「キロンボ・ドス・パルマーレス」の指導者・斬首刑にされる

### サハラ以南のアフリカ
- ヤン・ファン・リーベック（1619年 - 1677年） - オランダの植民地監督者・テーブル湾に面したケープ植民地を建設したことで知られる

### 北アフリカ・西アジア・中央アジア
- リザー・アッバーシー（1565年頃 - 1635年） - サファビー朝の画家・アッバース1世の宮廷工房で活躍しイスファハーン画派を大成する
- アッバース1世（1571年 - 1629年） - サファヴィー朝第5代シャー（在位1588年 - 1629年）・最盛期のシャー・オスマン帝国からイラク奪還
- モッラー・サドラー（1572年 - 1640年） - サファヴィー朝のシーア派のイスラム哲学者・実存を重視した超越論的神智学を提唱
- キリロス・ルカリス（1572年 - 1637年） - コンスタンディヌーポリ総主教・反カトリックでカルヴァン主義に接近・反乱の責任で殺害される
- キョプリュリュ・メフメト・パシャ（1583年 - 1661年） - オスマン帝国大宰相国政を任されキョプリュリュ時代の基礎を築く
- キョセム・スルタン（1590年 - 1651年） - オスマン帝国カリフのアフメト1世の妃・ムラト4世およびイブラヒムの母后・「女人天下」の代表
- キャーティプ・チェレビー（1609年 - 1657年） - オスマン帝国最大の博物学者・書誌学の『書誌総覧』や地理学の『世界の鏡』がある
- ヘザルフェン・アフメト・チェレビ（1609年 - 1640年） - オスマン帝国の発明家・イスタンブールで人力飛行（グライダー）に成功した？
- ラガリ・ハサン・チェレビ（？ - 1640年頃） - オスマン帝国の発明家・ヘザルフェンの兄弟・火薬を用いたロケット飛行に成功？
- エヴリヤ・チェレビ（1611年？ - 1682年） - オスマン帝国の旅行家・40年間にわたって帝国内を記録し『旅行記』10巻を執筆
- サバタイ・ツヴィ（1626年 - 1676年） - オスマン帝国イズミル出身のユダヤ教の宗教家・人々を熱狂させた偽メシアとして知られる
- トゥルハン・ハティジェ（1628年 - 1683年） - オスマン帝国カリフのイブラヒムの妃・メフメト4世の母・義母キョセムを倒し実権を握る
- セリム・ギレイ1世（1631年 - 1704年） - クリミア・ハン国の君主（在位1671年 - 1704年で断続的に4度）・オスマンに与し西欧と戦う
- キョプリュリュ・アフメト・パシャ（1635年 - 1676年） - オスマン帝国大宰相・父のメフメトを継いでオスマン帝国最大領土を保持
- カラ・ムスタファ・パシャ（1635年？ - 1683年） - オスマン帝国大宰相・キョプリュリュ家の娘婿・第二次ウィーン包囲を敢行
- キョプリュリュ・ムスタファ・パシャ（1637年 - 1691年） - オスマン帝国大宰相・第二次ウィーン包囲後の混乱を収拾する
- ジャン・シャルダン（1643年 - 1713年） - フランス出身の商人・サファヴィー朝で貿易に従事し『ペルシア紀行』を出版・後にイギリスへ亡命
- キョプリュリュ・ヒュセイン・パシャ（1644年 - 1702年） - オスマン帝国大宰相・カルロヴィッツ条約を締結しハンガリーを放棄
- ムーレイ・イスマーイール（1645年 - 1727年） - アラウィー朝モロッコの君主（在位1672年 - 1727年）・半世紀の治世でメクネス宮殿を建設

### インド・東南アジア
- ミールザー・ギヤース・ベグ（? - 1622年） - ムガル帝国宰相・歴代皇帝に仕え「イティマード・ウッダウラ（国家の柱）」の称号を得る
- ヤン・ピーテルスゾーン・クーン （1587年 - 1629年） - オランダ東インド会社第4代総督・バタヴィアを築きアンボイナ事件を起こす
- ジャハーンギール（1569年 - 1627年） - ムガル帝国第4代皇帝（在位1605年 - 1627年）・アクバルに続き寛容政策を行う
- ヌール・ジャハーン（1577年 - 1645年） - ムガル皇帝ジャハーンギールの妃・皇帝の健康が思わしくないことで事実上の君主として帝国を支配
- アレクサンドル・ドゥ・ロード（1591年 - 1660年） - フランス出身のイエズス会宣教師・ベトナム語のラテン文字表記の方法を考案したことでも知られる
- シャー・ジャハーン（1592年 - 1666年） - ムガル帝国第5代皇帝（在位1628年 - 1658年）・愛妃を偲んでタージ・マハルを建立
- ムムターズ・マハル（1595年 - 1631年） - ムガル皇帝シャー・ジャハーンの第1皇妃・その死後タージ・マハル霊廟に葬られる
- フランソワ・カロン（1600年 - 1673年） - オランダ東インド会社のもと日本ほかで勤務・後年フランス東インド会社長官に転じる
- ダーラー・シコー（1615年 - 1658年） - ムガル帝国の皇族・哲学者として「ウパニシャッド」の翻訳を行うなど融和路線を尊重・弟アウラングゼーブに処刑される
- アウラングゼーブ（1618年 - 1707年） - ムガル帝国第6代皇帝（在位1658年 - 1707年）・反融和路線のもとヒンドゥー教などを弾圧・デカン戦争を行いムガル帝国の最大領土を実現
- フランソワ・ベルニエ（1620年 - 1688年） - フランス出身の医師・旅行家・ムガル帝国を旅行し『ムガル帝国誌』を執筆
- シヴァージー（1627年 - 1680年） - インドのマラーター王国の建国者・マラーター族を糾合しムガル帝国のアウラングゼーブに敵対
- ナーラーイ（1633年 - 1688年） - アユタヤ朝タイ王国国王（在位1656年 - 1688年）・フランスと外交関係を結ぶ・文芸も奨励
- フランソワ・マルタン（1634年 - 1706年） - フランス東インド会社長官・フランソワ・カロンに続きポンディシェリに商館を設置
- グル・ゴービンド・シング（1666年 - 1708年） - シク教第10代教主（グル）（在位1675年 - 1708年）・以後は経典が教主とされる
- マンガマール（英語版）（？ - 1705年） - マドゥライ・ナーヤカ朝の女性君主（在位1689年 - 1704年）・アウラングゼーブの軍を撃退

### オセアニア
- アベル・タスマン（1603年 - 1659年） - オランダの探検家・オランダ東インド会社のもとで太平洋各地を探検・タスマニア島に名がつく
- ウィリアム・ダンピア（1651年 - 1715年） - イギリスの探検家・海賊（私掠船）・オーストラリア他を調査し『最新世界周航記』を残す

### 東アジア

#### 明・清
- 王圻（1529年 - 1612年） - 明の学者・息子王思議と『三才図会』を編纂し日本の『和漢三才図会』に影響・『続文献通考』も編纂
- 顧憲成（1550年 - 1612年） - 明の官僚・儒学者として故郷の無錫に東林書院を再興・この学派が明末に東林党に成長する
- マテオ・リッチ（利瑪竇）（1552年 - 1610年） - イタリア人のイエズス会士・明の官僚である徐光啓らに洗礼を授け宣教につとめる
- 董其昌（1555年 - 1636年） - 明の官僚・文人・書画に優れ文人画（南宗画）の優位を説く・明末の「邢張米董」の一人
- 鄭貴妃（？ - 1630年） - 明の万暦帝の妃で福王朱常洵の母・帝位継承をめぐる疑獄事件の「三案（梃撃・紅丸・移宮）」の黒幕か？
- ヌルハチ（1559年 - 1626年） - 清の初代皇帝（太祖）（在位1616年 - 1626年）・サルフの戦いで明に勝利
- 徐光啓（1562年 - 1633年） - 明の官僚・暦数学者・マテオ・リッチの影響でキリスト教徒となり『農政全書』『崇禎暦書』を残す
- 謝肇淛（1567年 - 1624年） - 明の官僚・広西按察使・『五雑組』で多くの風物や掌故を記した・他に『北河紀略』がある
- 魏忠賢（1568年 - 1627年） - 明末の宦官で東廠の長官・東林党を弾圧するなど専横を極める・崇禎帝に死を命じられる
- 張瑞図（1570年 - 1640年以後） - 明末の書家で「邢張米董」の一人・政治家でもあったが魏忠賢の党派に属した罪で官を辞す
- 馮夢竜（1574年 - 1646年） - 明末の官僚・陽明学者として『王陽明靖乱録』を、著述家として『平妖伝』『笑府』などを残す
- 秦良玉（1574年 - 1648年） - 明末の武官・四川の少数民族出身の女性・明に忠節を尽くし後金や張献忠らと戦う
- 銭謙益（1582年 - 1664年） - 明末清初の官僚・南京で福王政権を樹立するが清に降伏・文人として擬古派を排し『列朝詩集』を編纂
- 計成（1582年 - 1642年） - 明末の園芸家・園芸の理念や現場での知識をまとめた『園冶』を執筆する
- ジュリオ・アレーニ（艾儒略）（1582年 - 1649年） - イタリア出身のイエズス会士・世界地理書『職方外紀』や学術紹介書『西学凡』など著書多数
- 袁崇煥（1584年 - 1630年） - 明末の武官・寧遠城の戦いでは大砲を用いてヌルハチを退ける・後に謀反の疑いにより処刑される
- 黄道周（1585年 - 1646年） - 明末の官僚・北京陥落後も南明政権を支える・書家として「明末三大家」の一人とされる
- 宋応星（1590年頃 - 1650年頃） - 明末清初に活躍した地方官吏・技術者・『天工開物』の著者として知られる
- アダム・シャール（湯若望）（1591年 - 1666年） - ドイツ人のイエズス会士・天文学に優れ明では『崇禎暦書』を清では「時憲暦」を作成
- ホンタイジ（1592年 - 1643年） - 清の第2代皇帝（太宗）（在位1626年 - 1643年）・国号を後金から清とし国家体制を整える
- 隠元隆琦（1592年 - 1673年） - 明末清初の禅僧・中国の動乱を避けて日本に渡来し黄檗宗を伝える・宇治の黄檗山萬福寺開山
- 王鐸（1592年 - 1652年） - 明末清初の官僚・黄道周や倪元璐と異なり国に殉ぜず・書家として「明末三大家」の一人とされる
- 倪元璐（1593年 - 1644年） - 明末の官僚・北京陥落に合わせて殉死・書家として「明末三大家」の一人とされる
- 洪承疇（1593年 - 1665年） - 明末清初の武官・政治家・明に仕え清と戦うも降伏・帰順後は大学士となり清の統治機構を整備
- 張岱（1597年 - 1684年） - 明末清初の文人・江南の風俗や人物を回顧的に語る随筆集『陶庵夢憶』を著す
- 朱舜水（1600年 - 1682年） - 明末清初の儒学者・反清復明運動に参加するが成功せず日本に亡命・徳川光圀の庇護を受ける
- 史可法（1601年 - 1645年） - 明末の政治家・弘光帝を擁立し南明政権を樹立・「揚州十日」の虐殺を目前に自殺する
- 王秀楚（生没年不詳） - 明末清初の文人・史可法の幕僚であったことがあり清軍の揚州虐殺を記録した『揚州十日記』を執筆
- 尚可喜（1604年 - 1676年） - 明末清初の軍人・清軍に投降して協力し平南王に封じられる・三藩の乱では挙兵に反対するが幽閉され死去
- 李自成（1606年 - 1645年） - 明末の農民反乱指導者・明の崇禎帝を倒し北京を奪取・皇帝を名乗るが清軍に滅ぼされる
- 張献忠（1606年 - 1646年） - 明末の農民反乱指導者・四川の成都で皇帝を名乗るが清軍に滅ぼされる
- 黄宗羲（1610年 - 1695年） - 明末清初の儒学者（考証学）で「清初三大師」の一人・反清復明運動に参加・『明夷待訪録』の著者
- オボイ（1610年？ - 1669年） - 清の軍人・政治家・ホンタイジ以後の諸帝に仕えるがやがて独裁化・康熙帝に失脚させられる
- 崇禎帝（1611年 - 1644年） - 明の最後の第17代皇帝（在位1628年 - 1644年）・李自成の乱で北京を包囲され縊死する
- 李漁（1611年 - 1680年） - 明末清初の劇作家・著作家・戯曲『笠翁十種曲』や小説『十二楼』を書く・好色文学『肉蒲団』の作者とも
- 呉三桂（1612年 - 1678年） - 明末清初の軍人・北京陥落の報を聞き清軍に投降・雲南を支配するが清に背き三藩の乱を起こす
- ドルゴン（1612年 - 1650年） - 清の皇族・幼い順治帝の叔父として摂政となり北京入城後の清軍を指揮
- ミハウ・ボイム（卜弥格）（1612年? - 1659年） - ポーランド人イエズス会士・中国学者・中国で布教後に南明の永暦帝の使節としてローマに渡る
- 顧炎武（1613年 - 1682年） - 明末清初の儒学者（考証学）で「清初三大師」の一人・反清復明運動に参加・『日知録』の著者
- 王夫之（1619年 - 1692年） - 明末清初の儒学者（考証学）で「清初三大師」の一人・反清復明運動に参加・『読通鑑論』の著者
- 施琅（1621年 - 1696年） - 明末清初の軍人・鄭芝龍に仕えていたが後に清朝に帰順・台湾の鄭氏政権の攻略などで活躍
- 永暦帝（1623年 - 1662年） - 南明政権の最後の皇帝・崇禎帝の従弟・ビルマまで落ち延びて抗戦するが呉三桂に殺害される
- フェルディナント・フェルビースト（南懐仁）（1623年 - 1688年） - フランドル人のイエズス会士・アダム・シャールを補佐して宣教する
- フィリップ・クプレ（柏応理）（1623年 - 1693年） - フランドル人イエズス会士・『中国の哲学者孔子』を執筆し中国古典を翻訳
- 鄭成功（1624年 - 1662年） - 明末清初の政治家・明の亡命政権を支援し台湾で抵抗運動を続ける・鄭氏政権の祖・俗称は国姓爺
- 耿精忠（？ - 1682年） - 清の軍人・初代靖南王耿仲明の孫・三藩の乱では呉三桂や尚之信に呼応して挙兵・乱の鎮圧後に磔刑にされる
- 八大山人（1626年？ - 1705年？） - 明末清初の画家・書家・詩人・明の皇族の一人だが明滅亡後は世間を避けて生活する
- 閻若璩（1636年 - 1704年） - 清の儒学者（考証学）・『大清一統志』を編纂・『尚書古文疏証』では古文尚書が偽書であることを立証
- 順治帝（1638年 - 1661年） - 清の第3代皇帝（在位1643年 - 1661年）・山海関を越えて北京に入城・中国支配を始める
- 蒲松齢（1640年 - 1715年） - 清の文学者・官僚にはなれず家塾などを営む・志怪小説『聊斎志異』の作者
- 石濤（1642年 - 1707年） - 清の画家・明の皇族の末裔で同じ境遇の八大山人とも交流する・黄山派に属す
- 洪昇（1645年 - 1704年） - 清の劇作家・戯曲「長生殿」の作者・孔尚任とともに「曲苑双星」「南洪北孔」と称される
- 孔尚任（1648年 - 1718年） - 清の劇作家・戯曲「桃花扇」の作者・洪昇とともに「曲苑双星」「南洪北孔」と称される
- 康熙帝（1654年 - 1722年） - 清の第4代皇帝（在位1661年 - 1722年）・中国屈指の名君・在位60年で「三世の春」時代を迎える
- 沈福宗（1657年 - 1692年） - 清のキリスト教信者・イエズス会士クプレに連れられローマやその他の国々を訪問・中国の文献を伝える

#### ジュンガル
- ガルダン・ハーン（1644年 - 1697年）・オイラト系ジュンガル部の第4代部族長（在位1671年 - 1697年）・清の康熙帝と対決

#### チベット
- ダライ・ラマ5世（1617年 - 1682年） - チベット仏教の教主（在位1642年 - 1682年）・ラサに遷都しポタラ宮殿を営む

#### モンゴル
- ジェプツンダンバ・ホトクト（ザナバザル）（1635年 – 1723年） - モンゴルの活仏・エルデネ・ゾーを中心にゲルク派を布教・清の冊封を受け入れる

#### 李氏朝鮮
- 惟政（1543年 - 1610年） - 李氏朝鮮の僧侶（松雲大師）・壬辰倭乱で義僧兵を率いて戦う・使節として来日し徳川家康らと講和交渉を行う
- 許筠（1569年 – 1618年） - 李氏朝鮮の官人・文人・光海君の命で極刑を受ける・最古のハングル文学『洪吉童伝』を執筆

### 日本
- 天海（1536年? - 1643年） - 比叡山探題の僧・江戸の上野寛永寺開山・徳川家康の側近・諡号は慈眼大師
- 本多正信（1538年 - 1616年） -大名（相模玉縄藩藩主）・老中・徳川家康の重臣として幕政を牛耳る
- 徳川家康（1543年 - 1616年） - 江戸幕府初代征夷大将軍（在任1603年 - 1605年）・大坂夏の陣で豊臣氏を滅ぼす
- 大久保長安（1545年 - 1613年） - 勘定奉行として全国の金銀山を統轄・その死後は不正の疑いで子弟は処刑される（大久保長安事件）
- 織田長益（1547年 - 1520年） - 大名（摂津味舌藩）・茶人（有楽斎）・信長の弟・大坂の陣では和睦に腐心するが落城前に退去
- 高山右近（1552年 - 1615年） - キリシタン大名・キリスト教禁令で領地を放棄・キリシタン国外追放令によりマニラで死去
- 安楽庵策伝（1554年 - 1642年） - 浄土宗西山深草派の僧・説教に優れた才を生かし笑話集『醒睡笑』をまとめ落語の祖と呼ばれる
- 角倉了以（1554年 - 1614年） - 豪商・安南との朱印船貿易で巨利を得る・土木事業家として高瀬川や富士川の開削に従事
- 片桐且元（1556年 - 1615年） - 大名（摂津国茨木藩藩主）・賤ヶ岳の七本槍の一人・豊臣と徳川の和平に尽くす
- 藤堂高虎（1556年 - 1630年） - 大名（伊勢津藩藩主）・徳川家康に外様でありながら譜代格として重用される
- ヤン・ヨーステン・ファン・ローデンスタイン（1556年？ - 1623年） - オランダ人航海士・徳川家康の外交顧問・日本名は耶楊子
- 本阿弥光悦（1558年 - 1637年） - 刀剣鑑定家・陶芸家・漆芸家・書家としては「寛永の三筆」の一人と称される
- 俵屋宗達（生没年不詳） - 画家・本阿弥光悦の協力者でいわゆる琳派の祖・「風神雷神図屏風」ほかがある
- 藤原惺窩（1561年 - 1619年） - 儒学者（朱子学）・朝鮮人姜沆との交流を経て儒学を体系化・林羅山や松永尺五は弟子
- ウィリアム・アダムス（1564年 - 1620年） - イギリス人航海士・徳川家康の外交顧問・日本名は三浦按針
- 池田輝政（1564年 - 1620年） - 大名（播磨姫路藩藩主）・織田信長から徳川家康に仕える・姫路城を現在の規模に拡張した
- 不干斎ハビアン（1565年 - 1621年） - イエズス会士として護教論『妙貞問答』を執筆・後に棄教して反キリスト教論『破提宇子』を執筆
- 坂崎直盛（1565年? - 1616年） - 大名（石見津和野藩藩主）・大阪落城の際に千姫を救出・千姫再婚で事件を起こす
- 真田信繁（幸村）（1567年 - 1615年） - 信濃国の武将・関ヶ原の戦いで浪人・豊臣秀頼に招かれ大坂夏の陣で奮戦するも戦死
- 淀殿（1567年? - 1615年） - 豊臣秀吉側室で豊臣秀頼の母・浅井三姉妹の長女・大坂夏の陣に敗北し自殺
- 伊達政宗（1567年 - 1636年） - 大名（陸奥仙台藩藩主）・徳川家康から徳川家光までの将軍に仕える・慶長遣欧使節団を送る
- 立花宗茂（1567年 - 1643年） - 大名（筑後柳河藩藩主）・関ヶ原の戦いで西軍につき改易・後に幕府の信任を得て大名として復帰
- 大野治長（1569年 - 1615年） - 武将（修理亮）・大坂の陣では豊臣方の指導者・母は大蔵卿局・大阪落城に殉じる
- 以心崇伝（1569年 - 1633年） - 南禅寺（金地院）住持・寺社行政に携わりキリスト教の禁止や寺社諸法度ほかの法制を整備
- 柳生宗矩（1571年 - 1646年） - 大名（大和柳生藩藩主）・柳生新陰流（江戸柳生）の剣術家で徳川将軍家の剣術師範
- 松永貞徳（1571年 - 1654年） - 俳人・歌人・歌学者・貞門派俳諧の祖として『新増犬筑波集』『俳諧御傘』を残す
- 支倉常長（1571年 - 1622年） - 仙台藩士・伊達政宗の家臣・慶長遣欧使節団を率いてヨーロッパまで渡航
- 沢庵宗彭（1573年 - 1645年） - 大徳寺住持・紫衣事件で流罪となるが後に将軍徳川家光の帰依を受ける・江戸の東海寺開山
- 土井利勝（1573年 - 1644年） - 大名（下総古河藩藩主）・大老・将軍徳川秀忠と家光を補佐・武家諸法度の制定や大名の統制を指揮
- ルイス・ソテロ（1574年 - 1624年） - スペイン出身のフランシスコ会宣教師・慶長遣欧使節団を組織し各地を歴訪・殉教死を遂げる
- セバスティアン・ビスカイノ（？ - 1615年） - スペインの探検家・遣日特派使節・徳川家康と秀忠に謁見・『金銀島探検報告』を執筆
- 岩佐又兵衛（1578年 - 1650年） - 画家・「浮世又兵衛」とも呼ばれる浮世絵の遠祖・荒木村重の遺児
- 徳川秀忠（1579年 - 1632年） -江戸幕府2代征夷大将軍（在任1605年 - 1623年）・大名統制を強化し幕府の体制を固める
- 八条宮智仁親王（1579年 - 1629年） - 皇族（八条宮初代）・後陽成天皇の弟で後水尾天皇の叔父・桂離宮の造営で知られる
- 春日局（1579年 - 1643年） - 江戸幕府3代将軍徳川家光の乳母・江戸城大奥の礎を築く
- 小堀政一（遠州）（1579年 - 1647年） - 大名（近江小室藩藩主）・茶人（遠州流）・建築家・作庭家として知られる
- 鈴木正三（1579年 - 1655年）- 曹洞宗の僧侶・『破切支丹』でキリスト教を批判・仮名草子作家としては『因果物語』ほかがある
- 林羅山（1583年 - 1657年） - 儒学者（朱子学）・後に幕府の学問を司ることになる大学頭の林家の祖
- 宮本武蔵（1584年 - 1645年） - 剣豪・兵法者（二天一流兵法の祖）としては『五輪書』を著す・書画にも優れる
- 金森重近（宗和）（1584年 - 1657年） - 武将・茶人（宗和流）・大坂の陣での出兵を拒み隠棲して茶道に転じ「姫宗和」と呼ばれる
- ペトロ岐部（1587年 - 1639年） - イエズス会士・独力でマカオからエルサレムやローマを回り司祭となる・日本に帰り殉教する
- 酒井忠勝（1587年 - 1662年） - 大名（若狭小浜藩藩主）・大老・歴代の将軍に仕え家光没後は家綱擁立に功があった
- 豊臣秀頼（1593年 - 1615年） - 豊臣秀吉の嫡男・右大臣・大坂夏の陣で敗北し母の淀殿とともに自殺
- 後水尾天皇（1596年 - 1680年） - 第108代天皇（在位1611年 - 1629年）・中宮は徳川秀忠の娘東福門院・寛永文化の中心
- 松平信綱（1596年 - 1662年） - 大名（武蔵川越藩藩主）・老中・官職名の伊豆守から「知恵伊豆」と呼ばれ将軍徳川家綱を補佐
- 初代酒井田柿右衛門（1596年 - 1666年） - 肥前国有田の陶工・赤絵磁器の焼成に成功・「柿右衛門様式」はマイセン磁器などにも影響
- 千姫（1597年 - 1666年） - 徳川秀忠の娘・豊臣秀頼の正室・大坂夏の陣では落城間際に脱出・後に本多忠刻に嫁す
- 徳川御三家の祖
  - 徳川義直（1600年 - 1650年） - 尾張徳川家初代藩主・徳川家康の九男
  - 徳川頼宣（1602年 - 1671年） - 紀州徳川家初代藩主・徳川家康の十男
  - 徳川頼房（1603年 - 1661年） - 水戸徳川家初代藩主・徳川家康の十一男
- 阿部忠秋（1602年 - 1675年） - 大名（武蔵忍藩藩主）・老中・慶安の変後の浪人の就業を促進し社会の混乱を鎮める
- 狩野探幽（1602年 - 1674年） - 狩野派の画家・狩野永徳の孫・江戸鍛冶橋狩野家の祖・江戸城や諸寺の障壁画を担当
- 徳川家光（1604年 - 1651年） - 江戸幕府3代征夷大将軍（在任1623年 - 1651年）・鎖国やキリスト教禁令などを行う
- 片桐貞昌（石州）（1605年 - 1673年） - 大名（大和小泉藩藩主）・茶人（石州流）・将軍茶道指南役となりその派は隆盛する
- 由井正雪（1605年 - 1651年） - 軍学者・浪人らを募り丸橋忠弥らとともに反乱を計画するが発覚し自決（慶安の変）
- 西山宗因（1605年 - 1682年） - 俳人・連歌師・談林派俳諧の祖・大坂天満宮の連歌所宗匠となり『蚊柱百句』などを残す
- 佐倉惣五郎（1605年？ - 1653年） - 義民・下総国印旛郡公津村の名主・佐倉藩堀田家の苛政を将軍家綱に上訴して処刑された伝説を持つ
- 中江藤樹（1608年 - 1648年） - 儒学者（陽明学）・伊予大洲藩藩士であったが脱藩・母に孝養を尽くし「近江聖人」と称えられた
- 池田光政（1609年 - 1682年） -  大名（備前岡山藩藩主）・熊沢蕃山を招き花畠教場や閑谷学校を開く・三名君の一人
- 保科正之（1611年 - 1673年） - 大名（陸奥会津藩藩主）・将軍家光の異母弟・兄家光と甥の家綱を補佐し幕閣に重きをなす・三名君の一人
- 天竺徳兵衛（1612年? - 1707年?） - 商人・寛永年間に朱印船でシャムからインドに渡航・『天竺渡海物語』の記録を残し冒険物語の主人公ともなる
- 河村瑞賢（1617年? - 1699年） - 豪商・材木商として幕府の公共事業を請け負う・東廻海運や西廻海運の開発でも知られる
- 菱川師宣（1618年 - 1694年） - 画家・浮世絵の創始者・肉筆浮世絵「見返り美人図」で知られる
- 熊沢蕃山（1619年 - 1691年） - 儒学者（陽明学）・中江藤樹の弟子・岡山藩藩主池田光政の藩政改革を促す
- 山崎闇斎（1619年 - 1682年） - 儒学者（朱子学）・垂加神道を体系化し会津藩藩主保科正之の藩政改革を促す
- 木下順庵（1621年 - 1699年） - 儒学者（朱子学）・木門十哲（新井白石・室鳩巣・雨森芳洲ら）ほか優れた弟子を育てる
- 天草四郎（1621年 - 1638年） - 島原の乱の指導者・松平信綱率いる幕府軍に徹底的に鎮圧され討ち取られる
- 山鹿素行（1622年 - 1685年） - 儒学者（古学派の祖）・軍学者（山鹿流兵法の祖）・赤穂藩家老の大石良雄は門弟
- 三井高利（1622年 - 1694年） - 商人・呉服商から両替商まで事業を拡大・三井家（のちの三井財閥）の基礎を築く
- 盤珪永琢（1622年 - 1693年） - 臨済宗の僧侶・姫路龍門寺や江戸光林寺の開山・「不生禅」を唱え日常語で教えを説いた
- 宮崎安貞（1623年 - 1697年） - 農学者・筑前福岡藩の山林奉行・隠居後は徐光啓の『農政全書』をもとに『農業全書』を執筆
- 酒井忠清（1624年 - 1681年） - 大名（上野厩橋藩藩主）・大老・将軍家綱のもと権力を握るが続く将軍綱吉に解任される
- 北村季吟（1625年 - 1705年） - 歌人・俳人・古典研究者として『源氏物語湖月抄』『伊勢物語拾穂抄』を著し古典注釈学を大成する
- 伊藤仁斎（1627年 - 1705年） - 儒学者（古義学派の祖）・京都堀川で私塾古義堂を開く・息子伊藤東涯らも学者となる
- 徳川光圀（1628年 - 1701年） - 水戸徳川家第2代藩主・彰考館を開き『大日本史』の編纂を開始・水戸黄門としても知られる・三名君の一人
- 貝原益軒（1630年 - 1714年） - 福岡藩士・本草学者として『大和本草』を、教育者として『養生訓』を著す
- 円空（1632年 - 1695年） - 天台宗の僧侶・仏師として日本各地に「円空仏」と呼ばれる木造仏を残す
- 堀田正俊（1634年 - 1684年） - 大名（下総古河藩藩主）・大老・将軍家綱から綱吉まで仕える・江戸城で暗殺される
- 渋川春海（1639年 - 1715年） - 天文暦学者・800年近く用いられてきた宣明暦に代わる貞享暦を作成
- 契沖（1640年 - 1701年） - 真言宗の僧・古典学者（国学者）・『万葉代匠記』などで優れた実証主義的研究を行う
- 徳川家綱（1641年 - 1680年） - 江戸幕府4代征夷大将軍（在任1651年 - 1680年）・武断政治から文治政治へ政策が転換される
- 関孝和（1642年 - 1708年） - 数学者（和算家）・著書『発微算法』で筆算による代数計算法（点竄術）を開拓し和算の基礎を築く
- 井原西鶴（1642年 - 1693年） - 俳諧師・浮世草子作者・『好色一代男』『世間胸算用』『日本永代蔵』の著者
- 松尾芭蕉（1644年 - 1694年） - 俳諧師・『奥の細道』の著者・「俳聖」とも呼ばれ俳句を芸術の域まで高める
- 徳川綱吉（1646年 - 1709年） - 江戸幕府5代征夷大将軍（在任1680年 - 1709年）・元禄時代の文治政治を推進
- エンゲルベルト・ケンペル（1651年 - 1716年） - ドイツ人医師・博物学者・将軍綱吉に謁見・日本を紹介した『日本誌』をまとめる
- 尾形光琳（1658年 - 1716年） - 琳派の画家・「紅白梅図屏風」や「燕子図屏風」などの作品で知られる・陶芸家尾形乾山は弟
- 初代市川團十郎（1660年 - 1704年） - 役者・元禄の江戸歌舞伎を代表し荒事芸を歌舞伎に導入した
- 紀伊國屋文左衛門（1669年 - 1734年） - 商人・蜜柑を荒海越えて江戸に運んだ話で有名・後年は幕府御用達の材木商となり豪遊したと伝わる